# François Athanase Charette de La Contrie
Pour les articles homonymes, voir famille de Charette et Charette.
François Athanase Charette de La Contrie, né le 2 mai 1763 à Couffé et mort fusillé le 29 mars 1796 à Nantes, est un militaire français et un général royaliste de la guerre de Vendée.
Né dans une famille de petite noblesse bretonne, Charette commence sa carrière militaire en 1779, comme garde de la Marine à Brest. Il participe aussitôt à la guerre d'indépendance américaine, d’abord au large des côtes françaises, puis dans les Antilles. Après la paix, il prend part à quelques campagnes dans les mers du Nord, aux Antilles et en Méditerranée. Il est élevé au grade de lieutenant de vaisseau en 1787 et démissionne en 1790.
Marié la même année avec Marie-Angélique Josnet de La Doussetière, Charette hérite du manoir de la vieille Fonteclose, à La Garnache, en Vendée. C'est là, en mars 1793, que des paysans insurgés contre la levée en masse viennent le chercher pour le mettre à leur tête.
Entre mars et juin, Charette s'impose difficilement comme le commandant des insurgés des régions de Machecoul et Legé. Le 30 avril, les différentes armées vendéennes s'unissent pour former l'Armée catholique et royale, mais dans les faits Charette continue d'agir de manière indépendante.
En septembre et octobre 1793, les républicains prennent l'avantage et occupent toutes les villes de la Vendée militaire. Charette passe alors à la guérilla et contrôle pendant quelques mois l'île de Noirmoutier. Le 12 décembre 1793, il est élu général de l'Armée catholique et royale du Bas-Poitou. Son commandement s'exerce alors dans le sud de la Loire-Atlantique et le nord-ouest de la Vendée.
Affaibli par plusieurs défaites successives à la fin de l'année 1793, Charette parvient à échapper aux colonnes infernales qui ravagent la Vendée dans les premiers mois de l'année 1794. Les massacres indiscriminés commis par les républicains poussent les paysans à se réfugier auprès de lui, ce qui regonfle les rangs de son armée.
En décembre 1794, Charette accepte d'entamer des pourparlers avec les représentants de la Convention thermidorienne et le 17 février 1795, il conclut la paix et reconnait la République lors des négociations de La Jaunaye. Cependant, il reprend les armes le 24 mai, après être entré en relation avec les princes en exil, les Britanniques, les émigrés et les chouans de Bretagne. En juillet, Charette est reconnu par Louis XVIII comme généralissime de l'Armée catholique et royale.
La relance des hostilités tourne cependant au désastre. Abandonné par ses hommes, Charette est capturé le 23 mars 1796 dans les bois de la Chabotterie. Condamné à mort, il est fusillé six jours plus tard à Nantes, sur la place Viarme. Sa mort marque la fin de la deuxième guerre de Vendée.
Par la pérennité de sa résistance, Charette passe dans la mémoire collective comme le général emblématique du soulèvement vendéen. Ses choix stratégiques, sa rivalité avec d'autres chefs et sa responsabilité dans des cas d'exactions lui valent cependant d'être le général vendéen le plus controversé, y compris au sein du camp royaliste.

## Biographie

### Famille et jeunesse

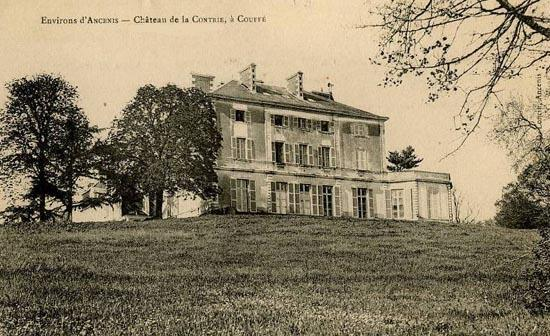
Vue du château de La Contrie, à Couffé, au début du XXe siècle.

Le chevalier François Athanase Charette de La Contrie naît le 2 mai 1763 à Couffé, près d'Ancenis, au nord-est de Nantes. Sa mère, Marie-Anne de La Garde de Montjeu, née en 1732, est issue d'une vieille famille du Gévaudan. Son père Michel Louis Charette de La Contrie, né en 1719, est un militaire de carrière, capitaine au régiment de Brissac. La famille de Charette de La Contrie trouve ses origines en Bretagne et est vraisemblablement anoblie par charges au XVIe siècle. Le parrain de François Athanase, Louis Charette de La Gascherie, est conseiller et doyen au Parlement de Bretagne,. Sa marraine est Mme Busson de La Marière, née Julie Raudais de La Moinerie,. Parmi ses oncles, Jacques-Nicolas Fleuriot de La Freulière, devient également un chef vendéen. François Athanase a pour sœur et pour frère : Marie-Anne, née le 1er avril 1757, et Louis Marin, né 17 avril 1759. Six autres enfants meurent avant d'atteindre l'âge adulte : Marie, née en 1751 ; Françoise, née dans les années 1750 ; Louis Ambroise, né 1765 ; Pierre Louis, né en 1767 ; Louis Nicolas, né en 1768 ; et Jacques René, né en 1773.
François Athanase passe sa jeunesse au manoir de La Contrie, dans le bourg de Couffé. Il pourrait avoir fait des études au collège des oratoriens d'Angers. Son père meurt le 25 mai 1775, suivi par sa mère le 3 janvier 1783. En tant que cadet, François Athanase hérite des métairies de La Vendière et de La Tournière à moitié avec sa sœur Marie Anne, tandis que le reste de la fortune échoit à son frère aîné, Louis Marin.

### Carrière dans la marine royale

#### Guerre d'indépendance américaine
Le 20 mars 1779, François Athanase Charette de La Contrie reçoit sa lettre de nomination comme aspirant garde de la Marine,. La guerre d'indépendance américaine fait alors rage depuis quatre ans et la France a rejoint les hostilités contre la Grande-Bretagne depuis quelques mois.
Le 24 mai 1780, Charette, alors âgé de 17 ans, embarque à Brest sur L'Auguste, un vaisseau de ligne chargé de protéger les côtes françaises, mais il tombe malade à plusieurs reprises et manque des sorties. Le 2 mars 1781, le bateau est désarmé pendant quelques jours et Charette est débarqué pour être envoyé à l'hôpital. Remis sur pied, le 16 avril 1781, il monte à bord du Hardi, un vaisseau intégré à l'escadre de La Motte-Picquet, alors forte de six vaisseaux de ligne et deux frégates. Le 2 mai, cette escadre rencontre un convoi anglais chargé du butin pris lors de la conquête par l'amiral Rodney de l'île néerlandaise de Saint-Eustache, le 3 février. Les deux vaisseaux d'escorte du commodore Hotham prennent la fuite et vingt-deux navires marchands sont capturés par les Français.
Le Hardi met ensuite les voiles le 28 juin pour se joindre à l'expédition espagnole de Luis de Córdova à Cadix, mais il doit retourner à Brest le 7 septembre, où il est désarmé.

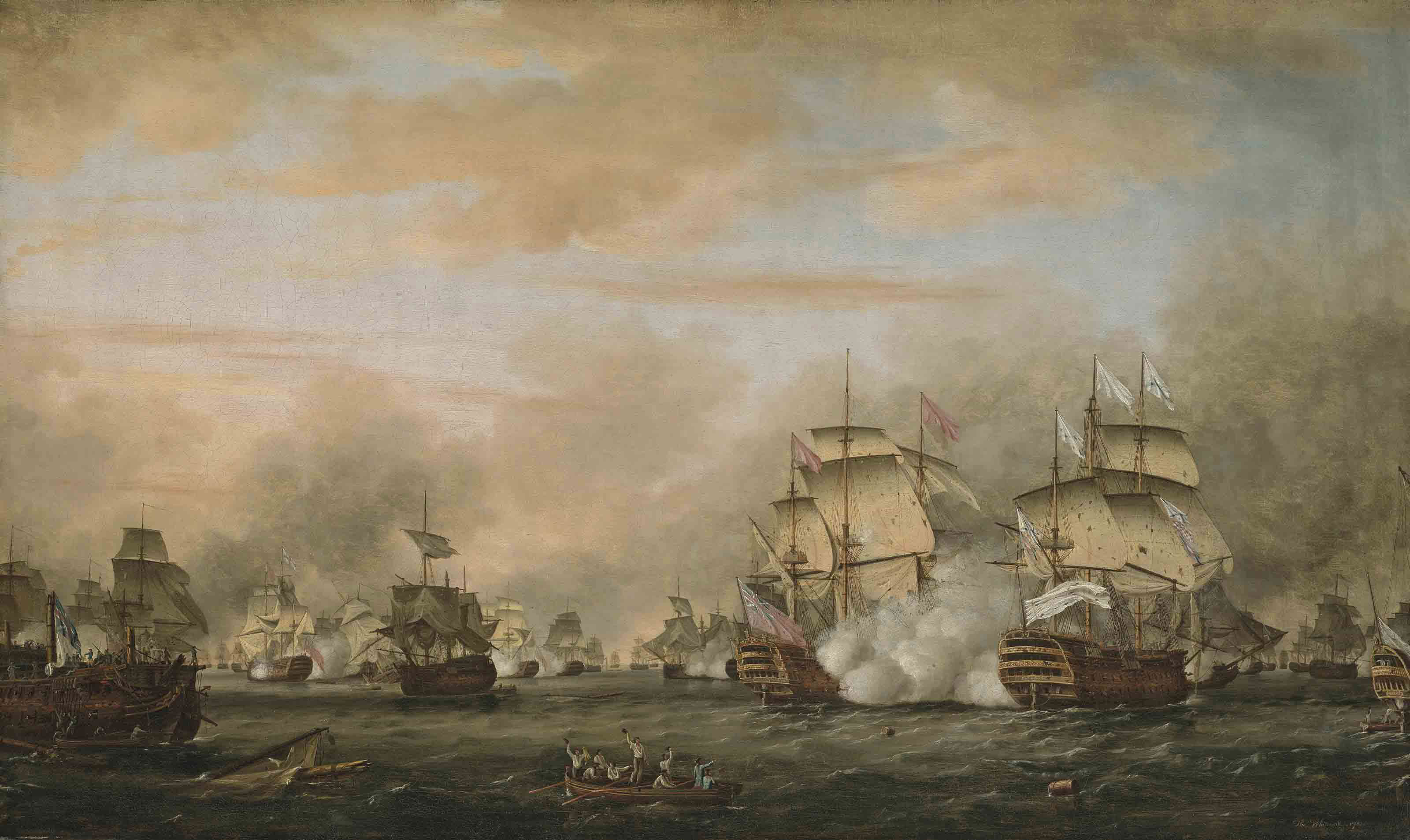
La bataille des Saintes, huile sur toile de Thomas Whitcombe, 1783.

Le 15 octobre, Charette change d'affectation et monte sur Le Clairvoyant, un cotre. Le 14 février 1782, ce dernier appareille à Brest pour les Antilles avec un convoi de navires marchands et de transports de troupes. Il atteint Fort-Royal, en Martinique, et rallie les escadres du vice-amiral de Grasse. Le 8 avril, la flotte prend le large, mais elle est attaquée par les escadres britanniques des amiraux Rodney et Hood. La bataille des Saintes s'engage le 9 avril et s'achève le 12 par le pire désastre de la guerre pour les forces françaises. Le Clairvoyant parvient à s'échapper sans grand dommage vers la Guadeloupe], aux côtés de L'Astrée, la frégate de La Pérouse. Après la bataille, le Clairvoyant mouille à Basse-Terre 14 avril, puis à l'île de Saint-Christophe le 17 et enfin au Cap, à Saint-Domingue, le 21.
Le 24 juin, Charette débarque au Cap et passe sur le vaisseau de ligne L'Hercule, fortement éprouvé lors de la bataille des Saintes. Le vaisseau rejoint l'escadre du marquis de Vaudreuil qui, à la fin de l'année, se dirige vers la Jamaïque où avec la flotte espagnole est prévue une action. Mais, l'ouverture de négociations de paix entre la France et la Grande-Bretagne et la conclusion d'un accord de cessation des hostilités le 3 février rendent désormais toute action inutile. L’Hercule et plusieurs autres navires retraversent l'Atlantique et atteignent le port de Brest le 17 juin, où ils sont accueillis par une population enthousiaste. Charette débarque à terre onze jours plus tard.

#### Campagnes en mer Baltique et aux Antilles pendant la paix

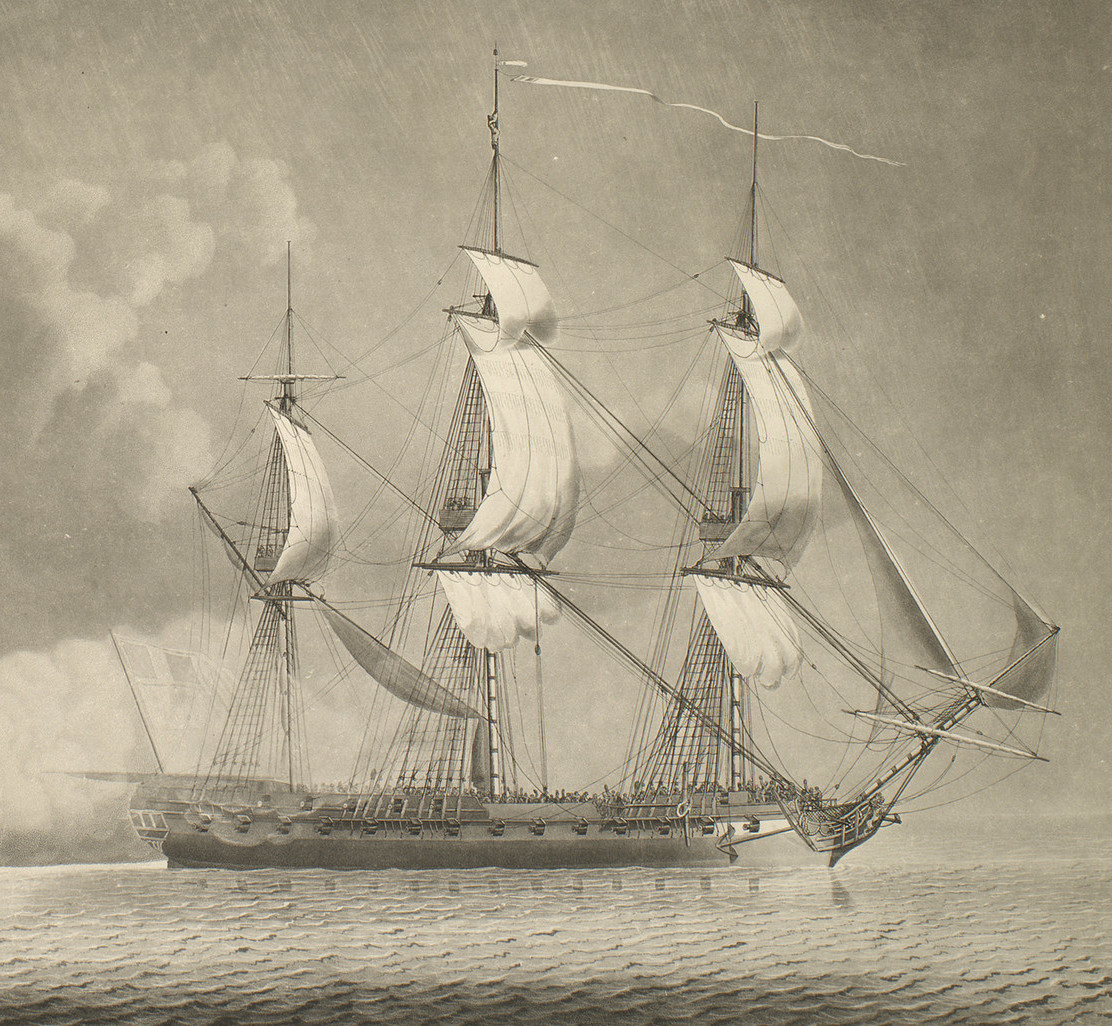
La Cléopâtre, par Robert Dodd, 1793, Royal Collection.

La paix conclue entre la France et la Grande-Bretagne, Charette reste à Brest près d'une année afin de compléter sa formation d'apprenti marin. Il reprend la mer en mai 1784 sur une gabare, La Loire, pour une expédition avec cinq autres navires visant à ramener en France du bois de charpente depuis le golfe de Riga, dans l'Empire russe. Il est de retour à Brest le 4 septembre. En octobre et novembre, le navire effectue encore quelques missions de cabotage côtier à Port-Louis et Paimbœuf.
Le 11 juin 1785, Charette monte à bord de La Cléopâtre. Cette frégate parcourt les côtes espagnoles dans un premier temps puis part pour la Martinique, qu'elle atteint le 5 décembre. De là, Charette s'embarque sur Le Dauphin, un petit brigantin qui sert probablement de navire école pour la formation des futurs lieutenants de vaisseau. Charette en assure le commandement du 12 décembre 1785 au 4 avril 1786. Il commande ensuite la rade de Saint-Pierre, à bord d'un ponton, chargé de surveiller les va-et-vient des navires, jusqu'au 12 octobre. Du 8 janvier au 31 mai 1787, Charette effectue son dernier commandement aux Antilles à bord d'un petit bâtiment, Le Vigilant. Son service terminé, il retourne à bord de La Cléopâtre qui appareille le 8 juin à Saint-Pierre. Une avarie de gouvernail oblige à un arrêt à Glocester, dans le Rhode Island, aux États-Unis. Le 29 octobre, le navire est de retour à Brest.
Ayant effectué les six années nécessaires à sa montée en grade, Charette est promu lieutenant de vaisseau le 11 novembre 1787, à l'âge de 24 ans. Le capitaine de vaisseau La Bouchetière, le commandant de La Cléopâtre, indique alors qu'il est actif, plein de zèle, et qu'il a toujours rempli ses devoirs,. Charette prend ensuite un congé de six mois.

#### Campagne en mer du Levant contre les corsaires grecs
Le 10 mai 1788, Charette embarque sur La Belette, une corvette de 18 canons commandée par le capitaine de vaisseau Hesinisy de Moissac. Celui-ci est assisté par le comte de Ferrières, major de vaisseau, par le chevalier Gras de Preville, lieutenant de vaisseau de première classe, ainsi que par le comte de Pierre et le chevalier de Charette, lieutenants de vaisseaux de seconde classe. Intégrée à l'escadre d'évolution du marquis de Nieul, la flotte rallie à Gibraltar une division navale venue de Toulon, puis elle entre dans la mer Méditerranée. Elle se porte sur Carthagène, puis sur Alger où elle arrive à temps pour secourir des navires marchands français contre un corsaire barbaresque. La Belette quitte ensuite la flotte pour porter à Toulon « un courrier diplomatique relatif aux menaces de guerre du Bey ». Elle rejoint ensuite le reste de l'escadre à l'île de Malte, mais celle-ci regagne la France et l'escadre est dissoute à Toulon.
Le 21 septembre, La Belette passe sous le commandement du comte de Ferrières et est rattachée à la division navale du comte de Thy. Cette dernière fait alors voile vers le bassin Levantin avec pour mission de « croiser contre les pirates […] et de donner au commerce et à la navigation tous les secours et la protection qui peuvent assurer leurs opérations ». À la suite de l'annexion du Khanat de Crimée par la tsarine Catherine II, une guerre fait rage entre l'Empire russe et l'Empire ottoman, ce qui donne un élan à une foule de petits corsaires turcs, grecs ou russes qui assaillent les navires marchands. La France, alliée de l'Empire ottoman, tient alors à sécuriser son commerce avec la sublime Porte. Début novembre la division de Thy arrive au large de Smyrne, où elle relève celle de Saint-Félix. De Thy donne ensuite pour instruction à La Belette et à l'aviso L'Impatient de croiser entre Navarin, dans les îles Ioniennes, et la Crète, afin d'escorter les bâtiments français jusqu'à l'île de Sapientza. Les Îles Ioniennes sont à cette époque le repaire de corsaires grecs et esclavons battant pavillon russe. Les deux bâtiments français effectuent leur mission pendant les mois de novembre et décembre et se portent jusqu'aux côtes de l'Albanie, où, à au moins une occasion, les hommes de La Belette livrent un affrontement contre des pirates grecs. En février et mars 1789, des vents violents immobilisent pendant plusieurs jours La Belette et L'Impatient dans le port de Corfou, alors territoire de la république de Venise. Lors des fêtes du Carnaval, l'explosion accidentelle d'un magasin de poudre près du port manque de peu d'endommager gravement les deux navires français. Par la suite, Ferrières rencontre des navires marchands à Cythère et les escorte jusqu'aux Dardanelles. Finalement le 17 juin 1789, à son arrivée au port de Naples de Romanie, Ferrières reçoit l'ordre du comte de Thy de regagner Toulon.
La Belette accoste à Toulon le 12 juillet 1789. Charette quitte le navire le 22 août, après avoir touché 1 347 livres et 10 sols pour sa campagne dans les mers du Levant. Le 14 novembre, une demande de congé de huit mois lui est octroyée et Charette regagne la Bretagne.

### Début de la Révolution française

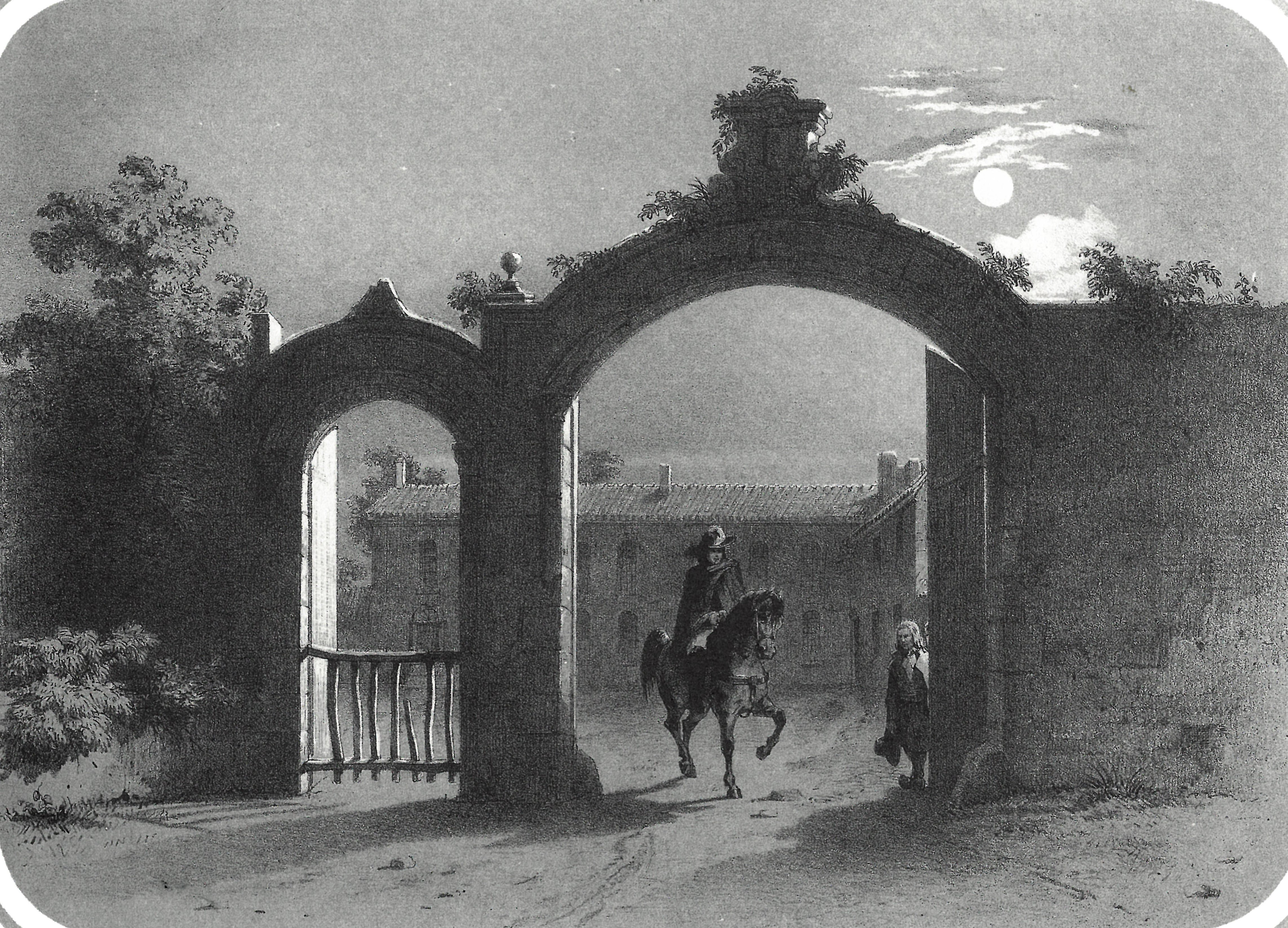
Le château de Fonteclause, habitation de Charette, dessin de Thomas Drake et lithographie d'Henri Daniaud, 1856.

Charette quitte la marine royale et demande sa retraite en novembre 1790. Les raisons de ce départ ne sont pas précisément connues. Pour l'historien Lionel Dumarcet cette décision n'est pas forcément prise pour des raisons politiques. Propriétaire de seulement la moitié de deux métairies, qui lui rapportent une rente très modeste de 1 050 livres par an, Charette pourrait avoir voulu s'éloigner des rigueurs du service en mer et s'assurer un train de vie confortable par un beau mariage.
Le 25 mai 1790, à 27 ans, Charette épouse à Nantes, dans la paroisse de Saint-Denis, Marie-Angélique Josnet de La Doussetière, âgée de 41 ans,. Veuve d'un premier mariage avec Louis Joseph Charette de Boisfoucaud, Marie-Angélique appartient à une famille de gros propriétaires terriens. Elle est à la tête d'une vingtaine de métairies et possède 20 000 livres de biens mobiliers, ainsi que l'hôtel Paulus, à Nantes, et le manoir de Fonteclose, à La Garnache, dans le département de la Vendée,. Le 21 juin, Marie-Angélique donne devant notaire procuration à son époux pour administrer ses nombreux biens et domaines.
Le couple ne semble pas vivre en très bonne intelligence. Charette devient très rapidement infidèle et s'éloigne du foyer conjugal,,. Plusieurs témoignages le décrivent comme « très enclin à l'amour des femmes », quoique, selon Le Bouvier-Desmortiers, « plus ardent que sensible, il trouva et suivit constamment la maxime de Buffon, qu'en amour il n'y a de bon que le physique. Il aima les femmes beaucoup pour lui ; fort peu pour elles »,,.
À partir de 1790, Charette partage sa vie entre Nantes, où il est domicilié à l'hôtel Paulus, près du château des ducs de Bretagne, et le manoir de Fonteclose, entre La Garnache et Machecoul, aux limites des anciennes provinces du Poitou et de Bretagne. En 1791, les agitations révolutionnaires semblent avoir amené le couple à s'éloigner de Nantes pour passer l'hiver à Fonteclose. Le 2 février 1792, Marie-Angélique donne naissance à un enfant, Louis Athanase, mais celui-ci meurt deux mois plus tard,.
Selon Lucas de La Championnière et Le Bouvier-Desmortiers, suivis par plusieurs auteurs du XIXe et du XXe siècle, comme G. Lenotre, Françoise Kermina ou Michel de Saint Pierre, Charette émigre à Coblence vers fin 1791 ou début 1792, puis il rentre en France et participe à la défense du Palais des Tuileries, lors de la Journée du 10 août 1792,. Cependant, pour l'historien Lionel Dumarcet, suivi par l'historien Alain Gérard, l'émigration de Charette n'est aucunement prouvée, d'autant que son nom n'apparaît sur aucune liste d'émigrés alors que « se faire inscrire était pourtant l'une des principales obligations quand on arrivait à Coblentz ». La présence de Charette à Paris et sa participation aux combats du 10 août est également douteuse pour Lionel Dumarcet, qui conclut qu'aucune preuve n'établit que Charette ait quitté l'ouest de la France, lors des premières années de la Révolution.

### Débuts de la guerre de Vendée

#### L'insurrection contre la levée en masse

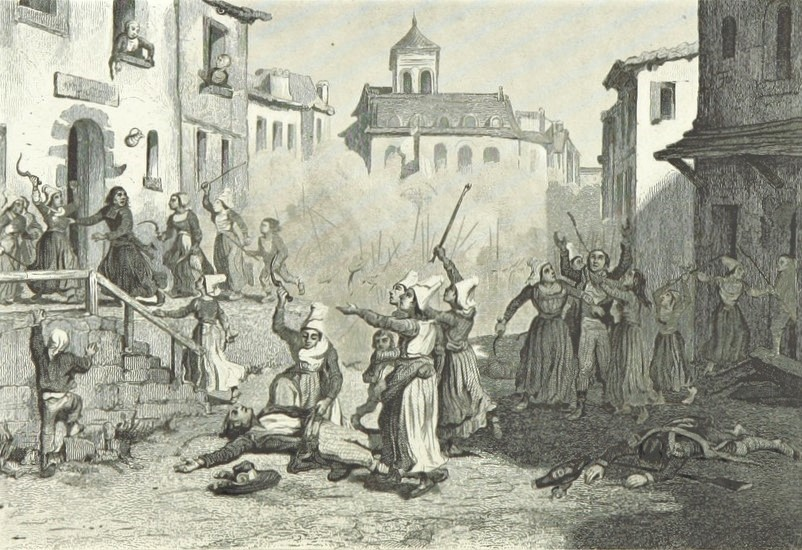
Soulèvement de Machecoul, gravure d'Adolphe Pierre Leleux, 1845.

En 1789, les populations rurales de l'ouest de la France accueillent favorablement la Révolution, mais celle-ci déçoit assez rapidement leurs espoirs.
À partir de 1790, l'augmentation des impôts nouvellement créés et la constitution civile du clergé provoquent de forts mécontentements qui entraînent les premières émeutes. En mars 1793, la levée en masse met le feu aux poudres et de nombreuses insurrections paysannes éclatent à travers le pays, particulièrement au Poitou, en Anjou, en Bretagne et au Maine.
Les 10 et 11 mars, l'insurrection devient générale dans l'Ouest. Dans le Pays de Retz, au sud du département de la Loire-Inférieure, le bourg de Saint-Philbert-de-Grand-Lieu tombe le premier aux mains des insurgés. Ces derniers prennent pour chef un noble, Jean-Baptiste de Couëtus, ancien capitaine au 60e régiment d'infanterie. Le 11 mars, plusieurs milliers de paysans attaquent la ville de Machecoul, défendue par seulement 250 gardes nationaux. Les patriotes sont rapidement submergés, 15 à 26 d'entre eux sont tués et un plus grand nombre faits prisonniers.
Maîtres de la ville, les insurgés mettent en place un « comité royal », dirigé par René Souchu, qui jure obéissance et fidélité au roi de France. Un ancien officier de cavalerie, Louis-Marie de La Roche Saint-André est arraché à son château des Planches, près de La Garnache, et placé de force à la tête des troupes en raison de son expérience militaire.
Le 12 mars, Bourgneuf-en-Retz se rend à la première sommation d'une troupe d'insurgés menée par le marchand de volailles Louis Guérin. En revanche, Paimbœuf résiste le même jour à l'attaque d'une bande commandée par Ripault de La Cathelinière. Le 13 mars, le bourg de La Garnache tombe aux mains d'un rassemblement mené par Marie Adélaïde de La Touche Limouzinière. En Vendée, la région de Challans passe quant à elle sous le contrôle du chirurgien Jean-Baptiste Joly.

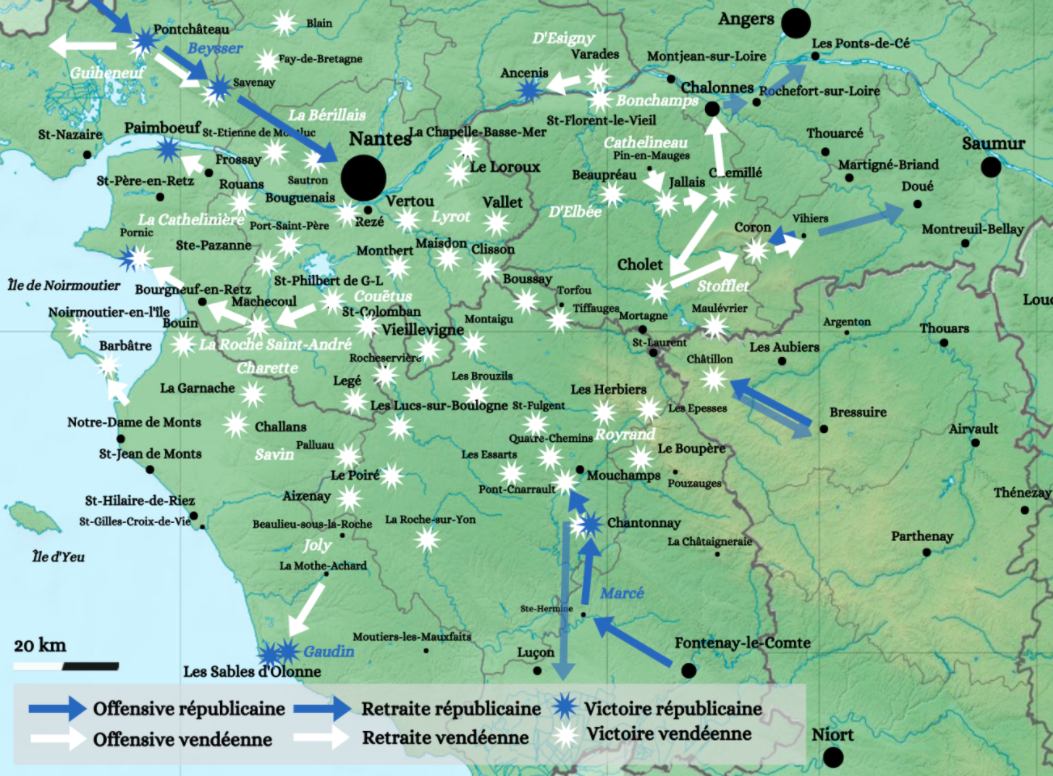
Carte de l'insurrection vendéenne en mars 1793.

Le 14 mars, Charette arrive à Machecoul à la tête d'une petite troupe de 80 paysans. Les circonstances de son entrée en guerre sont mal connues. D'après Le Bouvier-Desmortiers, Charette cède avec difficulté aux sollicitations des paysans venus le chercher à Fonteclose : « On disait dans l'armée que cet homme, qui devait se distinguer entre tous par l’opiniâtreté de la résistance, s'était vu arraché par les paysans de la cachette peu glorieuse qu'il était allé chercher sous son lit ». De manière générale, les nobles, sollicités en raison de leur expérience militaire, montrent peu d'enthousiasme à rejoindre un soulèvement qu'ils pensent voué à l'échec et sont entraînés de force. Marie-Angélique ne suit pas son époux et se réfugie à Nantes dès les premiers jours de l'insurrection. Charette est immédiatement admis au comité de Machecoul, de même que Couëtus et le chevalier de Keating, mais le commandement en chef des troupes est assuré par La Roche Saint-André.
Le 23 mars, l'armée de La Roche Saint-André, ralliée à celles de La Cathelinière et de Guérin, se lance à l'attaque du port de Pornic. Après un court combat, la ville est occupée par 4 000 paysans qui pillent les caves et s'enivrent pour fêter leur victoire. Pendant la nuit, un petit détachement de 70 à 80 patriotes lance une contre-attaque qui surprend totalement les insurgés et les met en fuite. Plus de 200 paysans sont tués, dont plusieurs sont exécutés sommairement. Menacé par ses hommes et par le comité de Souchu, La Roche Saint-André prend la fuite après cette débâcle et se réfugie à Noirmoutier, avant de rejoindre le comité royaliste de Challans.

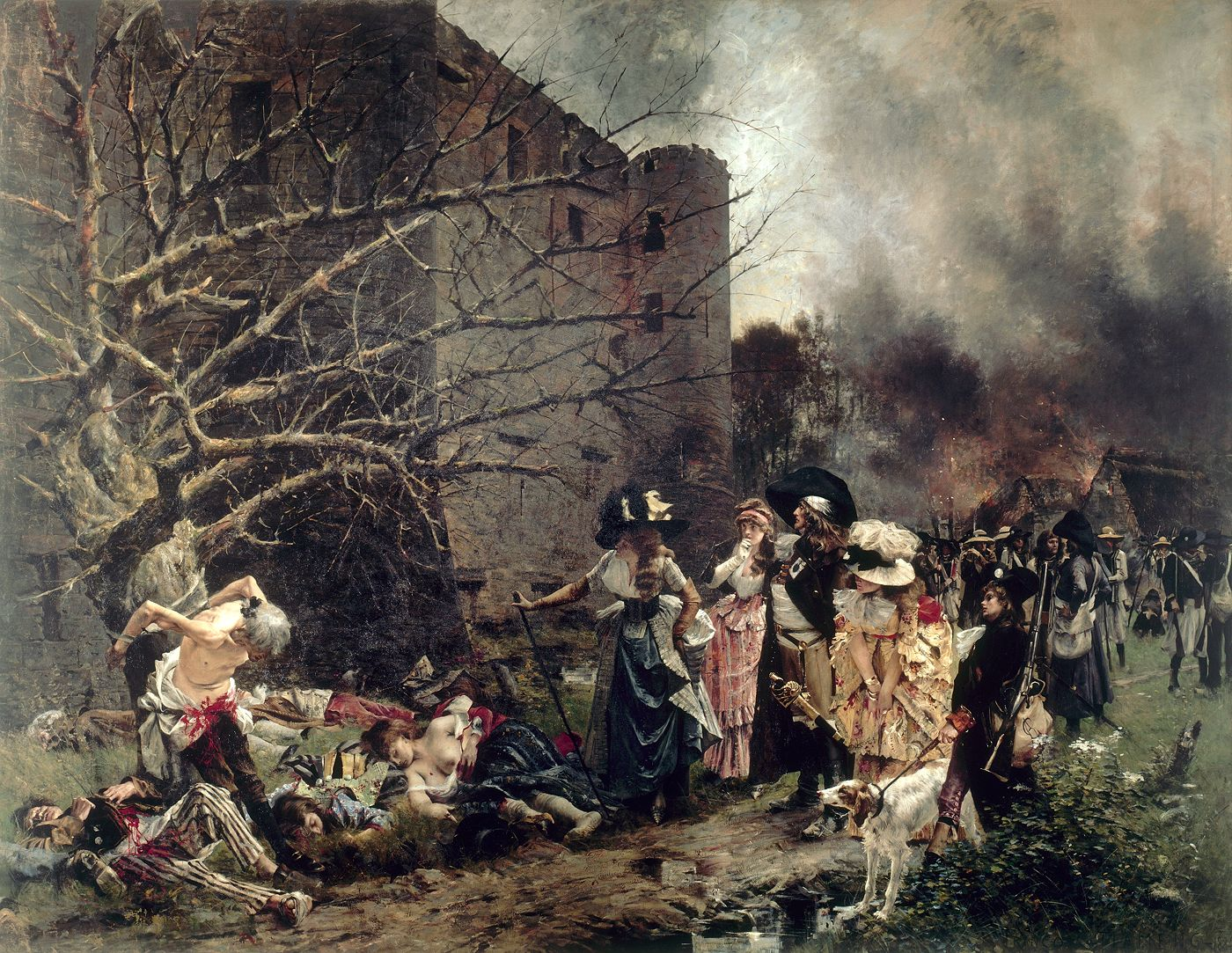
Le Massacre de Machecoul, huile sur toile de François Flameng, 1884, musée d'Art et d'Histoire de Cholet.

Le comité de Machecoul remet alors le commandement des troupes à Charette. Dès le 26 mars, à la tête d'un rassemblement de 4 000 à 5 000 paysans, le chevalier repart à l'attaque de Pornic. Le lendemain, à l'approche des insurgés, les 200 patriotes présents sur place se réfugient à l'intérieur des maisons. Charette en fait incendier vingt-sept pour les déloger et la résistance dure trois heures. Charette laisse une faible garnison sur place et repart le soir même pour Machecoul avec deux canons et 30 prisonniers.
Pendant ce temps, en représailles de la déroute du 23 mars, le comité de Machecoul ordonne l'exécution des patriotes détenus dans ses prisons,,. Après un jugement sommaire devant un tribunal improvisé présidé par Souchu, environ 200 patriotes sont fusillés dans les douves du château de Machecoul à partir du 27 mars,. Les exécutions s'achèvent le 15 ou le 22 avril. Dans ses mémoires, l'officier royaliste Pierre-Suzanne Lucas de La Championnière écrit que Charette « souffrit plutôt qu'il n'ordonna les exécutions »,. L'avis des historiens est plus partagé. Pour Lionel Dumarcet, Charette a une part de responsabilité dans les tueries. Alain Gérard considère quant à lui que Charette n'est pas impliqué dans les crimes de Souchu. Pour Jean-Clément Martin et Roger Dupuy, Charette ne fait rien pour s'interposer,. De même, pour Émile Gabory : « Souchu exécuta, Charette laissa faire ».

#### Contre-offensive républicaine en avril

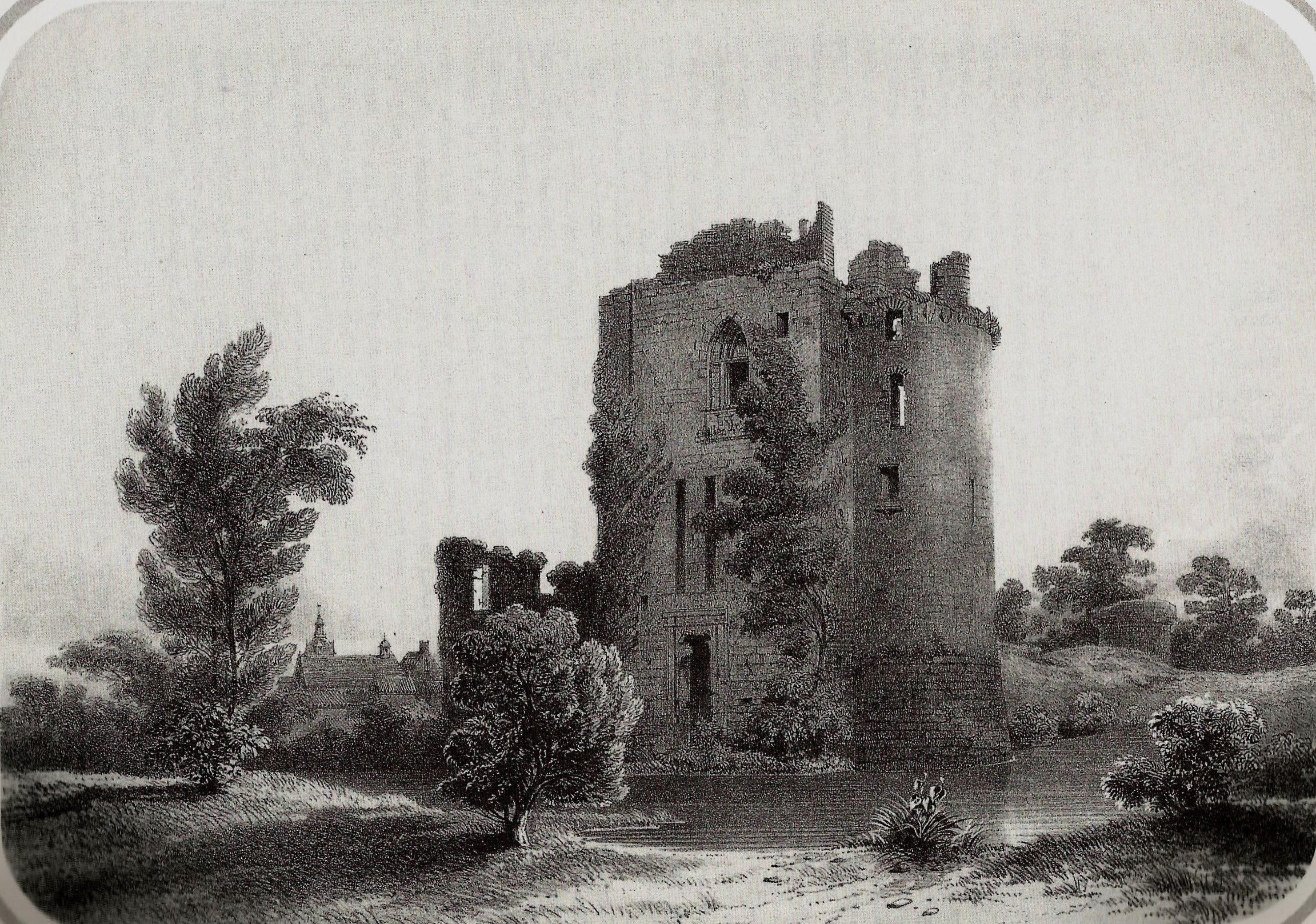
Vue de Machecoul, dessin de Thomas Drake et lithographie d'Henri Daniaud, 1856.

Après les premiers succès des insurgés, les républicains rassemblent leurs forces pour réprimer le soulèvement. Cependant, le 19 mars, une première colonne de 2 300 soldats commandée par le général Louis de Marcé est mise en déroute par 5 000 paysans menés par Charles de Royrand à la bataille de Pont-Charrault, dans le département de la Vendée,. Cette débâcle connaît un grand retentissement qui porte jusqu'à Paris et provoque la stupeur des députés de la Convention nationale. C'est après cette bataille, qui eut lieu en plein cœur du département de la Vendée, que tous les insurgés de l'Ouest commencent à être qualifiés génériquement de « Vendéens » et que le conflit devient la « guerre de Vendée », alors que l'insurrection concerne pourtant de nombreux autres départements,.
Au début du mois d'avril, l'insurrection est réprimée en Bretagne et dans le Maine. Charette se retrouve alors menacé par deux colonnes républicaines : au nord, sortie de Nantes, la colonne de l'adjudant-général Jean-Michel Beysser, forte de 3 000 hommes de l'Armée des côtes de Brest ; au sud, sortie des Sables-d'Olonne, la colonne du général Henri de Boulard, forte de 4 000 hommes de l'Armée des côtes de La Rochelle.
L'armée des Sables se met en mouvement la première. En quelques jours, elle enfonce les défenses de Jean-Baptiste Joly et s'empare de Challans le 12 avril. Charette réunit alors ses forces avec celles de Joly pour contre-attaquer le lendemain, mais leur assaut est repoussé par l'artillerie républicaine. Le 14 avril, les républicains atteignent la bourgade de Saint-Gervais, où ils repoussent le lendemain une nouvelle attaque de Charette et Joly,. Les insurgés laissent au moins plusieurs dizaines ou plusieurs centaines de morts dans ces deux actions, tandis que les patriotes ne déplorent que deux tués. Cependant l'armée de Boulard, jugée trop isolée et éloignée de ses bases, reçoit ensuite l'ordre de battre en retraite. Malgré ses victoires et des pertes minimes, le général républicain se retrouve ainsi obligé d'abandonner les localités conquises et se replie sur La Mothe-Achard entre le 20 et le 22 avril.
Au même moment, Beysser se met en marche depuis Nantes. Sa progression est rapide. Le 21 avril, il s'empare de Port-Saint-Père, le quartier-général de La Cathelinière. Le 22, son armée arrive devant Machecoul,. Charette déploie ses hommes en bataille aux abords de la ville, mais les insurgés, démoralisés par leurs déroutes à Challans et à Saint-Gervais, cèdent à la panique et s'enfuient aux premiers coups de canons,. Beysser fait alors son entrée dans Machecoul sans déplorer la moindre perte et réoccupe la ville. Les républicains font quelques prisonniers, dont René Souchu, qui est condamné à mort par une commission militaire improvisée, puis décapité à la hache par un sapeur. Dans les jours qui suivent, Beysser divise son armée en différents détachements qui reprennent le contrôle de Pornic, de Bourgneuf-en-Retz, de Saint-Philbert-de-Grand-Lieu et de l'île de Noirmoutier.

#### Installation à Legé

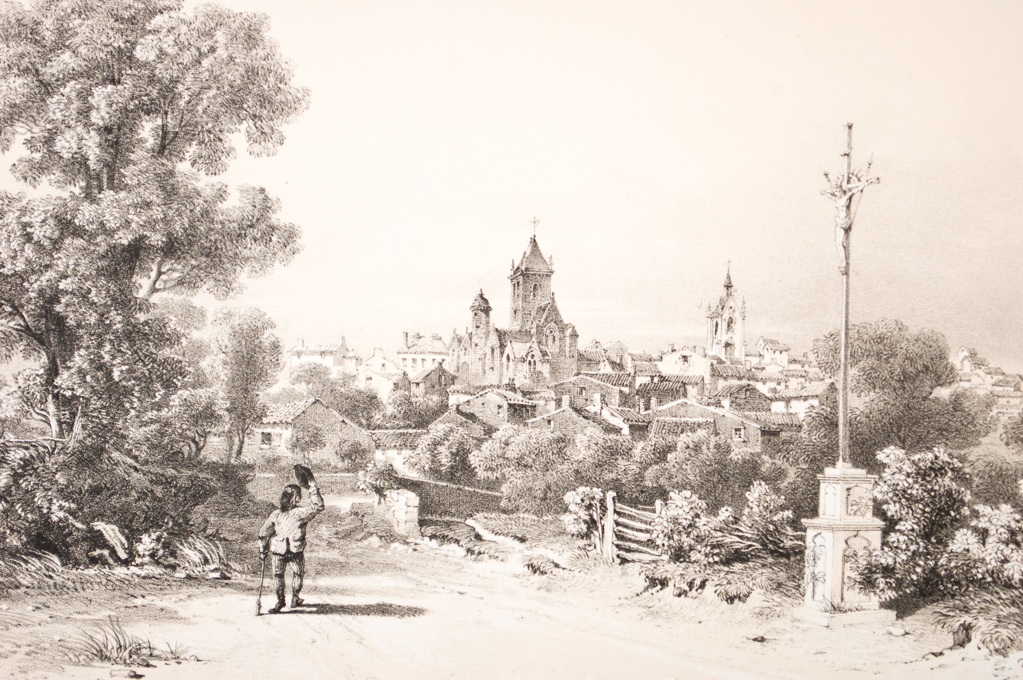
Vue de Legé, dessin de Thomas Drake et lithographie d'Henri Daniaud, 1856.

Le lendemain de sa déroute à Machecoul, Charette vient trouver refuge auprès de l'armée de Charles de Royrand à Saint-Fulgent,,. L'entrevue entre les deux chefs tourne mal, Royrand reprochant publiquement à Charette d'avoir perdu Machecoul,. Ce dernier gagne alors Rocheservière et Vieillevigne, avec seulement quelques centaines d'hommes. Il est accueilli avec froideur par le chef local, Gabriel Esprit Vrignault, et avec hostilité par Marie-Anne de Goulaine, dame de Laudonnière. Le comité royaliste de la localité demande à être payé pour fournir des vivres à ses combattants, et d'après Lucas de La Championnière des paysans de Rocheservière accusent Charette de lâcheté et « délibérèrent s'ils ne le tueraient point »,,. Charette s'établit alors dans la petite ville de Legé, à la limite de la Loire-Atlantique et de la Vendée, qui n'est sous la coupe d'aucun chef notable et dont le comité royaliste local, dirigé par Madame Lespinay de La Roche et Gouraud de la Raynière, est peu influent,. Alexandre Pineau, le capitaine de paroisse local, se rallie à lui,.
Informé de cette installation, Beysser détache une colonne de 600 hommes commandée par l'adjudant-général Boisguyon pour s'emparer de Legé,. Vrignault vient alors rejoindre Charette et les deux chefs réunissent ainsi 1 500 hommes,, dont un quart armés de fusils. Le 30 avril, les républicains attaquent Legé par le nord. La ligne de défense vendéenne est enfoncée, mais l'artillerie et la cavalerie des républicains s'enlisent dans la boue. Charette rallie les fuyards et fait filer les hommes armés de fusils le long des ailes des patriotes. Boisguyon ordonne alors la retraite, qui s'effectue dans la confusion la plus totale. Les républicains laissent sur le terrain deux canons, 21 prisonniers et plusieurs dizaines de tués.
Fort de ce succès, Charette annonce le lendemain son intention de marcher sur Machecoul,. Cependant une violente émeute éclate entre ses hommes et ceux de Vrignault qui se disputent la possession des canons pris aux républicains,,. Charette est lui-même pris à partie ; des combattants sont blessés et une dizaine de mutins sont arrêtés et enfermés dans une écurie,,. Les chefs parviennent à rétablir le calme et Charette gracie les mutins,,.
Le soir du 2 mai, Charette se met en marche vers Machecoul avec un millier d'hommes,,. L'expédition tourne au fiasco lorsqu'à Paulx, l'apparition d'un détachement de dragons républicains provoque un mouvement de panique chez les paysans qui refluent dès le lendemain à Legé,,.

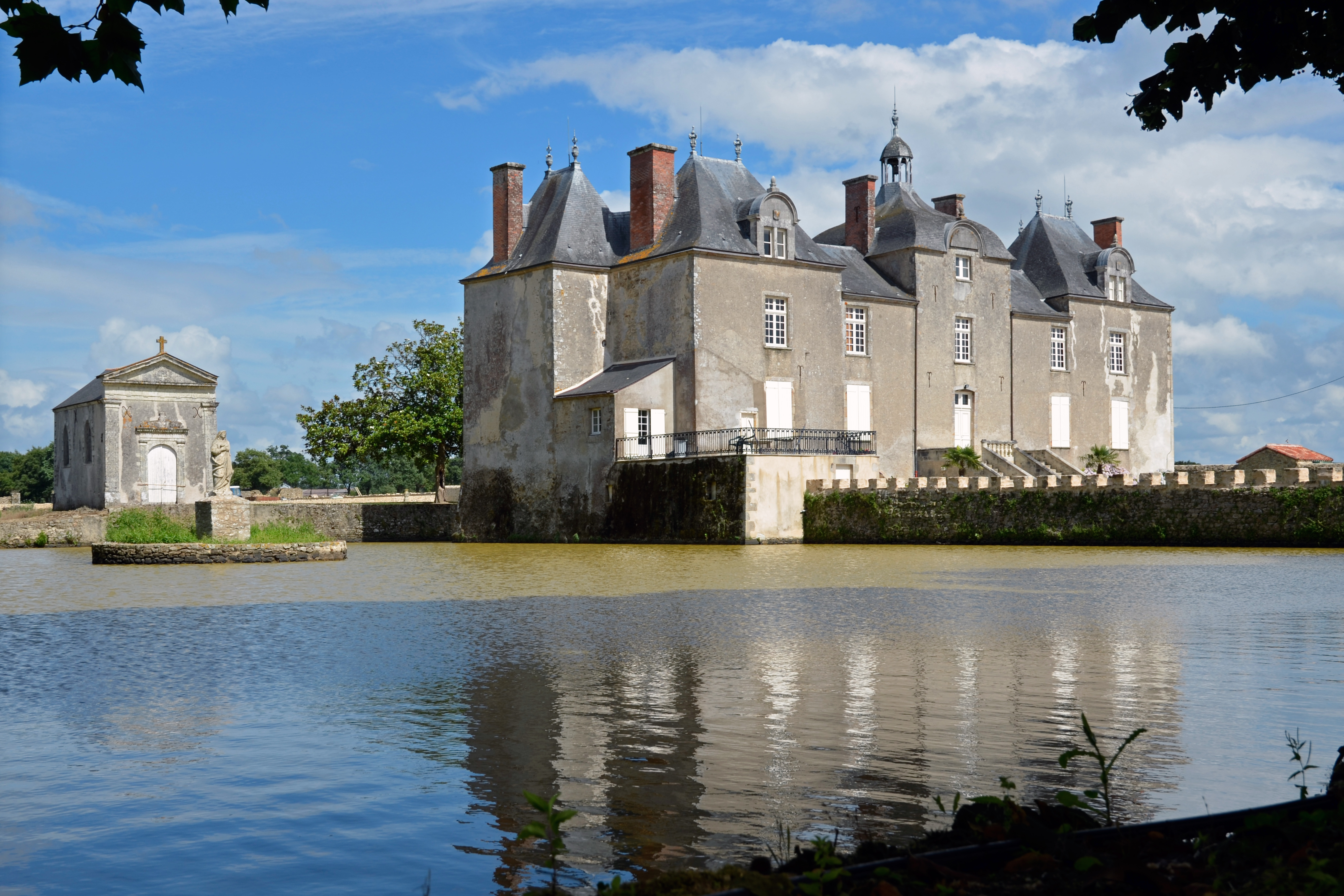
Vue en 2012 du château de Bois Chevalier, à Legé.

De son côté, le général de division Jean-Baptiste-Camille de Canclaux, commandant en chef de l'armée des côtes de Brest, arrive à Nantes le 1er mai et planifie aussitôt une offensive visant à prendre la ville de Legé. Quelques jours plus tard, quatre colonnes se mettent en mouvement contre Charette : au nord-ouest, la colonne de Beysser, présente à Machecoul ; à l'ouest, la colonne de Baudry d'Asson, présente à Challans ; au sud, la colonne de Boulard, présente à Palluau ; et au nord, la colonne de Laborie, présente à Saint-Colombin,. Charette ordonne alors l'évacuation de Legé, qui s'effectue le 3 mai malgré l'opposition des habitants,,. Vrignault retourne à Rocheservière avec ses hommes et Charette gagne Vieillevigne avec seulement 450 combattants,,. Il se heurte alors à l'hostilité du comité royaliste de la localité, qu'il doit payer pour pouvoir obtenir des vivres et des logements,. Charette envoie également un courrier pour Charles de Royrand, à Montaigu, afin de le prévenir de son arrivée et lui demander de la place dans son cantonnement,. Ce dernier répond en lui reprochant l'abandon de Legé et en lui défendant de se présenter à son camp,,. Charette s'installe alors dans les landes de Bouaine, entre Saint-Philbert-de-Bouaine et Montbert.
Le 5 mai, Legé est investie par les républicains, qui ne rencontrent qu'une résistance insignifiante,. Canclaux laisse alors sur place une petite garnison de 500 hommes et les différentes colonnes regagnent leurs points de départ,. Le 7 mai, la petite colonne de Laborie est brusquement assaillie par Charette lors de son retour à Saint-Colombin. Les républicains s'enfuient presque sans combattre et laissent entre 200 et 350 prisonniers,. Parmi les captifs, quelques officiers et des soldats de l'ancien régiment de Provence et de l'ancien régiment de La Mark rallient les rangs des Vendéens et servent d'instructeurs pour entraîner les paysans au combat,,. C'est peut-être aussi après cet affrontement que l'Allemand Pfeiffer rejoint Charette pour devenir par la suite son homme de confiance et son garde du corps. Quelques républicains sont également envoyés à Nantes pour proposer un échange de prisonniers, que les patriotes refusent en donnant pour toute réponse que « la République ne traite point avec des rebelles »,.

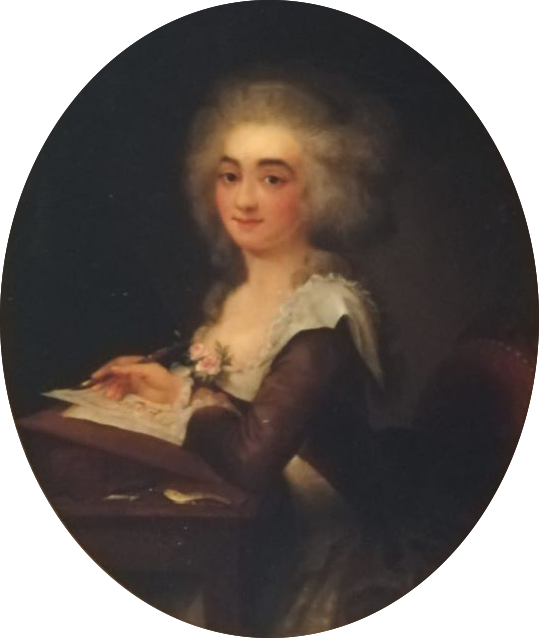
Portrait de Marie Adélaïde de La Touche Limouzinière, comtesse de La Rochefoucauld, huile sur toile anonyme, vers 1780-1790.

Informé de ce revers, Canclaux ordonne aussitôt l'évacuation de la garnison de Legé,. Celle-ci s'effectue dans la journée du 9 mai et Charette fait son retour en ville le soir même,. Il établit son quartier-général dans la maison Pineau et s'installe dans le château de Bois Chevalier,. Avec cette victoire, Charette relève sa réputation et de nombreux paysans rejoignent son armée. Le 15 mai, ses forces réunies à celles de Joly, de Vrignault et de Savin attaquent la colonne du général Boulard à Palluau. Bien que n'ayant que 1 000 hommes à opposer à environ 10 000 Vendéens, Boulard fait face et repousse les insurgés grâce à son artillerie. Un boulet s'écrase notamment aux pieds de Charette et le recouvre de terre alors qu'il tentait de ramener les paysans au combat à coups de plat du sabre,. Les Vendéens laissent 100 à 150 morts ou blessés, contre seulement deux tués et vingt-deux blessés pour les républicains,. Cette nouvelle défaite est cependant sans conséquence pour Charette, car Boulard évacue Palluau le 17 mai et se retire sur La Mothe-Achard. Son adjoint, le colonel Esprit Baudry d'Asson, évacue quant à lui Challans le 29 mai.
Alors que les républicains sont réduits à la défensive, Charette passe le reste du mois de mai dans l'oisiveté à Legé. Dans ses mémoires, l'officier vendéen Lucas de La Championnière écrit qu'« à Legé on ne fut longtemps occupé que de plaisirs. Plusieurs demoiselles et dames du pays vinrent habiter le cantonnement, les jeux et les ris les accompagnaient »,. Charles-Joseph Auvynet, le secrétaire de Charette, écrit quant à lui qu'on « trouvait ce général entouré de femmes et de jeunes gens, ou mollement assis sur un sopha, prenant part à des conversations frivoles, ou se livrant à des danses folâtres avec cette cour efféminée ». Charette reçoit à cette période Marie Adélaïde de La Touche Limouzinière, comtesse de La Rochefoucauld, avec qui il aurait entretenu une liaison,,,.

### Offensives vendéennes pendant l'été 1793

#### L'attaque de Nantes

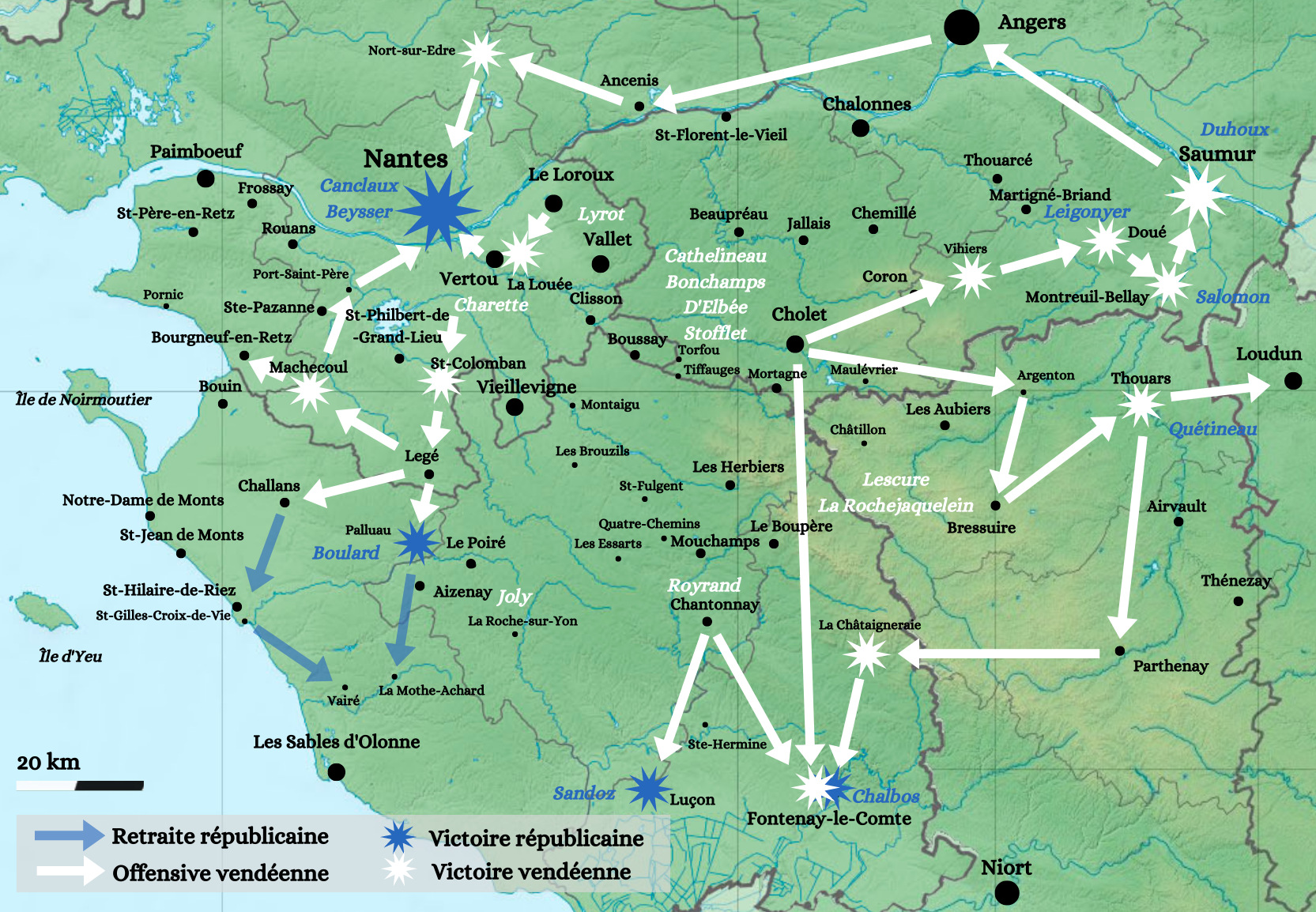
Carte des offensives vendéennes de mai et juin 1793

Après la retraite de l'armée des Sables au sud, Charette tourne ses forces contre l'armée des côtes de Brest, au nord. Le 10 juin, 12 000 à 15 000 Vendéens menés par Charette, La Cathelinière, Vrignault et Savin attaquent Machecoul, défendue par 1 300 soldats républicains sous les ordres chef de brigade Prat,. Les insurgés lancent l'assaut sur tous les côtés et se jettent à plat ventre à chaque décharge de l'artillerie républicaine. En moins de quatre heures, les patriotes sont submergés et battent en retraite sur Port-Saint-Père en laissant derrière eux au moins 100 morts et près de 500 prisonniers. Machecoul retombe ainsi aux mains des Vendéens, qui s'emparent également de quinze canons, de nombreux fusils et de 20 000 cartouches,. Port-Saint-Père est abandonné peu après par les républicains, qui ouvrent ainsi la route de Nantes. Les Vendéens déplorent cependant la mort au combat de Vrignault, dont les hommes passent ensuite sous l'autorité de Charette. Ce dernier, plutôt que de réinstaller à Machecoul, décide de maintenir son quartier-général à Legé.

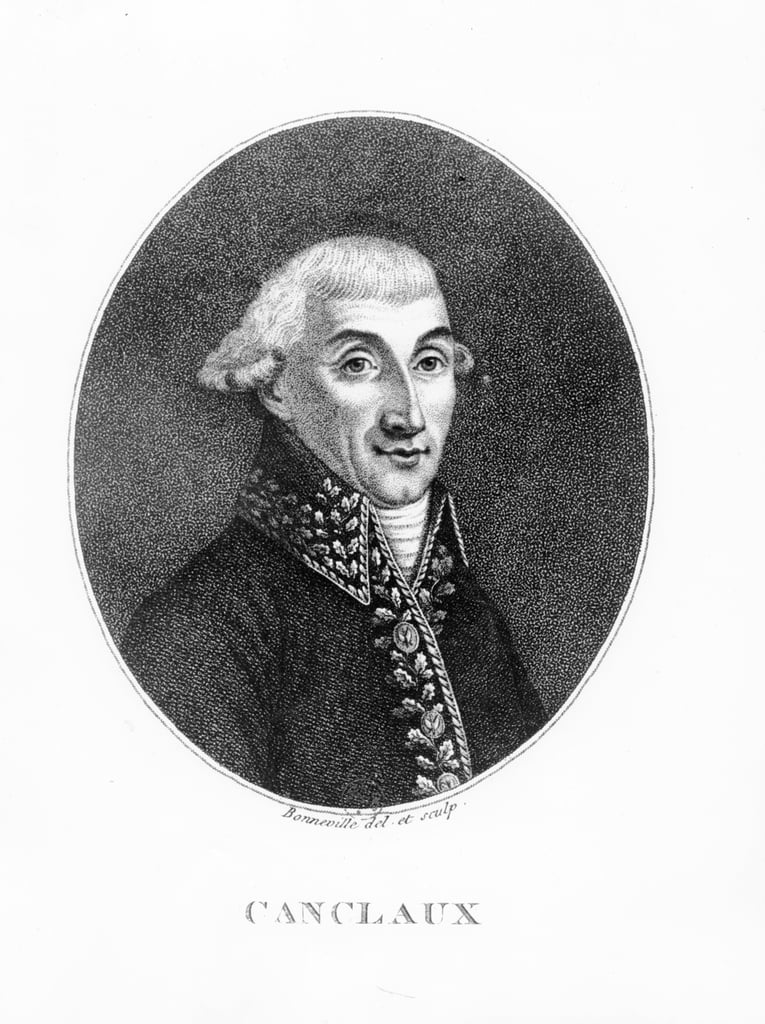
Portrait du général Canclaux, gravure de François Bonneville, fin XVIIIe ou début XIXe.

À la même période, Charette est informé des victoires des forces vendéennes de l'Anjou et du Haut-Poitou. Actives au sud-ouest du Maine-et-Loire, au nord-ouest des Deux-Sèvres et au nord-est de la Vendée, l'Armée d'Anjou et l'Armée du Centre s'unissent le 30 avril pour former l'« Armée catholique et royale ». Bientôt surnommée la « Grande Armée », elle rassemble environ 50 000 hommes commandés par Jacques Cathelineau, Charles de Bonchamps, Maurice d'Elbée, Louis de Lescure, Henri de La Rochejaquelein, Jean-Nicolas Stofflet, Charles de Royrand et Charles Sapinaud de La Rairie. Pendant les mois de mai et juin, elle remporte une succession de victoires contre les forces républicaines de l'Armée des côtes de La Rochelle. Les villes de Thouars, Parthenay, Fontenay-le-Comte, Saumur et Angers sont envahies. Environ 15 000 à 20 000 soldats républicains sont faits prisonniers, dont un général. Des dizaines de milliers de fusils et des dizaines de canons sont capturés. Le 30 mai, un Conseil supérieur de la Vendée est établi à Châtillon pour administrer les territoires insurgés et l'Armée catholique et royale est réorganisée en trois branches : Armée d'Anjou et du Haut-Poitou, l'Armée du Centre et l'Armée du Bas-Poitou et du Pays de Retz. Le 12 juin, le conseil de guerre vendéen élit Jacques Cathelineau comme généralissime de l'Armée catholique et royale.
Louis de Lescure aurait alors pris l'initiative d'entrer en correspondance avec Charette. Par cet intermédiaire, la Grande Armée et les armées du Pays de Retz s'entendent pour planifier une offensive commune contre la ville de Nantes. Le 29 juin, 30 000 à 50 000 Vendéens lancent l'assaut sur l'ancienne capitale des ducs de Bretagne, défendue par 12 000 républicains commandés par le général Canclaux et le général Beysser. Rejoint par François de Lyrot, chef de l'armée du Loroux, et par Guy Joseph de Donnissan, l'émissaire de la Grande Armée, Charette se porte au sud de Nantes avec 10 000 hommes. Il engage le combat à 1 heure du matin, au Pont-Rousseau. Cependant les Vendéens trouvent le pont coupé et, n'ayant apporté ni ponton ni bateau, ils sont bloqués par la Loire. Charette se retrouve ainsi cantonné dans un rôle de diversion et son artillerie pilonne inutilement le sud de la cité. Les combats décisifs ont lieu au nord du fleuve, où la Grande Armée parvient à prendre pied à l'intérieur de la ville. Cependant les Nantais résistent, Cathelineau est mortellement blessé et ses hommes battent en retraite en fin de matinée. Charette poursuit quant à lui son duel d'artillerie avec les batteries républicaines jusqu'à neuf heures et demie du soir. Il repart à l'attaque le lendemain matin, tandis que Bonchamps mène un nouvel assaut par la route de Paris, mais sans plus de succès,. Informé tardivement de l'échec de la Grande Armée au nord du fleuve, Charette donne l'ordre de la retraite en fin de journée et se retire sur Legé.

#### L'échec de Luçon

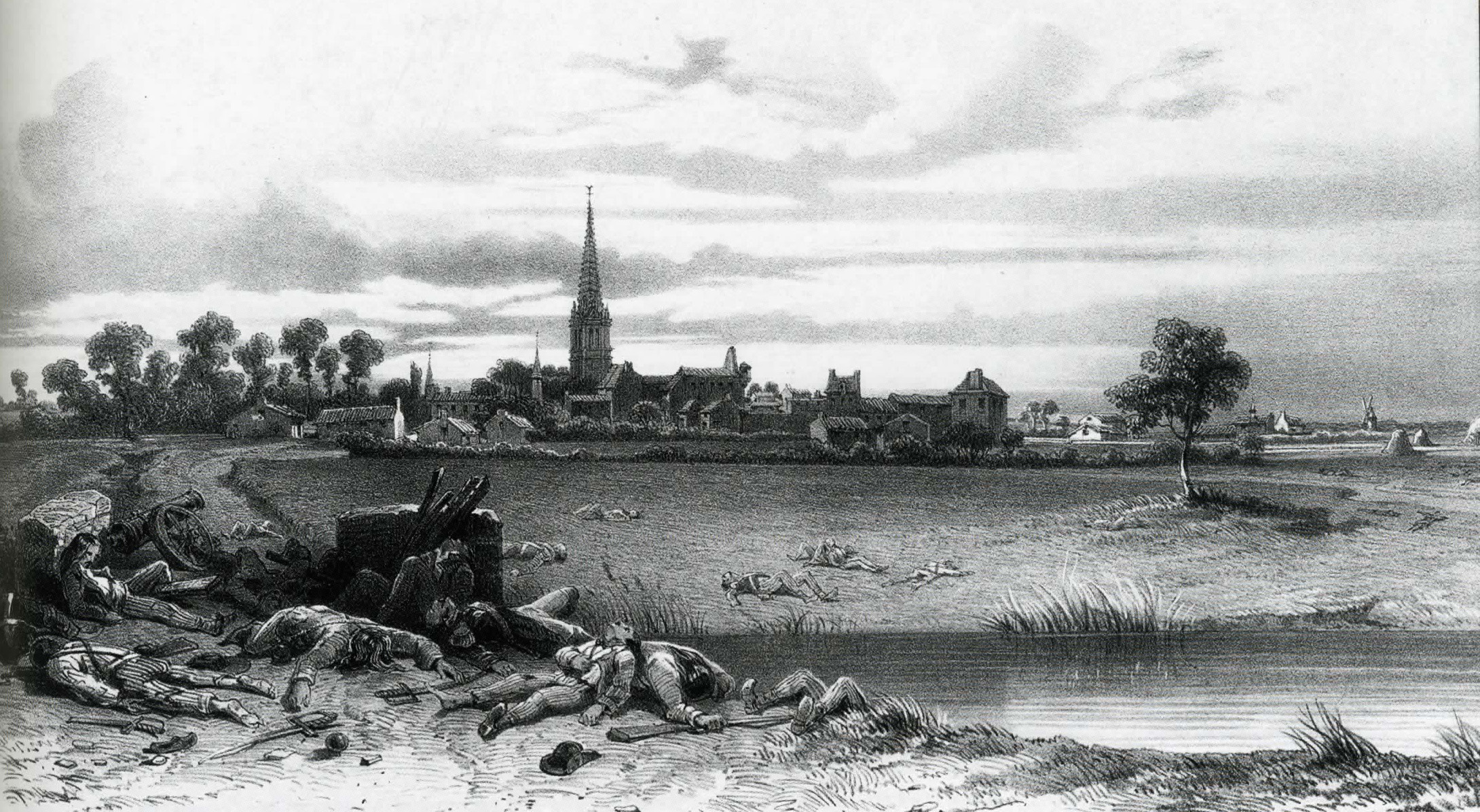
Vue de Luçon, dessin de Thomas Drake et lithographie d'Henri Daniaud, 1860.

Le 14 juillet, le généralissime Jacques Cathelineau succombe à ses blessures, et, le 19 juillet, Maurice d'Elbée est élu par un conseil de guerre pour lui succéder. Absent lors du vote, Charette reproche à La Cathelinière d'y avoir participé sans le consulter, mais ce dernier réplique qu'il n'est en rien son subordonné. L'Armée catholique et royale réorganise ensuite le territoire insurgé en quatre divisions : Bonchamps reçoit le commandement de l'Anjou, Lescure du Poitou, Royrand du Centre et Donnissan du Bas-Poitou. Ces quatre généraux sont ensuite chargés de désigner quatre généraux en second. Donnissan porte son choix sur Charette.
Pendant l'été 1793, les armées vendéennes se désagrègent pendant plusieurs semaines, avec le départ des paysans qui retournent à leurs champs pour la moisson. Charette prend également l'initiative de faire défricher les environs de Legé, qui sont transformés en une vaste plaine,. Dans ses Éclaircissement Historiques, Charles-Joseph Auvynet considère que Charette, en cherchant à se comporter comme le général d'une armée régulière, commet une faute grossière, qui altère les capacités défensives de cette petite ville,,.
Le 14 août, Charette se joint à la Grande Armée, pour prendre part à l'attaque de la ville de Luçon, dans le sud de la Vendée. Le généralissime Maurice d'Elbée adopte alors un plan proposé par Lescure, qui prévoit une marche en ordre oblique, de la gauche vers la droite. Charette prend position sur le flanc droit, à la pointe de l'attaque, suivi par Lescure. Les Vendéens sont 25 000, face à 6 000 républicains commandés par le général Tuncq. L'armée vendéenne se déploie cependant dans un désordre indescriptible, et Charette s'ébranle avant même que le centre et la droite ne soient en position. Il parvient à bousculer les premières défenses républicaines, mais l'artillerie de Tuncq fait des ravages sur la plaine dégagée, et les Vendéens cèdent à la panique. L'infanterie républicaine lance ensuite une contre-attaque qui met les insurgés en déroute. Charette subit de lourdes pertes et couvre la retraite par le pont de La Minclaye,.
Selon les sources, les Vendéens laissent entre 1 200 et 5 000 morts dans ce désastre, contre une centaine de tués du côté des bleus. Charette se sépare de la Grande Armée, après un conseil de guerre orageux. Dans ses mémoires, Bertrand Poirier de Beauvais, commandant en second de l'artillerie de l'Armée d'Anjou, rejette la responsabilité de la défaite sur Charette et Lescure,. Charette accuse quant à lui Bernard de Marigny, le commandant en chef de l'artillerie royaliste.

### Les offensives de l'Armée de Mayence

#### Offensive républicaine de septembre

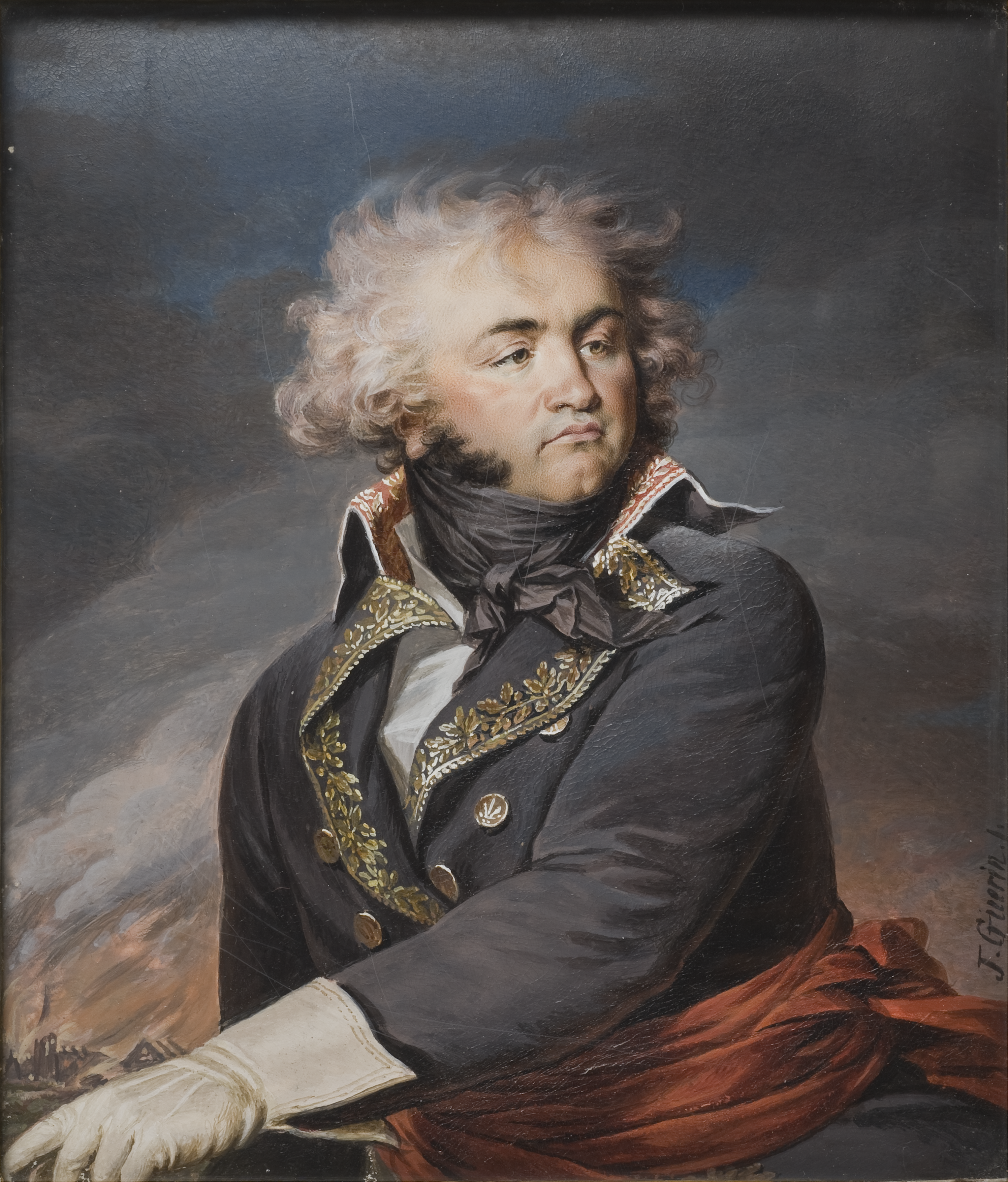
Jean-Baptiste Kléber, huile sur toile Jean-Urbain Guérin, 1798, Nationalmuseum, Stockholm.

Le 1er août 1793, la Convention nationale adopte le « décret relatif aux mesures à prendre contre les rebelles de Vendée », qui ordonne notamment le déploiement dans l'Ouest de l'Armée de Mayence. Celle-ci fait son entrée dans Nantes le 6 septembre. Elle est alors forte de 14 000 à 15 000 soldats aguerris, commandés par les généraux Aubert du Bayet, Kléber, Beaupuy, Haxo, Vimeux et Scherb.
D'après l'officier vendéen Lucas de La Championnière, l'arrivée de cette armée n'inquiète pas les insurgés du Pays de Retz : « Nous n'avions eu affaire jusque là qu'à des généraux sans expérience et des troupes sans courage ; quelques victoires nous donnaient peut-être une aveugle confiance dans nos forces. [...] Le vin était toujours en grande abondance dans nos camps ; nos paysans pour la plupart avaient déjà pris l'esprit libertin du soldat. [...] Loin de s'effrayer on se livra de plus en plus à la joie ».
Le 3 septembre, à Tours, le général Canclaux, commandant de l'Armée des côtes de Brest, et le général Rossignol, commandant de l'Armée des côtes de La Rochelle, mettent au point un plan de campagne visant à prendre en tenailles les armées vendéennes. Le 8 septembre, l'avant-garde des Mayençais sort de Nantes, menée par Kléber, et s'empare deux jours plus tard de Port-Saint-Père, après un combat contre les forces de La Cathelinière,,.
Pour la première fois en Vendée, les républicains font usage d'obus explosifs qui jettent la terreur parmi les paysans,. Les hommes de La Cathelinière rallient alors ceux de Couëtus à Saint-Philbert-de-Grand-Lieu, puis ils rejoignent ensemble Charette à Legé. Dans ses mémoires, l'officier vendéen Lucas de La Championnière écrit : « on se fait difficilement une idée de l'état de confusion et de terreur où nous fûmes dans le bourg de Legé. L'entrée subite des Mayençais au Port-Saint-Père, le récit de leurs exploits, les menaces de leurs proclamations, l'incendie éclairant leur arrivée de tous côtés, glacèrent le courage dans le cœur des plus braves. Les officiers expérimentés reconnaissaient que de pareils troupes étaient invincibles pour des paysans ». Une foule de femmes et d'enfants vient également trouver réfuge à Legé, traînant « leurs vieillards et tout le ménage » sur des charrettes. Charette, « incapable de se défendre avec des hommes épouvantés dans un endroit où la multiplicité des gens inutiles ne laissait place à aucun mouvement », ordonne alors un repli général sur Montaigu, à l'est, et envoie un appel à l'aide à la Grande Armée,.
Le 12 septembre, les républicains s'emparent sans combattre de Machecoul et de Saint-Philbert-de-Grand-Lieu,. Le 13, les Mayençais mettent Couëtus en déroute à Corcoué,,. Le 14, Canclaux, Kléber et Beysser arrivent devant Legé. Charette fait mine d'accepter le combat et déploie sa cavalerie,,,. Il couvre ainsi la fuite de son infanterie et des civils pendant que les républicains prennent position, puis il se retire, laissant Legé totalement abandonnée,,. Les républicains s'emparent de la ville qu'ils trouvent totalement déserte, à l'exception de 1 200 prisonniers patriotes qui sont délivrés,,. La ville est ensuite pillée par les troupes de Beysser, et la plupart des maisons sont incendiées,,.

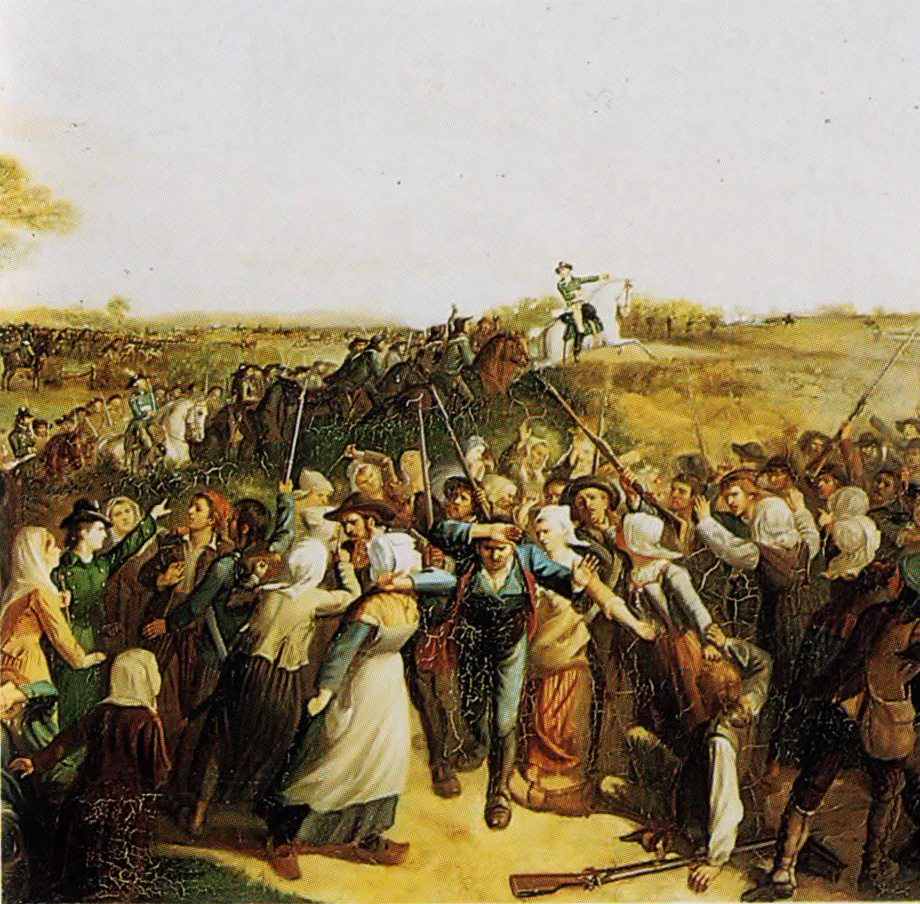
Bataille de Torfou ; les femmes de Tiffauges barrent le chemin aux Vendéens épouvantés à la vue des Mayençais conduits par Kléber, huile sur toile de Alfred de Chasteignier, XIXe siècle.

Les forces vendéennes effectuent leur retraite dans la confusion la plus totale. Le 16 septembre, elles sont rejointes à Montaigu par les troupes de Kléber et Beysser. « La peur agit alors plus que jamais » selon Lucas de La Championnière et les Vendéens s'enfuient vers Tiffauges et Torfou, en laissant derrière eux au moins 600 morts,. Canclaux donne ensuite l'ordre à Beysser de faire mouvement sur Tiffauges et à Kléber de marcher sur Torfou. Le 19 septembre, les 2 000 hommes de Kléber lancent l'attaque sur les forces vendéennes. Dans un premier temps, les Mayençais enfoncent à nouveau fois les troupes de Charette, et les mettent en déroute. Cependant les femmes, restées à l'arrière, se jettent sur les fuyards et les ramènent au combat. Peu après, la situation se renverse avec l'arrivée en renfort de la Grande Armée. Le général Charles de Bonchamps mène la contre-attaque, porté sur un brancard en raison de ses graves blessures reçues à la bataille de Martigné-Briand. Désormais opposées à 40 000 Vendéens, les forces de Kléber reculent sous le poids du nombre et battent en retraite sur Clisson. Beysser, de son côté, ne se montre pas. Les combats s'achèvent, après avoir fait des centaines de morts de part et d'autre. D'après Lucas de La Championnière : « On cessa ce jour de faire des prisonniers. Depuis ce temps on n'en a plus fait dans l'armée Charette »,.
Le 18 et le 19 septembre, les Angevins mettent également en complète déroute deux des colonnes de l'Armée des côtes de La Rochelle à la bataille de Coron et à la bataille du Pont-Barré. Le général Rossignol ordonne alors un repli général. Le généralissime Maurice d'Elbée peut ainsi concentrer toutes ses forces contre l'Armée de Mayence et l'Armée des côtes de Brest. Il charge Charette, Lescure, Joly et Savin d'attaquer la colonne de Beysser à Montaigu, puis de se tourner vers Clisson pour assister l'attaque de Bonchamps et de Lyrot et couper la retraite des Mayençais.
Les hommes de Charette et de Lescure se mettent alors en marche. D'après Lucas de La Championnière : « L'esprit des paysans qui composaient les détachements de la grande Armée, était bien différent de celui qui régnait parmi nous. Les nôtres pillaient, battaient et juraient comme de vrais soldats ; les autres dans ce temps là revenaient du combat en disant leur chapelets, ils faisaient prisonniers tous ceux qu'ils pouvaient prendre sans les tuer et rarement s'emparaient de leurs dépouilles »,,.

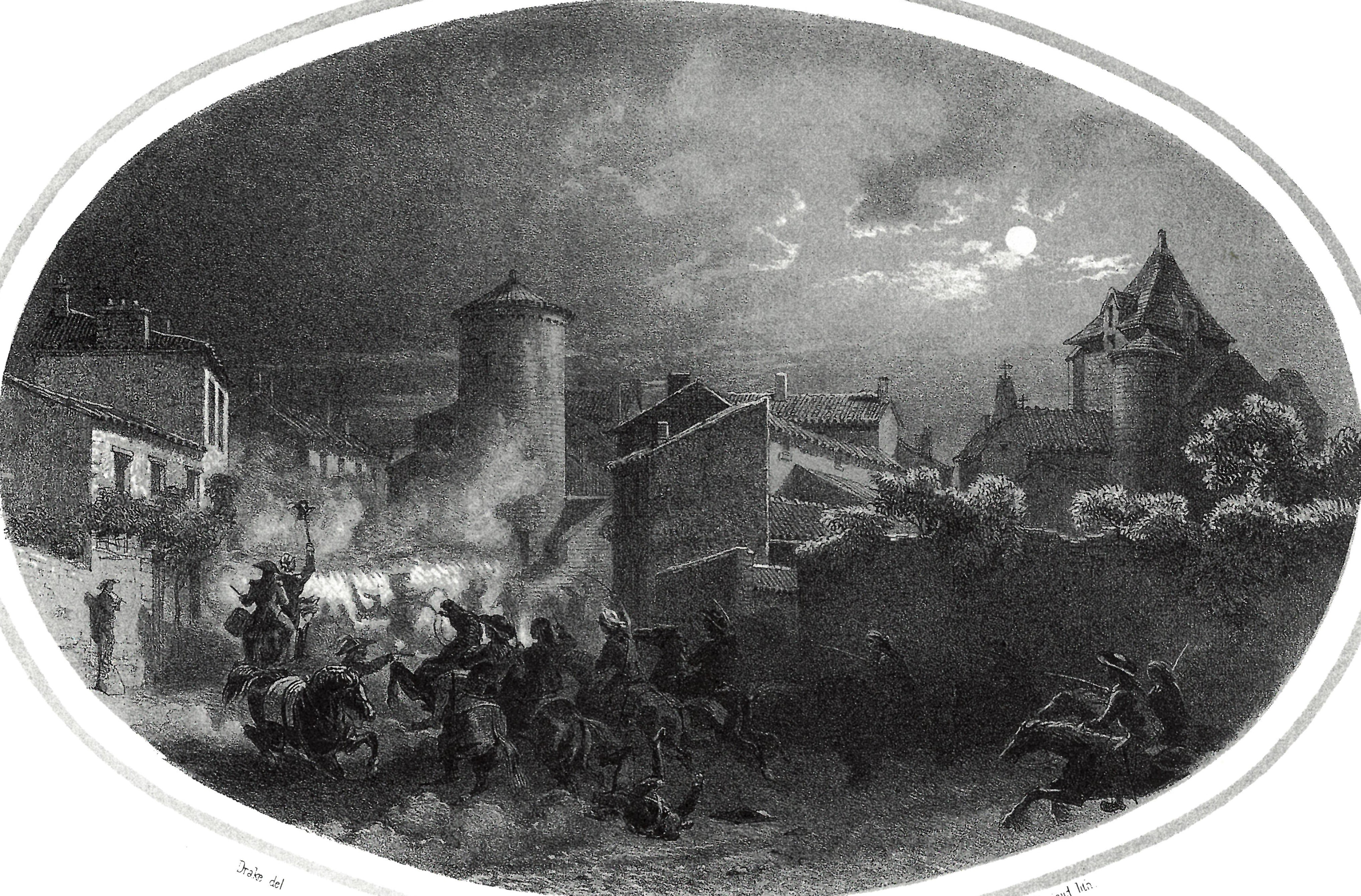
Vue de Saint-Fulgent, dessin de Thomas Drake et lithographie d'Henri Daniaud, 1860.

Le 21 septembre, les Vendéens se jettent sur les 7 000 hommes de Beysser et les mettent en déroute en leur infligeant de lourdes pertes. Les républicains s'enfuient jusqu'aux Sorinières, au sud de Nantes. Cependant, au lieu de repartir vers le nord pour rejoindre d'Elbée, Charette et Lescure font ensuite mouvement vers le sud, pour attaquer la garnison de Saint-Fulgent. L'origine de cette décision et ses motifs ne sont pas éclaircis : dans ses mémoires, Bertrand Poirier de Beauvais estime que l'idée vient de Lescure, tandis que d'autres auteurs l'attribuent à Charette. Le soir du 22 septembre, les Vendéens attaquent à Saint-Fulgent les 3 000 hommes du général Jean Quirin de Mieszkowski, qui a succédé à Henri de Boulard à la tête de la colonne des Sables. Selon Lucas de La Championnière, les combattants vendéens poussent « de toutes parts » des « cris affreux » dans une « nuit déjà très obscure » qui épouvantent les républicains et jettent la panique dans leurs rangs,. Les républicains laissent 700 prisonniers et les rescapés s'enfuient sur Les Sables-d'Olonne.
Cependant, l'attaque de Saint-Fulgent s'avère être une lourde erreur stratégique de la part de Charette et Lescure, car le même jour les forces de d'Elbée, Bonchamps et Lyrot attaquent seules à Clisson et sont repoussées à la bataille du Pallet,. Canclaux peut alors effectuer sa retraite en bon ordre avec ses 12 000 hommes et le 24 septembre il atteint Nantes.
Charette gagne ensuite Les Herbiers avec Lescure, où ils restent cinq jours inactifs,. Ils envisagent d'attaquer La Châtaigneraie ou Chantonnay, mais des dissensions apparaissent entre les combattants des deux armées à propos du partage des vivres et du butin. Les soldats de Charette demandent également à rentrer chez eux et certains officiers font défection, pour suivre les détachements de la Grande Armée, considérés comme « plus braves »,. L'armée de Charette retourne alors à Legé le 26 septembre, dans un paysage de désolation selon le récit de Lucas de La Championnière : « tous les pays que nous parcourions étaient déserts, chacun avait fui la rencontre des Mayençais, beaucoup de maisons étaient incendiées. [...] Beaucoup de ces paysans rentrant chez eux trouvaient non seulement leur maison ruinée, mais leur foyer souillé, leurs femmes déshonorées ; rien n'arrêtait les misérables qui nous combattaient, ni la vieillesse, ni la maladie ; les malheureuses femmes qu'ils avaient prises de force étaient souvent massacrées ensuite et ces crimes étaient commis non seulement par des soldats, mais par des officiers supérieurs qui ne reculaient devant aucune atrocité ».

#### La prise de l'île de Noirmoutier

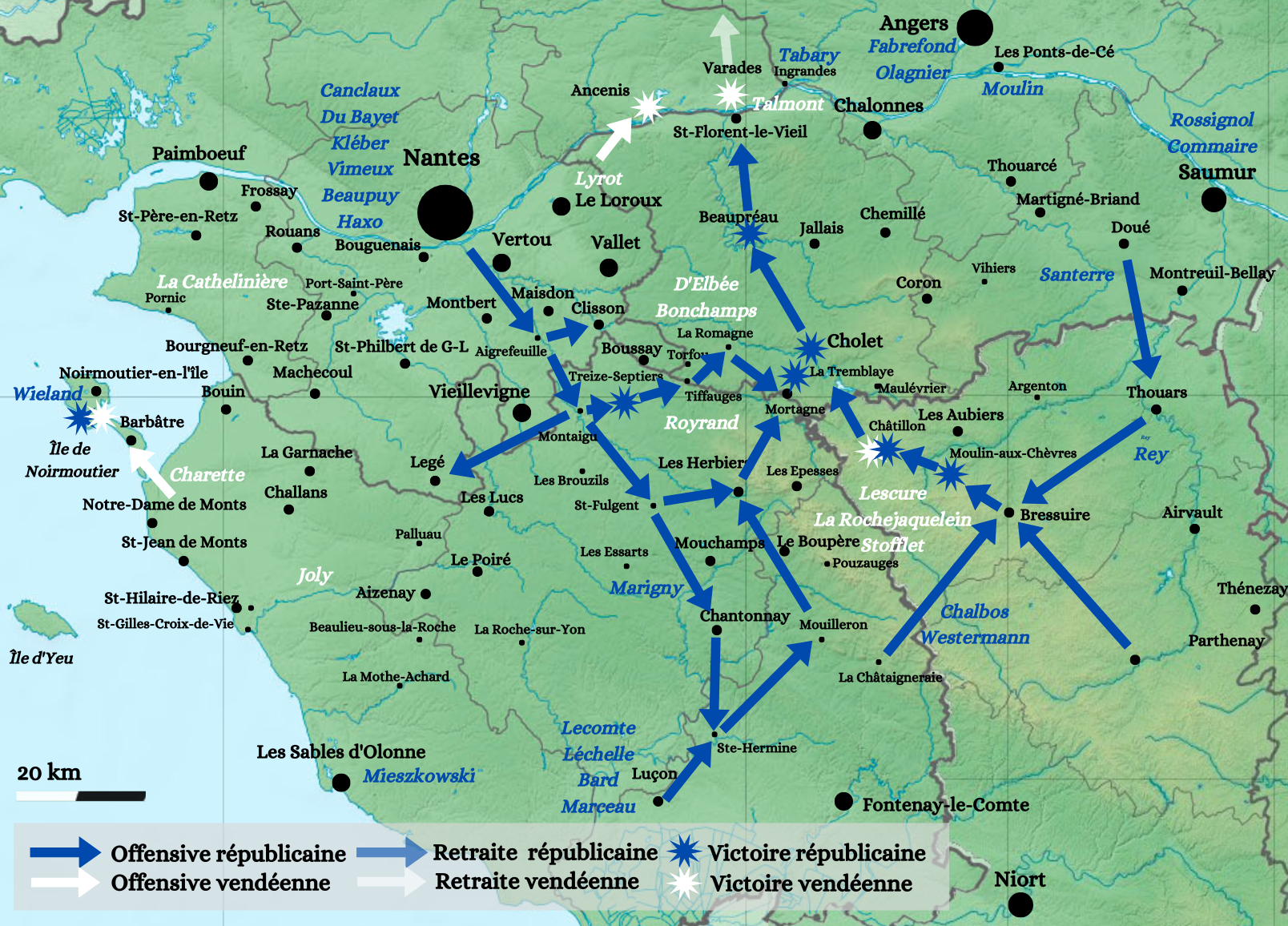
Carte des combats en Vendée du 25 septembre au 18 octobre 1793.

La retraite républicaine est cependant loin d'être une débâcle. Dès le 25 septembre, les Mayençais repartent à l'offensive,. Rapidement, le général Canclaux met en place un nouveau plan de campagne : au lieu de mettre en mouvement une multitude de colonnes, il décide de faire marcher « deux masses de combattants » qui doivent converger sur Cholet, la plus importante ville contrôlée par les Vendéens, au cœur du territoire insurgé,. L'Armée de Mayence et l'Armée des côtes de Brest se remettent alors en marche à Nantes, au nord-ouest de Cholet, tandis qu'au sud, l'Armée des côtes de La Rochelle s'ébranle à La Châtaigneraie,. 

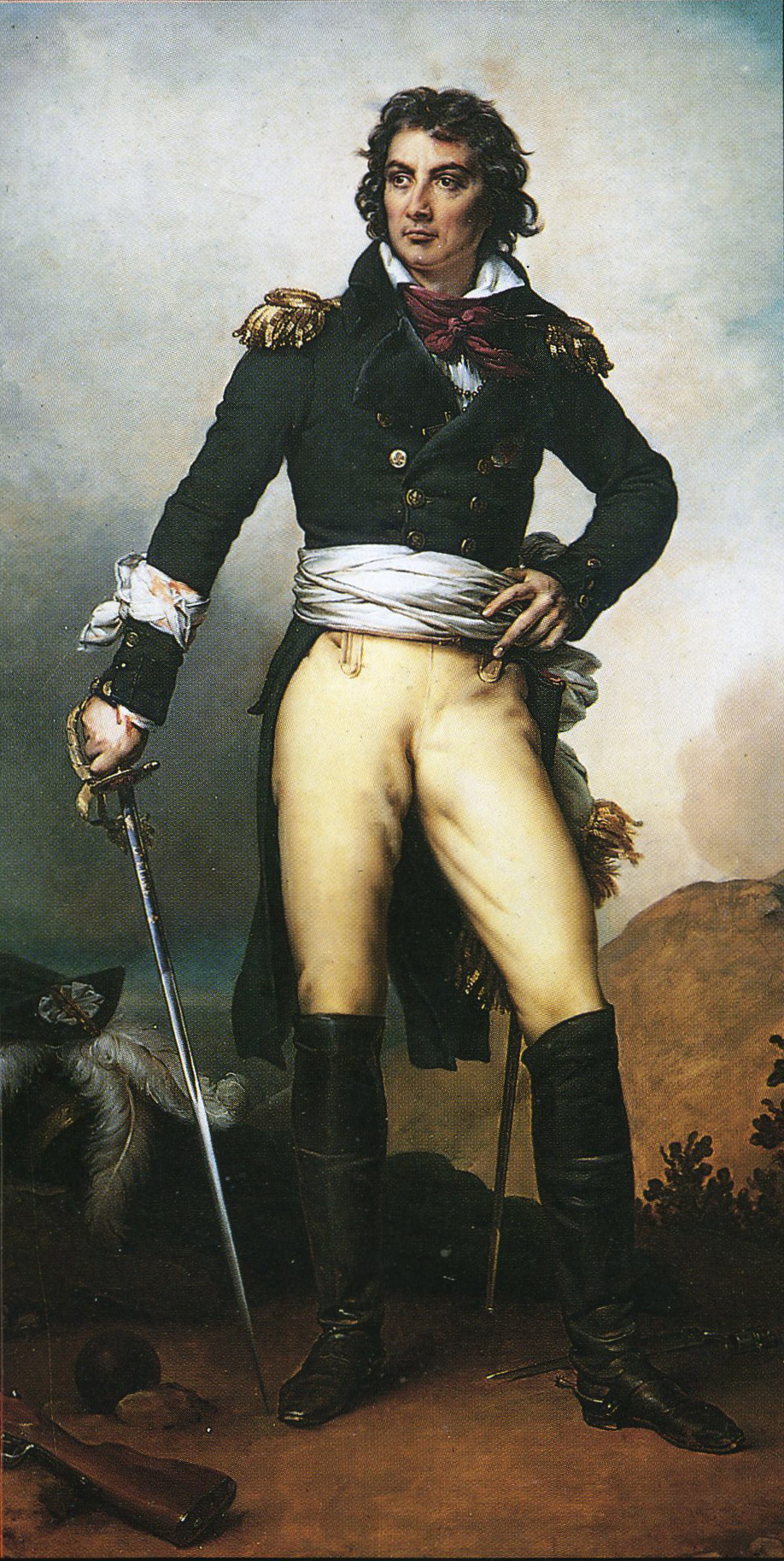
Maurice d'Elbée, huile sur toile de Paulin Guérin, 1827, musée d'Art et d'Histoire de Cholet.

La progression républicaine est foudroyante. Le 26 septembre, les bleus sont à Remouillé. Le 1er octobre, ils sont de retour à Montaigu,. Saint-Fulgent et Clisson sont également reprises. D'Elbée et Bonchamps se portent alors à la rencontre des Mayençais, mais ils sont cette fois battus le 6 octobre à la bataille de Treize-Septiers, près de Montaigu. Le 10 octobre, le général Haxo occupe Legé, qu'il trouve abandonné.
En difficulté, d'Elbée et Bonchamps envoient courrier sur courrier à Charette, pour lui demander d'attaquer les Mayençais sur leurs arrières. Mais d'après la marquise Victoire de Donnissan de La Rochejaquelein, épouse du général Lescure : « il ne répondit même pas à leurs lettres. Nous devions croire qu'il ne les recevait pas ».
Charette ne tourne pas ses forces contre les Mayençais. Probablement renseigné par des habitants de Barbâtre, il adopte comme projet de s'emparer de l'île de Noirmoutier, qui pourrait lui offrir un refuge inexpugnable. Dans la nuit du 29 au 30 septembre, il s'engage avec 2 000 hommes sur le passage du Gois, une chaussée submersible praticable à pied lors des marées basses, qui relie l'île au continent par Beauvoir-sur-Mer,. Cependant, la surprise échoue, et les Vendéens battent en retraite avant d'avoir atteint l'île. Le 9 octobre, Charette quitte Legé avant l'arrivée de Haxo et se porte à l'île de Bouin en passant par Machecoul,. Dans la nuit du 11 au 12, il s'engage à nouveau dans le passage du Gois, cette fois à la marée montante, afin que ses hommes n'aient pas la possibilité de reculer. Après quelques heures de combats, les défenses républicaines sont emportées et le commandant de la garnison Jean-Conrad Wieland capitule. Il remet son sabre à Charette, qui le lui rend.

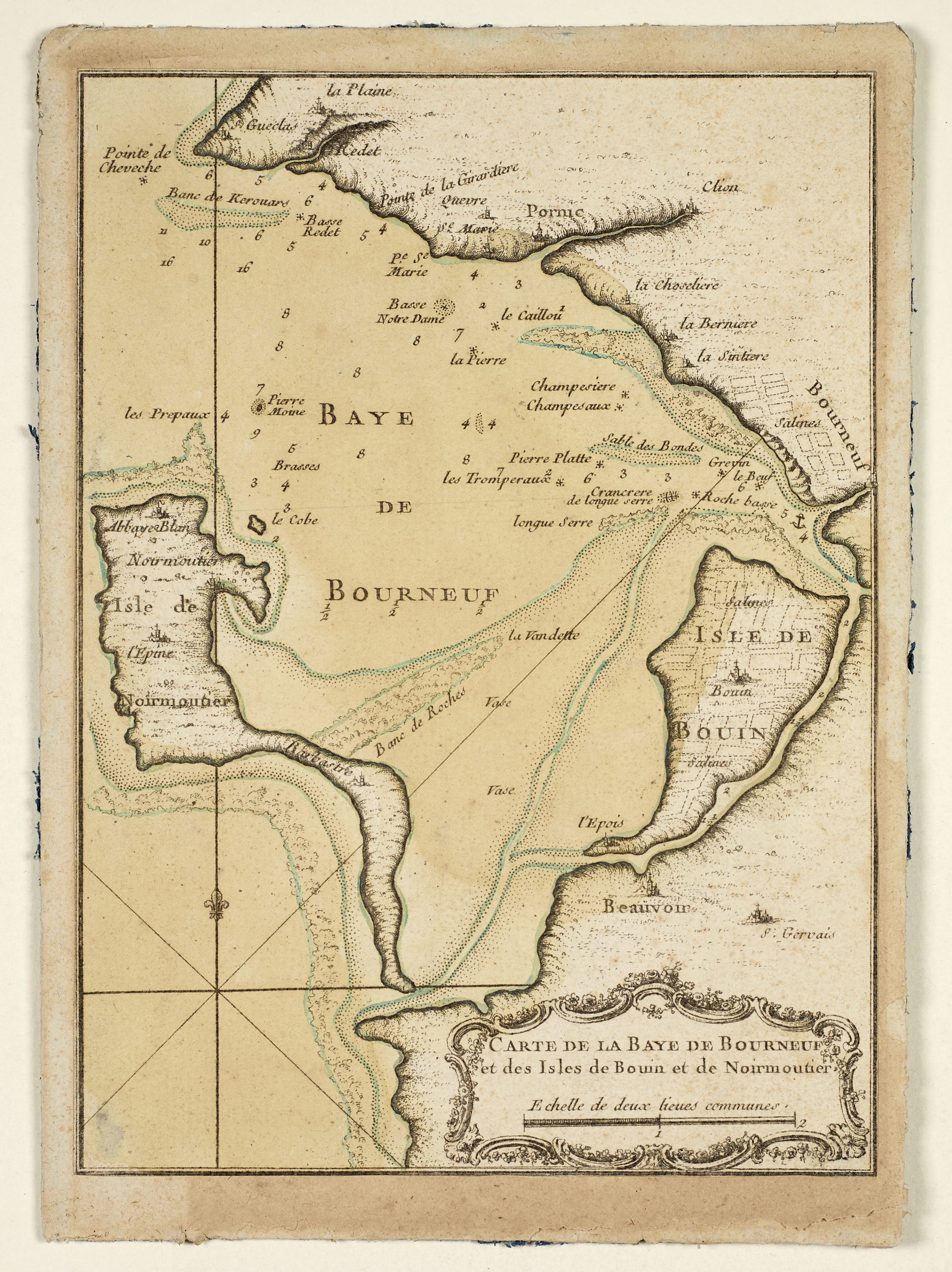
Carte de la baie de Bourgneuf ainsi que des îles de Noirmoutier et de Bouin, 1764, musée de Bretagne.

Charette reste trois jours à Noirmoutier, où il met en place une administration royaliste. René de Tinguy est nommé gouverneur de l'île et Alexandre Pineau du Pavillon, chef de la garnison,. Le 15 octobre, Charette quitte Noirmoutier, où il laisse 1 500 hommes, et passe par l'île de Bouin pour y faire enfermer les prisonniers patriotes. Après son départ, le commandant de Bouin François Pajot fait fusiller au moins 200 prisonniers dans la journée du 17 octobre. D'après Le Bouvier-Desmortiers, Charette condamne ce massacre et réprimande Pajot, cependant dans un courrier adressé à Noirmoutier, ce dernier annonce avoir fait exécuter une partie des prisonniers sur ordre de son général.
Pendant ce temps, la Grande Armée succombe sous les assauts des différentes armées républicaines. Le 17 octobre, elle est battue à la bataille de Cholet. Bonchamps et Lescure sont mortellement blessés et le généralissime d'Elbée est lui-même grièvement touché. Acculée à Saint-Florent-le-Vieil sur les rives de la Loire, la Grande Armée franchit le fleuve le 18 et le 19 octobre avec une foule de femmes et d'enfants. Désormais menée par le jeune Henri de La Rochejaquelein, elle commence une expédition, appelée la « virée de Galerne », qui va la porter jusqu'en Normandie.
Maurice d'Elbée est quant à lui transporté à Touvois, où il est reçu par Charette, vers la fin octobre ou début novembre. Sur les conseils de ce dernier, l'ancien généralissime part trouver refuge à l'île de Noirmoutier, qu'il atteint le 2 ou le 3 novembre.

#### La retraite de Bouin

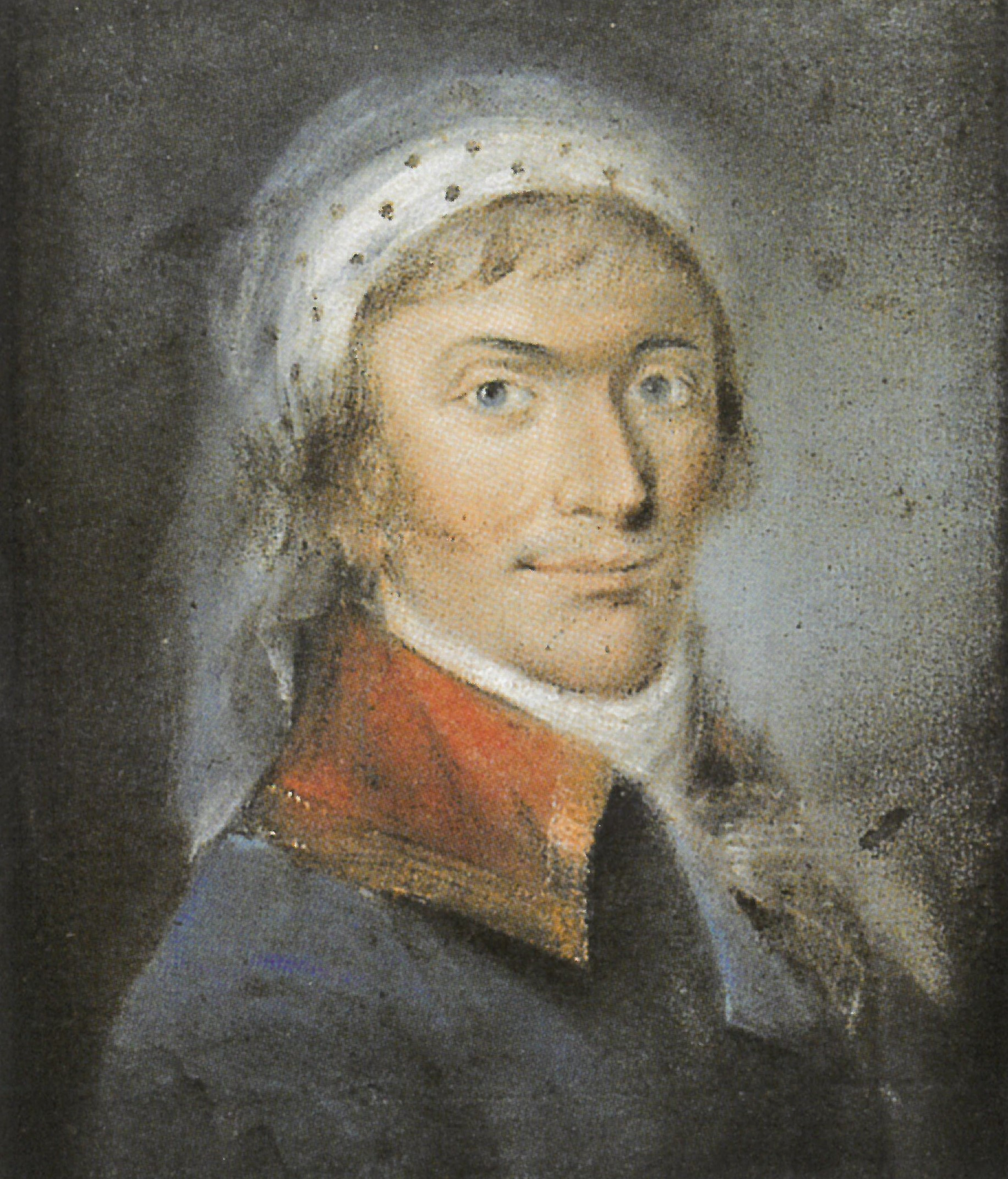
Portrait de François Athanase Charette de La Contrie, pastel anonyme, réalisé entre 1793 et 1796.

Après le début de la virée de Galerne, le gros des forces républicaines se porte au nord de la Loire, à la poursuite de la Grande Armée. Cependant, la prise de Noirmoutier suscite l'inquiétude du Comité de salut public, qui craint qu'elle ne permette aux Vendéens de recevoir l'aide des Britanniques. Le 21 octobre, le Comité de salut public enjoint aux représentants en mission Prieur de la Marne et Jeanbon Saint-André de « reprendre l'île ou de l'engloutir dans la mer ». Le 2 novembre, le conseil de guerre de l'armée de l'Ouest charge le général de brigade Nicolas Haxo de constituer un corps de 5 000 à 6 000 hommes pour reprendre l'île de Noirmoutier. Ordre lui est donné d'attaquer et de battre Charette « partout où il pourra le rencontrer en le poursuivant jusque dans Noirmoutier même ». Haxo planifie son offensive et sort de Nantes les 21 et 22 novembre avec deux colonnes commandées par lui-même et par son second, l'adjudant-général Nicolas Louis Jordy. Au même moment, une autre colonne commandée par le général Dutruy et le lieutenant-colonel Aubertin se met en mouvement depuis Les Sables-d'Olonne. Le 26 novembre, Haxo prend Machecoul et Jordy s'empare de Port-Saint-Père après cinq jours de combats et de canonnades contre les forces de La Cathelinière. Jordy prend ensuite Sainte-Pazanne et Bourgneuf-en-Retz, puis il fait sa jonction avec Haxo à Legé le 28 novembre. Dutruy occupe quant à lui La Roche-sur-Yon, Aizenay, Le Poiré-sur-Vie et Palluau.
Charette sort de son refuge de Touvois et réunit ses forces à celles de Joly et de Savin,. Le 27 novembre, ils se mettent en marche pour attaquer Machecoul, mais ils sont surpris près de La Garnache par la colonne d'Aubertin. Joly et Savin s'échappent dans le bocage, tandis que Charette se replie sur Beauvoir-sur-Mer, avec l'intention de se réfugier à Noirmoutier, mais il trouve le passage du Gois bloqué par la marée haute, et il est contraint de s'enfermer dans l'île de Bouin, où il se retrouve bientôt cerné.
Le 4 décembre, Charette s'embarque pour l'île de Noirmoutier,. Il confie la mission à son aide de camp, Joseph Hervouët de La Robrie, de passer en Angleterre pour y demander des secours. La Robrie s'embarque sur une goélette de 60 tonneaux, Le Dauphin, commandée par Louis François Lefebvre,. Mais à cause de vents défavorables ou de la présence de navires républicains, il ne peut appareiller que dans la nuit du 23 au 24 décembre,,.

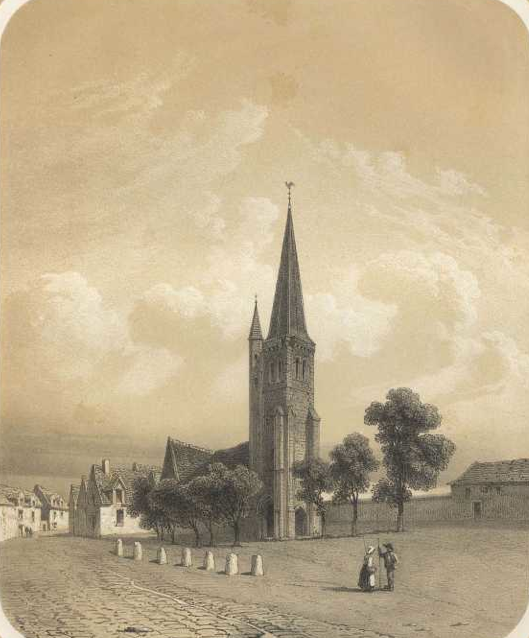
Tour de Bouin, dessin de Thomas Drake et lithographie d'Henri Daniaud, 1860.

Le 5 décembre, Charette est de retour à Bouin, où les Vendéens s'attendent à une attaque imminente. D'après Lucas de La Championnière : « La nuit ne fut pas tranquille. Cependant comme les vivres étaient abondantes et que beaucoup de femmes étaient réfugiées dans l'Isle, les uns se mirent à danser, d'autres à boire, les moins décidés s'échappèrent pendant la nuit ». Le matin du 6 décembre, les colonnes de Jordy et d'Aubertin lancent l'assaut sur l'île,. Avant le combat, Charette adresse une courte harangue à ses hommes, dans laquelle il engage ceux qui ne veulent pas combattre à se retirer et promet qu'il sauvera tous ceux qui accepteront de le suivre. Mais en quelques heures, les républicains enfoncent les défenses vendéennes sur tous les fronts et s'emparent du bourg de Bouin, où ils délivrent entre 127 et 900 prisonniers patriotes,,. Dos à la mer et désormais sans aucune voie de repli, Charette décide de lancer une charge désespérée à la baïonnette pour tenter de rompre l'encerclement.
Mais, au moment où ses troupes se reforment, un habitant de Bouin vient proposer au général vendéen de lui servir de guide à travers le dédale d'étiers et de marais qui recouvrent l'île. Cette aide opportune sauve probablement Charette d'un anéantissement total. Le général vendéen et environ un millier de ses hommes se faufilent alors entre les colonnes républicaines et parviennent à s'échapper de l'île. Dans la soirée, ils mettent en déroute un petit convoi républicain entre Châteauneuf et Bois-de-Céné, ce qui leur permet de se réapprovisionner en munitions, et le 7 décembre ils atteignent Touvois. Les Vendéens laissent derrière eux toute leur artillerie, au moins 200 morts et 83 femmes, dont l'épouse et les filles du général Couëtus, qui sont capturées.

### Les défaites vendéennes de l'hiver 1793-1794

#### Expédition de Charette en Anjou et au Haut-Poitou

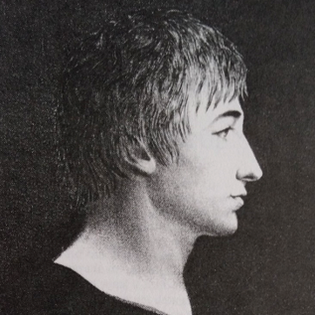
Portrait de Henri de La Rochejaquelein dans l'édition de 1809 des Guerres de Vendée d'Alphonse de Beauchamp.

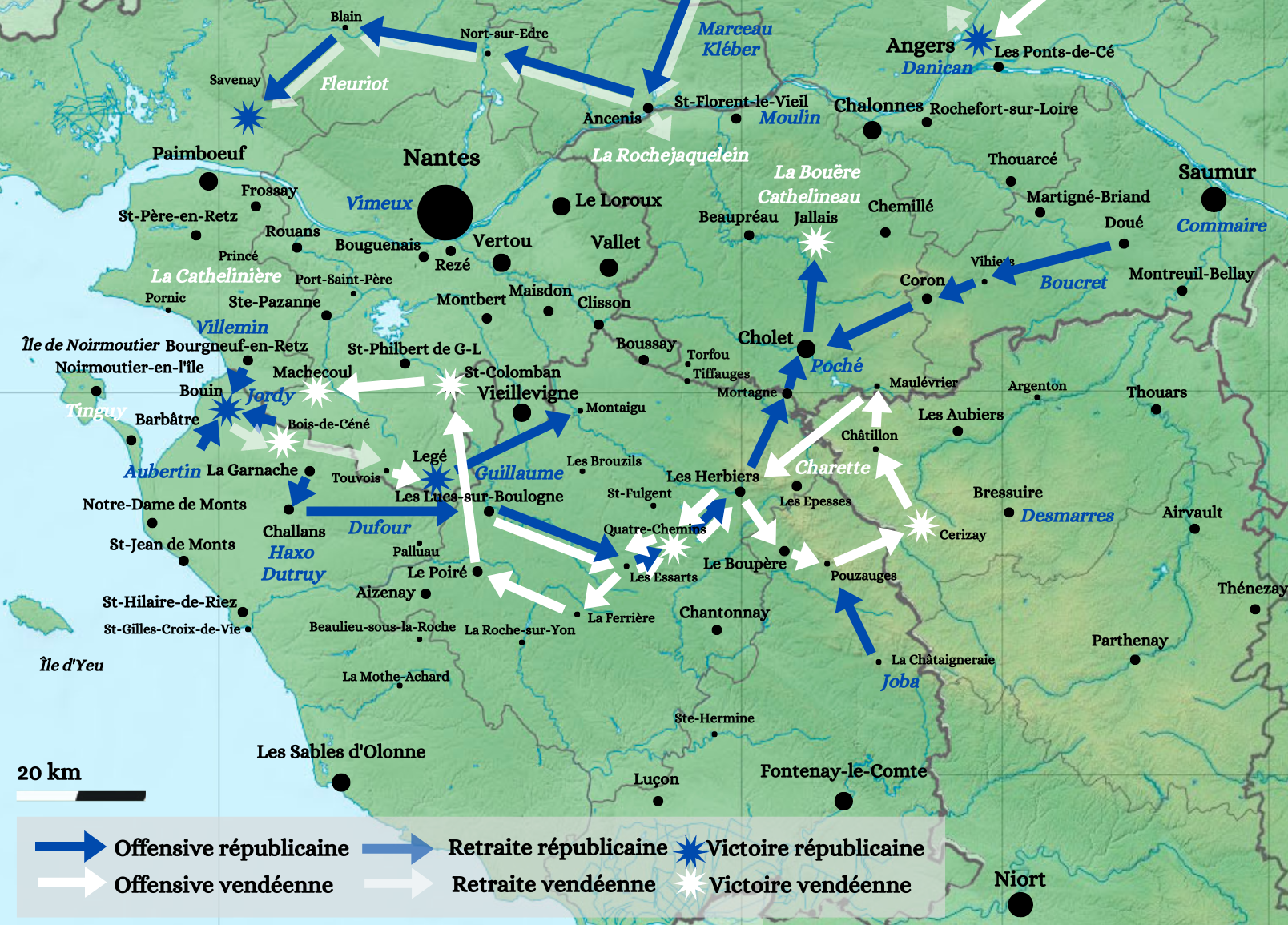
Carte des combats en Vendée en décembre 1793.

Le 7 décembre, Charette tente de reprendre la ville de Legé, mais il est repoussé par la garnison républicaine,. Le lendemain, il rejoint Joly et Savin aux Lucs-sur-Boulogne. Le 11 décembre, ils s'emparent ensemble du camp des Quatre Chemins, à L'Oie, où les républicains subissent de lourdes pertes. Le 12 décembre, les Vendéens gagnent Les Herbiers, où les officiers se réunissent pour organiser l'élection d'un généralissime. À onze heures du matin, Charette emporte les suffrages et est nommé général en chef de l'« Armée catholique et royale du Bas-Poitou »,.
L'armée du Bas-Poitou se met alors en marche pour le Haut-Poitou, afin d'y ranimer une insurrection pratiquement éteinte, avec le départ de la Grande Armée. Peu de troupes républicaines sont alors présentes en Vendée, d'autant que Haxo a dû détacher une partie de ses bataillons pour aller renforcer l'Armée de l'Ouest au nord de la Loire. L'armée de Charette traverse Le Boupère le 13 décembre, puis Pouzauges le 14, et dans la nuit du 18 au 19 elle s'empare de Cerizay après un combat contre 200 patriotes. Elle traverse ensuite Châtillon, ancien siège du Conseil supérieur de la Vendée, totalement en ruine, après la bataille du 11 octobre, puis elle s'arrête à Maulévrier.
Charette semble alors avoir l'ambition de s'imposer comme le général en chef de toute la Vendée, mais le 22 décembre il est rejoint à Maulévrier par le généralissime Henri de La Rochejaquelein,. Ce dernier, accompagné seulement de La Ville-Baugé, a retraversé la Loire le 16 décembre après avoir échappé au désastre de la virée de Galerne. Les deux généraux s'entretiennent longuement, puis se séparent,. Charette abandonne toute prétention sur l'Anjou et le Haut-Poitou et regagne Les Herbiers.

#### Perte de Noirmoutier et refuge dans la forêt de Grasla

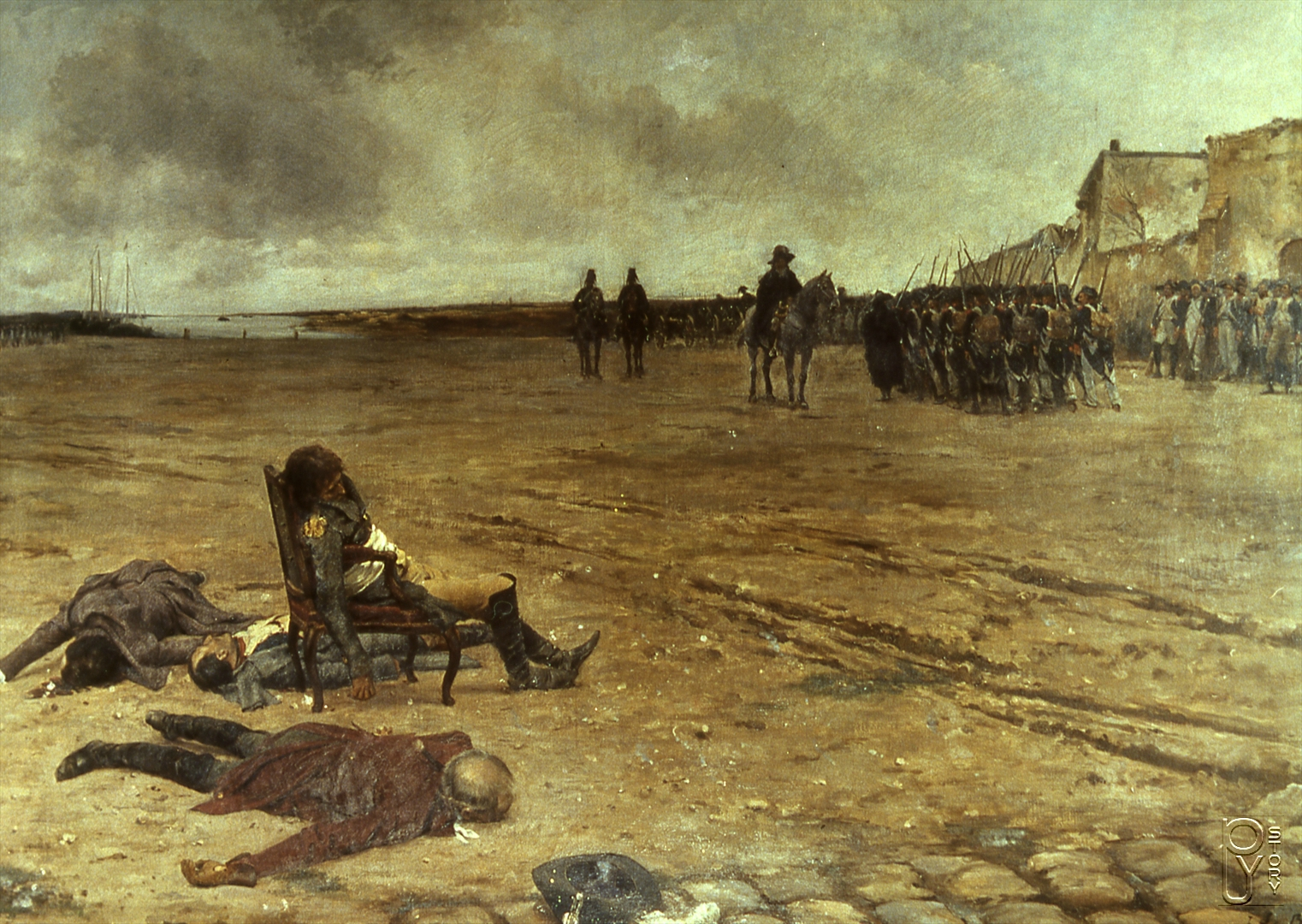
La mort du général d'Elbée, huile sur toile de Julien Le Blant, 1878. musée du Château, Noirmoutier-en-l'Île.

En décembre 1793, la virée de Galerne s'achève sur un désastre total pour les Vendéens. Après une lourde défaite à la bataille du Mans le 13 décembre, la Grande Armée est détruite dix jours plus tard à la bataille de Savenay. Lors de cette expédition au nord de la Loire, les combats, les massacres et les maladies ont causé la mort de 50 000 à 75 000 Vendéens, hommes, femmes et enfants.
Au sud de la Loire, les républicains achèvent leurs préparatifs pour reprendre l'île de Noirmoutier. Le matin du 3 janvier 1794, 3 000 soldats commandés par le général Haxo débarquent sur l'île. Après des combats à Barbâtre et à la pointe de la Fosse, ils progressent vers la ville de Noirmoutier-en-l'Île, sans rencontrer de résistance. Découragés, les Vendéens se rendent au général Haxo contre la promesse d'avoir la vie sauve. Cependant, les termes de la capitulation ne sont pas respectés par Prieur de la Marne, représentant en mission, et membre du Comité de salut public. Il fait fusiller 1 200 à 1 500 prisonniers dans les jours qui suivent,. Le général d'Elbée, toujours grièvement blessé, est exécuté dans un fauteuil.

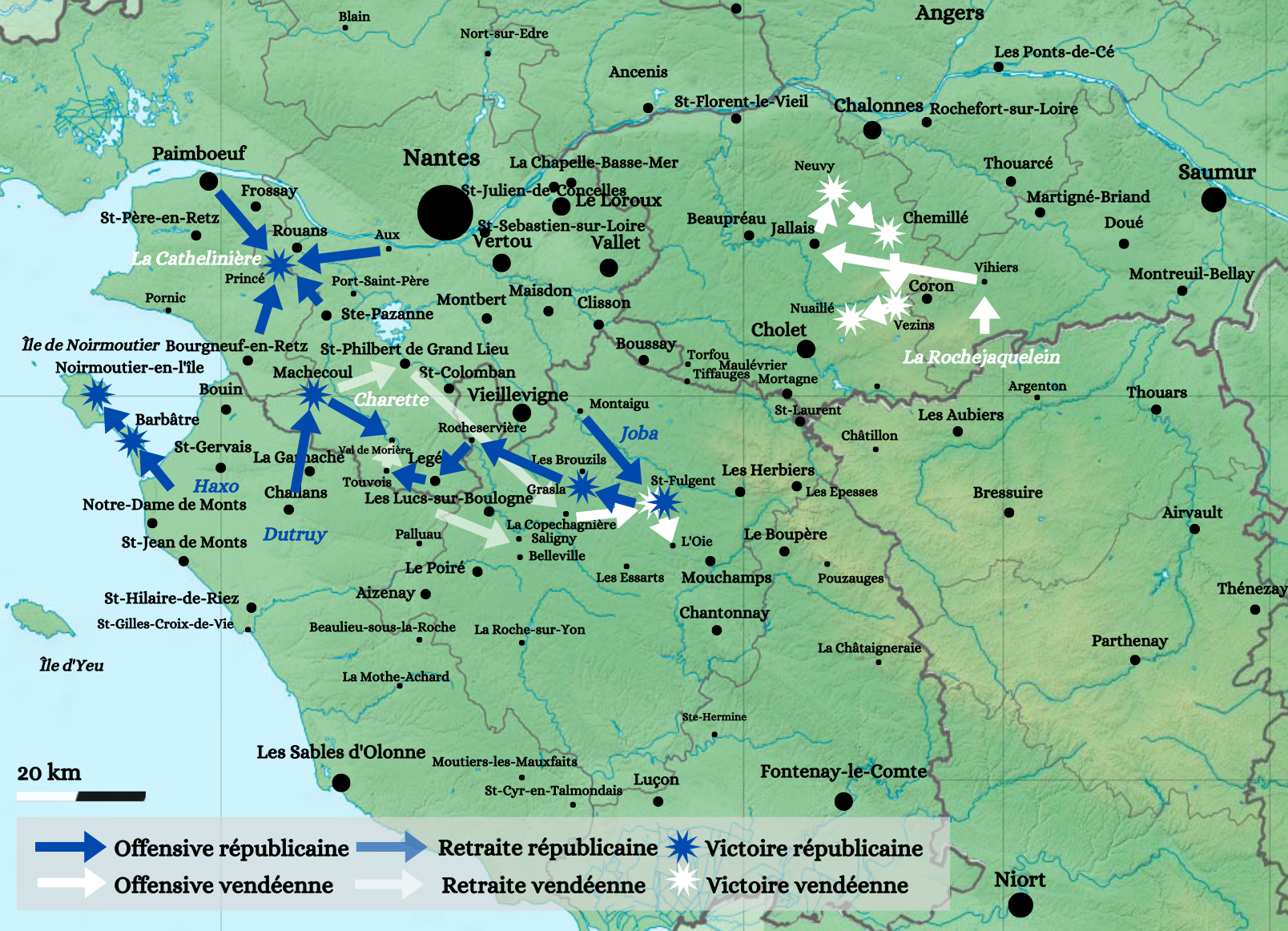
Carte des combats en Vendée en janvier 1794.

De son côté, Charette prend Machecoul par surprise le 31 décembre 1793 et tue une centaine de soldats républicains. Le 2 janvier 1794, l'adjudant-général Carpantier reprend la ville après un bref combat. Le 3, les Vendéens contre-attaquent, mais sont rapidement repoussés. Charette se jette alors sur Saint-Fulgent le 9 janvier, où il met en déroute des bataillons de la dernière levée. Mais le lendemain, l'adjudant-général Joba fait son apparition avec une colonne de 1 200 hommes, et disperse complètement les forces de Charette. Ce dernier ne peut rassembler qu'un peu plus d'un millier d'hommes dans la forêt de Grasla, où Joba l'attaque le 11 janvier. Le combat est plus disputé, mais les Vendéens finissent par battre en retraite et Charette est blessé au bras, près de l'épaule. Selon Lucas de La Championnière : « Il ne parut nullement affecté et peu de gens s'aperçurent de ce qui venait d'arriver ». Les insurgés sont rattrapés à La Chambaudière, au sud de Legé, mais ils s'enfoncent ensuite dans la forêt de Grand'Landes, où Joba n'ose pas les poursuivre. Sur la base de renseignements fournis par des prisonniers, ce dernier tend une embuscade le 14 janvier, dans la forêt de Touvois, au nord de la forêt de Grand'Landes, et y attend Charette. Cependant des grenadiers attaquent trop tôt et la surprise échoue.
Le général vendéen parvient à s'échapper et à semer ses poursuivants. Il trouve refuge dans le couvent du Val de Morière, un lieu isolé au milieu de landes désertes et à l'écart des voies de communications, où vivent encore une demi-douzaine de religieuses. Encore accompagné de quelques centaines de ses hommes, il y fait soigner sa blessure et il y demeure caché pendant deux jours. Le 16 janvier, informé de la présence du général vendéen au Val de Morière, le général Haxo s'y précipite, mais il trouve les lieux pratiquement déserts. Sur les conseils de Marie Élisabeth Benigne Voyneau Duplessis de Montsorbier, rencontrée au Val de Morière, Charette est retourné se réfugier dans la forêt de Grasla. Entre le 17 et le 26 janvier, il se soigne et demeure caché à Saligny, dans la forêt de Grasla, ou dans d'autres bois environnants.
Au début de l'année 1794, l'insurrection vendéenne semble expirante. Dans le Pays de Retz, le général Haxo met en déroute le 12 janvier les forces de La Cathelinière qui s'étaient réfugiées dans la forêt de Princé. Blessé, La Cathelinière est capturé en février et exécuté en mars. En Anjou, les quelques centaines d'hommes rassemblés par Henri de La Rochejaquelein et Jean-Nicolas Stofflet sont dispersés le 1er janvier aux Cerqueux par les troupes du général Grignon. Le 28 janvier, La Rochejaquelein est tué dans une escarmouche entre Nuaillé et Cholet.
Dans ses mémoires, Lucas de La Championnière estime que « si, dans ce temps-là, les républicains eussent quitté leur système de terreur et qu'au lieu de porter le ravage et la mort dans tous les villages, ils eussent fait entendre des paroles de paix [...] en bien peu de temps la Vendée eût été entièrement pacifiée. Le peu de soldats qui accompagnaient M. Charette ne désiraient que le repos ».

### Les colonnes infernales

#### Répression républicaine

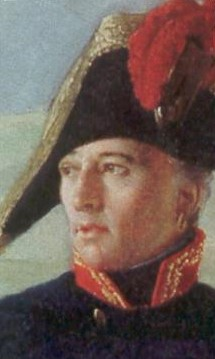
Portrait du général Louis Marie Turreau (détail), huile sur toile de Louis Hersent, 1800, musée Carnavalet, Paris.

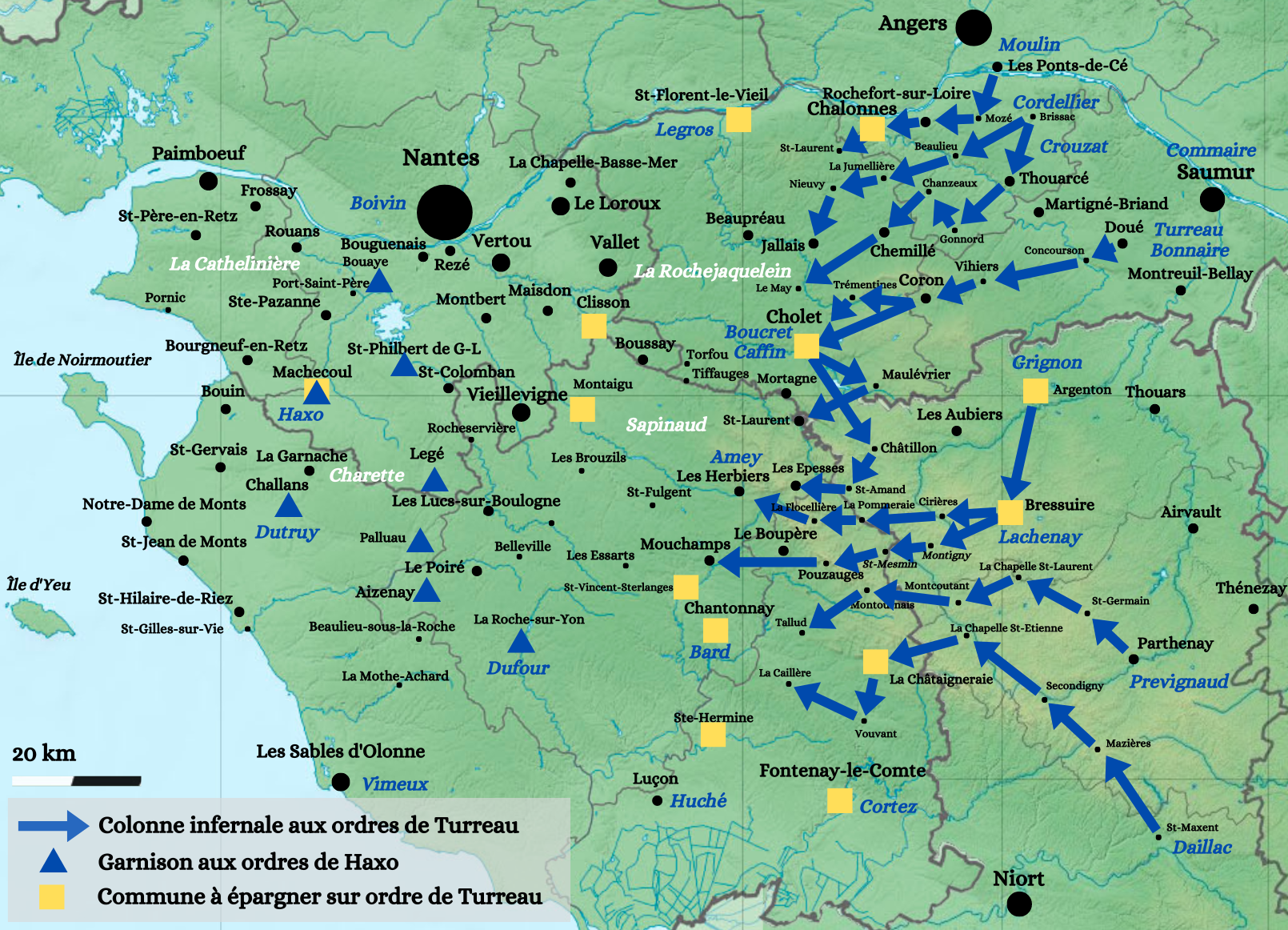
Carte des mouvements des colonnes infernales en janvier 1794.

À l'hiver 1793-1794, en pleine période de la « Terreur », une violente répression s'abat sur la Vendée. À Nantes, dirigée par le représentant en mission Jean-Baptiste Carrier, environ 8 000 à 11 000 prisonniers, hommes, femmes, et enfants sont fusillés, noyés, guillotinés ou succombent du typhus entre novembre 1793 et février 1794. Le 13 décembre 1793, Carrier donne l'ordre au général Haxo « d'enlever toutes les subsistances, les denrées, les fourrages, tout, en un mot, de ce maudit pays : de livrer aux flammes tous les bâtiments, d'en exterminer tous les habitants ».
Le 17 janvier 1794, le général Louis Marie Turreau, nouveau commandant en chef de l'Armée de l'Ouest, lance une vingtaine de colonnes pour ratisser le territoire insurgé. À l'est, onze colonnes prennent position entre Angers et Niort, commandées par les généraux Cordellier, Grignon, Crouzat, Boucret, Duquesnoy, Bonnaire Caffin, Moulin et Duval. À l'ouest, le général Haxo déploie huit autres colonnes à La Roche-sur-Yon, Challans, Legé, Machecoul, Aizenay, Palluau, Bouaye et Saint-Philbert-de-Grand-Lieu afin de « fermer tout communication à l'ennemi et à le refouler sur le centre »,. Ordre est donné par Turreau à ses subordonnés de passer au fil de la baïonnette « tous les brigands qui seront trouvés les armes à la mains, ou convaincus de les avoir prises pour se révolter contre leur patrie. [...] On en agira de même avec les filles, femmes et enfants qui seront dans ce cas. Les personnes seulement suspectes ne seront pas plus épargnées. [...] Tous les villages, métairies, bois, genêts, et généralement tout ce qui peut être brûlé sera livré aux flammes ». Seuls les « hommes, femmes et enfants en qui le général reconnaîtra des sentiments civiques, et qui n'auront pas participé aux révoltes des brigands de la Vendée » seront libres « d'aller sur les derrières de l'armée, pour y chercher un asile, ou résider dans les lieux préservés de l'incendie ». Le 24 janvier, Turreau écrit au Comité de salut public : « si mes intentions sont bien secondées, il n'existera plus dans la Vendée, sous quinze jours, ni maisons, ni subsistances, ni armes, ni habitants que ceux qui, cachés dans le fond des forêts, auront échappé aux plus scrupuleuses perquisitions ».

#### Combats contre les colonnes de Turreau et Haxo

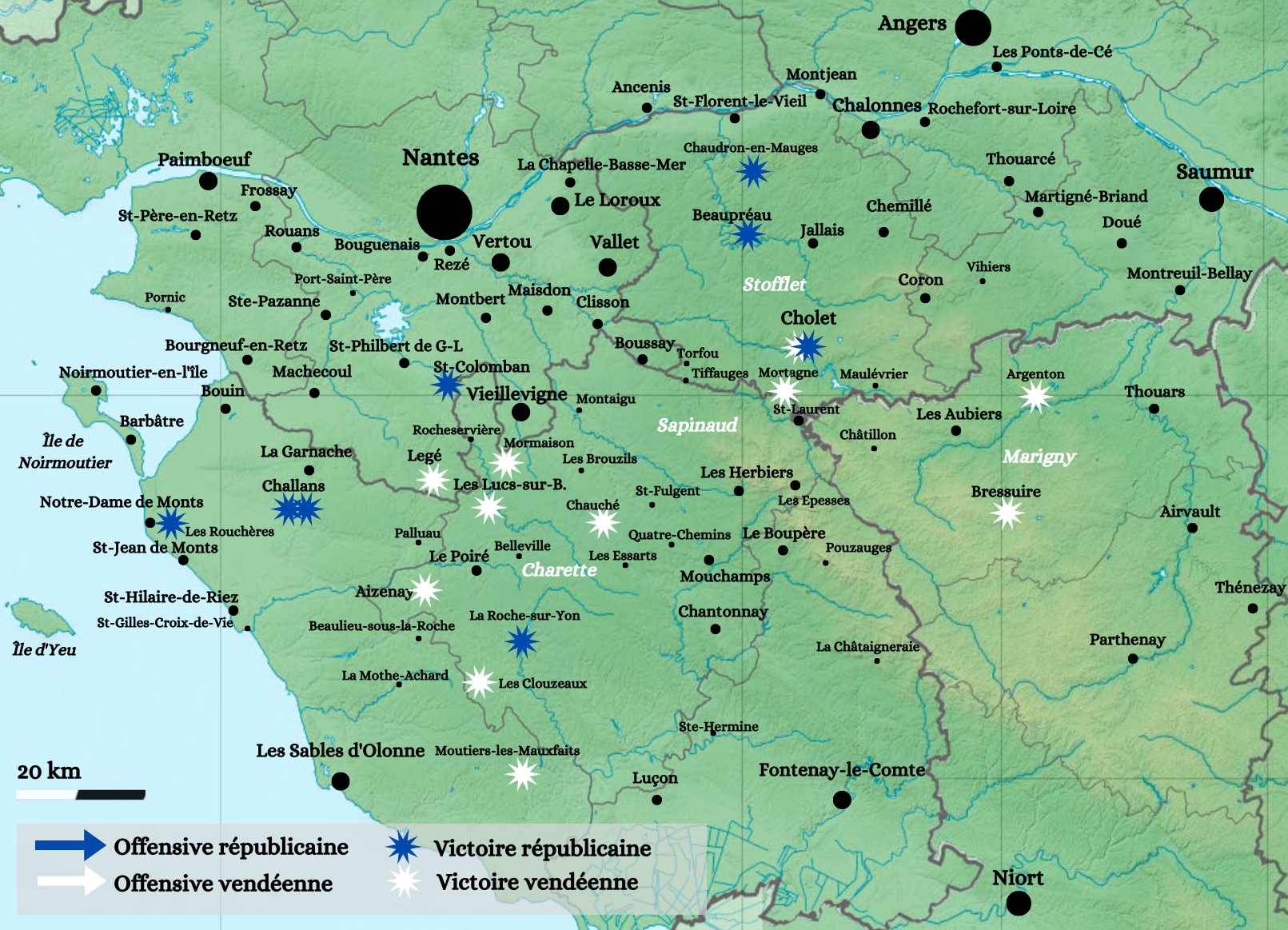
Carte des combats en Vendée de février à juin 1794.

De son côté, Charette sort de sa retraite avec environ un millier d'hommes, mais il est contraint de passer à la guérilla et de rester toujours en mouvement pour éviter les principales colonnes républicaines,. Afin de nourrir sa troupe, il réquisitionne toutes les vivres dans les villages rencontrés sur sa route. D'après Lucas de La Championnière « les lois de la justice furent mises de côté, des femmes et des enfants furent souvent laissés sans la moindre nourriture, mais il fallait vivre, et, à moins d'avoir éprouvé le besoin de la faim, on raisonne mal sur de pareilles matières ». Le 26 janvier, Charette s'empare du poste d'Aizenay. Le 2 février, il gagne Chauché, où il rejoint Charles Sapinaud de La Rairie, qui a partiellement reconstitué une « Armée du Centre » et succédé au général Royrand, mort pendant la virée de Galerne. Charette arrive juste à temps pour repousser une attaque des colonnes de Grignon. Charette et Sapinaud réunissent alors environ 3 000 hommes et traversent Les Essarts, La Ferrière et Rocheservière. Mais leur présence est signalée au général Duquesnoy, qui se lance à leur poursuite en tuant et incendiant tout ce qu'il rencontre sur sa route,,,.
Le 6 février, les hommes de Charette et Sapinaud arrivent devant Legé,. Dans ses mémoires, Lucas de La Championnière témoigne que « les républicains cantonnés à Legé avaient massacré tous les habitants d'alentour ; les cadavres des femmes et des enfants, rangés dans tous les villages avec une symétrie barbare dont les sauvages n'eussent pas été capables, semblaient crier vengeance à leurs parents qui leur survivaient »,,,. Les Vendéens taillent en pièce la garnison républicaine, qui laisse environ 300 morts sur le terrain. La ville est aussitôt abandonnée et reprise trois jours plus tard par Duquesnoy, qui écrit à Turreau que le poste n'est plus tenable à cause des cadavres qui « empoisonnent l'air ». D'après Lucas de La Championnière, « les cadavres d'hommes et d'animaux et les charognes de toute espèce faisaient de Legé un endroit infect »,.

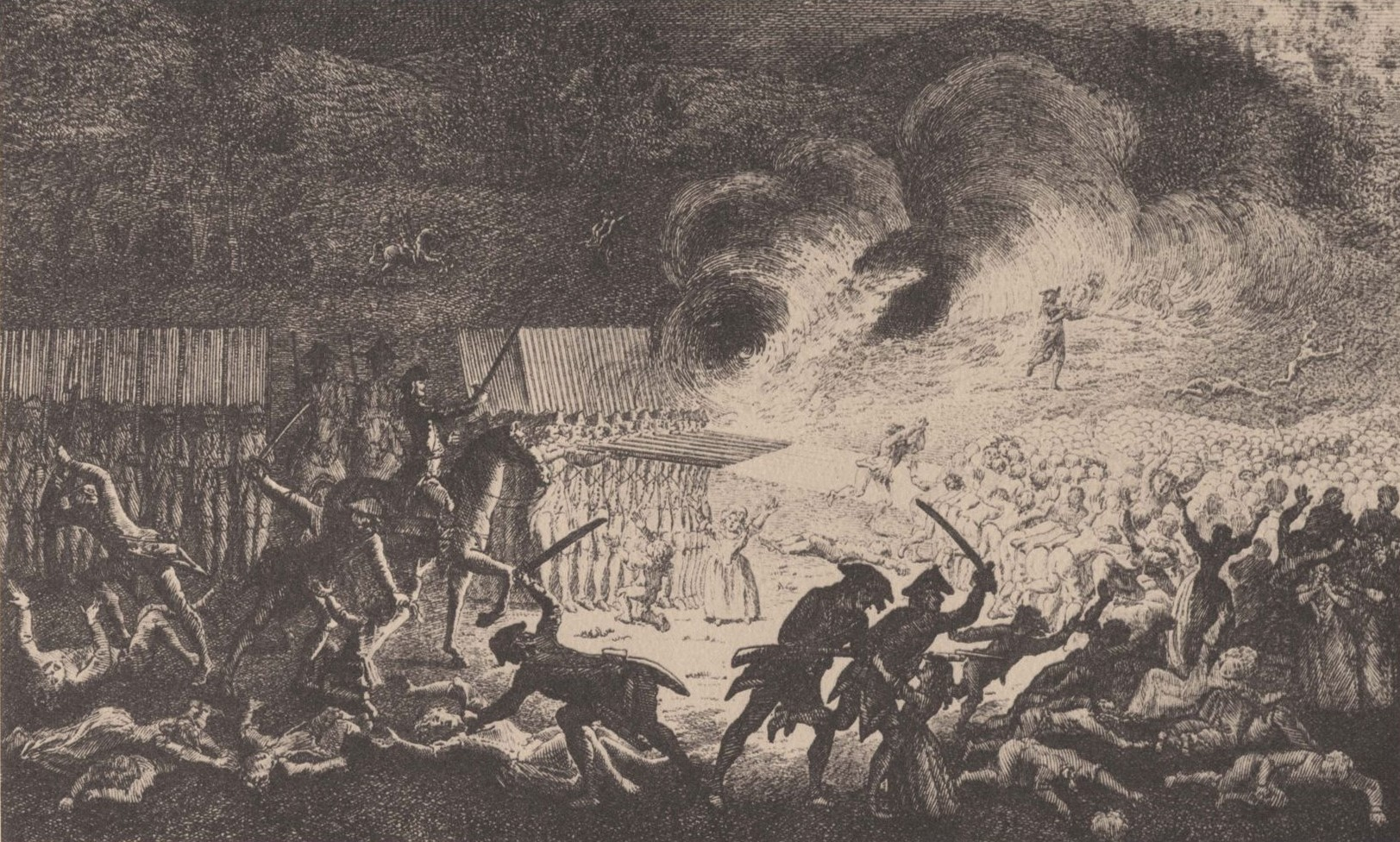
Massacres en Vendée, gravure de Pierre Nicolas Ransonnette, entre 1793 et 1810.

Les Vendéens se dirigent ensuite vers La Benate, près de Corcoué-sur-Logne, mais ils sont surpris sur leurs arrières par un détachement de hussards, qui s'empare des voitures transportant les farines, les pains et les blessés. Le 9 février, Charette et Sapinaud atteignent Saint-Philbert-de-Grand-Lieu. Le lendemain, ils sont rattrapés par la colonne de Duquesnoy à Saint-Colombin,. La bataille s'engage près du Pont-James et se poursuit pendant deux heures. Les Vendéens ont d'abord l'avantage, mais les républicains finissent par enfoncer leurs défenses. Les Vendéens s'échappent en profitant de la tombée de la nuit et se replient sur Saligny. Duquesnoy arrête là sa poursuite, car il reçoit l'ordre de Turreau de se porter à Doué. Le 16 février, celui-ci avertit son général en chef : « Tout ce qui reste aujourd'hui dans le sein de la Vendée est levé contre la République. Cette population n'ayant d'autre perspective que la famine et la mort, se défendra encore longtemps dans le pays qu'elle occupe, en évitant continuellement les fortes armées, ce à quoi elle réussira toujours dans un pays fourré et qu'elle connaît parfaitement »,. De même en février, l'adjudant-général Prévignaud écrit qu'il constate avec « douleur que les colonnes de Grignon massacraient tout indistinctement pères, mères, enfants… Cette conduite a grossi l'armée de Charette. Les patriotes ont été forcés de se mêler aux brigands »,.
Charette et Sapinaud se séparent à Saligny, après un différend portant sur la distribution des poudres. Ils reçoivent cependant Bertrand Poirier de Beauvais, porteur d'un message de Jean-Nicolas Stofflet, désormais à la tête de l'Armée d'Anjou, qui leur propose de joindre leurs forces. Ils acceptent le principe d'une rencontre, mais sans pouvoir encore fixer un lieu ou une date.
Le 15 février, le général Dutruy chasse Charette de Rocheservière et il écrit que celui-ci n'a pas « quatre mille âmes à sa suite, comptant femmes, enfans, vieillards. Car tout s'en mêle et je tue tout ». Quelques jours plus tard, le général vendéen fuit les colonnes de Turreau, Haxo, Duquesnoy et Cordellier dans la région de Vieillevigne. Le 24 février, Charette fait mine d'accepter le combat à Geneston face à Turreau, ce qui lui laisse le temps d'évacuer les voitures chargées de malades et de blessés, puis de s'enfuir à son tour. Charette file alors en direction de Cholet, puis oblique vers Les Lucs-sur-Boulogne.

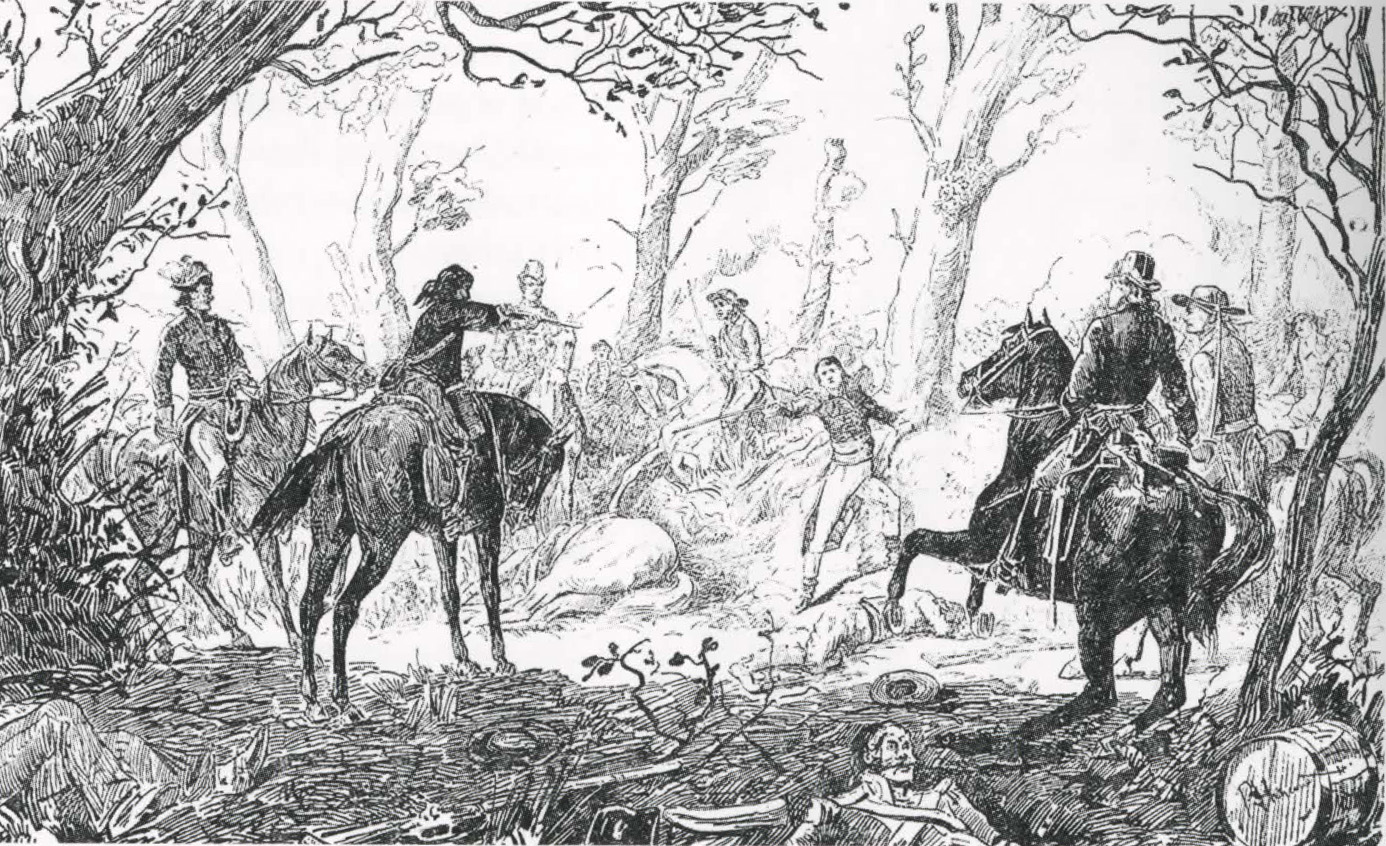
La mort de Haxo, gravure de 1884.

Le 28 février, les 3 000 hommes de la colonne de Cordellier marchent sur Les Lucs,, cependant l'attaque est menée dans un désordre complet : les soldats républicains se dispersent en petits groupes et commencent à incendier les fermes sur leur passage et à fusiller les habitants qu'ils rencontrent. L'opération militaire dégénère en massacre général,. Charette rassemble ses 1 200 combattants et provoque une débandade des troupes républicaines qui laissent une centaine de morts,. Les bleus s'enfuient sur Legé, mais Charette abandonne aussitôt Les Lucs et file vers Le Poiré-sur-Vie, au sud,. Les troupes de Cordellier réinvestissent le bourg le lendemain et commettent de nouveaux massacres,. Au total, environ 500 à 590 hommes, femmes et enfants sont tués aux Lucs-sur-Boulogne.
Le 1er mars, Charette attaque La Roche-sur-Yon, sans succès. De son côté, le général Haxo sort le 28 février de Machecoul avec 2 000 hommes. Pendant plusieurs jours, il traque pas à pas la petite armée de Charette qui est contrainte de rester constamment en mouvement entre Saint-Philbert-de-Bouaine et La Roche-sur-Yon pour éviter le combat. Le 20 mars, Haxo rattrape finalement Charette aux Clouzeaux, près de La Roche-sur-Yon. Cependant, bien que la troupe vendéenne soit réduite à 700 ou 800 hommes, l'attaque échoue : les cavaliers républicains prennent la fuite et entraînent avec eux deux bataillons d'infanterie,,. Abandonné par ses hommes, Haxo se retrouve seul, entouré de cavaliers vendéens. Selon les sources républicaines, il se suicide pour ne pas être capturé. Lucas de La Championnière donne une version différente : selon lui, Haxo refuse de se rendre et blesse deux de ses adversaires au corps-à-corps, avant d'être finalement abattu par un tir de fusil,.

#### Résurgence des armées vendéennes

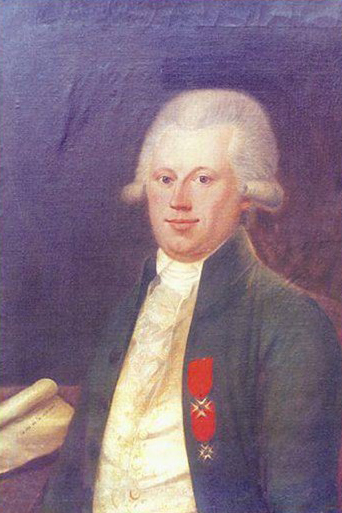
Portait de Gaspard de Bernard de Marigny, huile sur toile anonyme, XVIIIe siècle.

Cette victoire inespérée permet à Charette de reconstituer ses forces. Selon Lucas de La Championnière, il envoie alors des cavaliers « dans toutes les paroisses avec ordre de menacer de mort quiconque ne rejoindrait pas et de tuer de suite celui qui paraitrait le plus mutin pour servir d'exemple aux autres »,,. Le 7 avril, il attaque Challans, mais la garnison commandée par Dutruy le repousse. Il descend ensuite vers le sud de la Vendée et prend d'assaut le bourg de Moutiers-les-Mauxfaits le 9 avril : 80 soldats du cantonnement et 92 patriotes locaux sont tués lors de ce raid,. Charette remonte ensuite sur Touvois et Vieillevigne sans être inquiété. Fin avril, il est légèrement blessé à la cuisse à Saint-André-Treize-Voies.
Du 20 au 22 avril, les quatre armées vendéennes se réunissent au château de la Boulaye, dans la paroisse de Treize-Vents. Quatre généraux se partagent alors le territoire de la Vendée. Charette commande l'Armée du Bas-Poitou et du Pays de Retz, Stofflet l'Armée d'Anjou, Sapinaud l'Armée du Centre et Marigny l'Armée du Haut-Poitou. Les quatre officiers prêtent serment de s'assister mutuellement sous peine de mort,. Le 24 avril, les armées vendéennes attaquent ensemble une colonne républicaine à Chaudron-en-Mauges, près de Beaupréau, mais le combat est indécis et les royalistes se replient sur Jallais.
L'union est rapidement brisée : Marigny se brouille avec les autres généraux, qui auraient remis en question son commandement et se retire avec son armée. Il est accusé de trahison et un conseil de guerre est réuni le 26 avril,. Les officiers votent dans un chapeau : la peine de mort l'emporte à dix-huit voix contre deux. Protégé par ses hommes, Marigny ne s'inquiète pas de la sentence. Cependant le 10 juillet, des soldats allemands de Stofflet le surprennent, malade, dans le château de La Girardière, près de Combrand. D'après Poirier de Beauvais, avant d'être fusillé, Marigny s'adresse avec mépris à ses bourreaux en leur déclarant qu'ils agissaient « pour satisfaire l'ambition d'un brutal valet de chiens, celle d'un imbécile, et celle d'un homme à toilette qui n'est qu'un fourbe sans talent »,.

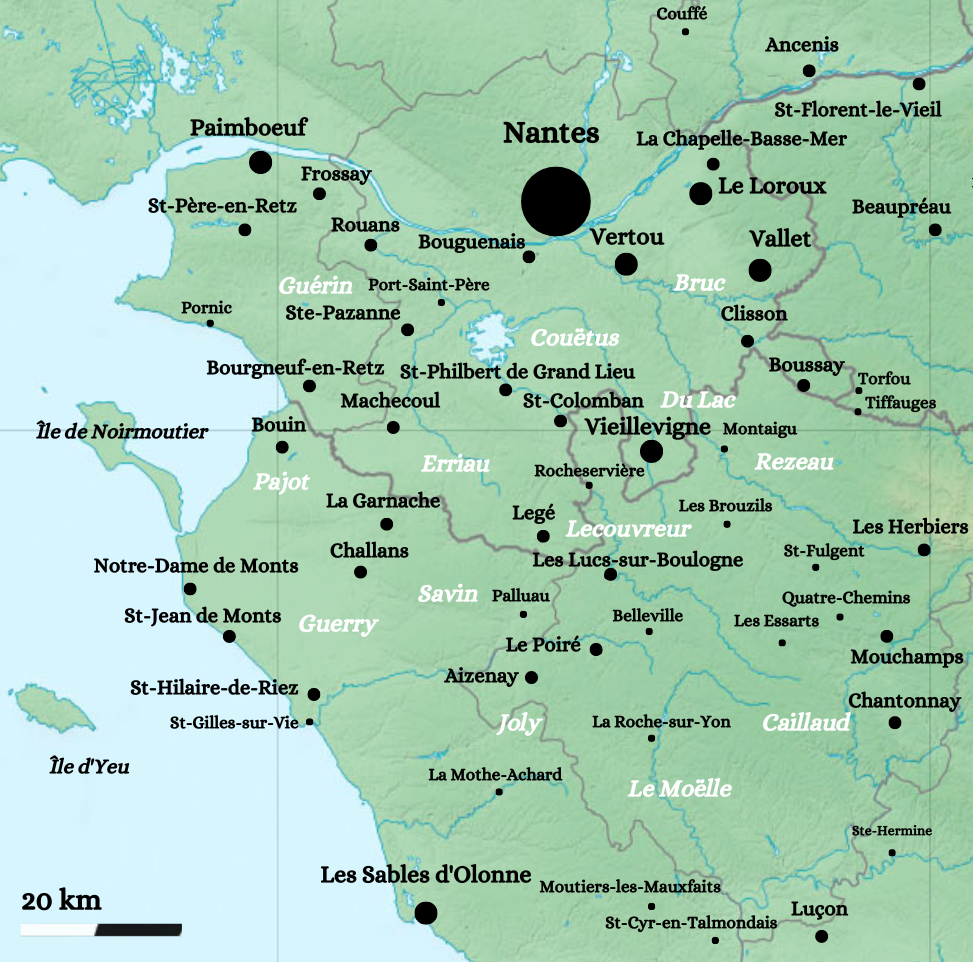
Carte des chefs de division de l'armée du Bas-Poitou et du Pays de Retz.

Vers mai et juin, Charette établit son nouveau quartier-général dans le village de La Bésilière, près de Legé et organise son armée en onze divisions,. Jean-Baptiste de Couëtus est nommé général en second, Hyacinthe Hervouët de La Robrie major-général et Davy-Desnaurois major en second. L'abbé Pierre-François Remaud est fait commissaire général de l'armée, afin d'administrer le territoire insurgé et de recenser les subsistances,. François Prudent Hervouët de La Robrie commande la cavalerie. La division du Pays de Retz va à Louis Guérin, la division de Saint-Philbert-de-Grand-Lieu à Couëtus, la division de Machecoul à Victor Erriau, la division de Legé à Louis Lecouvreur, la division de Vieillevigne à du Lac, la division de Chantonnay à Charles Caillaud, la division de Montaigu à Pierre Rezeau, la division de Palluau à Jean Savin, la division de Bouin à François Pajot, la division de Challans à Guerry du Cloudy et la division des Sables-d'Olonne à Jean-Baptiste Joly.
À partir d'avril 1794, les colonnes infernales baissent en activité, à mesure que des troupes sont retirées à Turreau pour être renvoyées aux frontières. En juin, les effectifs de l'Armée de l'Ouest ne sont plus que de 50 000 hommes, contre 100 000 en janvier. Les républicains doivent alors se limiter à une stratégie défensive : ils mettent fin aux colonnes mobiles et installent des camps retranchés, pour protéger la rentrée des récoltes,. Les Vendéens ne contrôlent plus de villes, mais restent maîtres des campagnes. Le 13 mai, Turreau est rappelé par le Comité de salut public. En cinq mois, les colonnes infernales ont causé la mort de 20 000 à 50 000 civils,. Loin de mettre fin à la révolte, les incendies et les massacres n'ont fait que pousser les paysans dans les bras des généraux vendéens,,,.

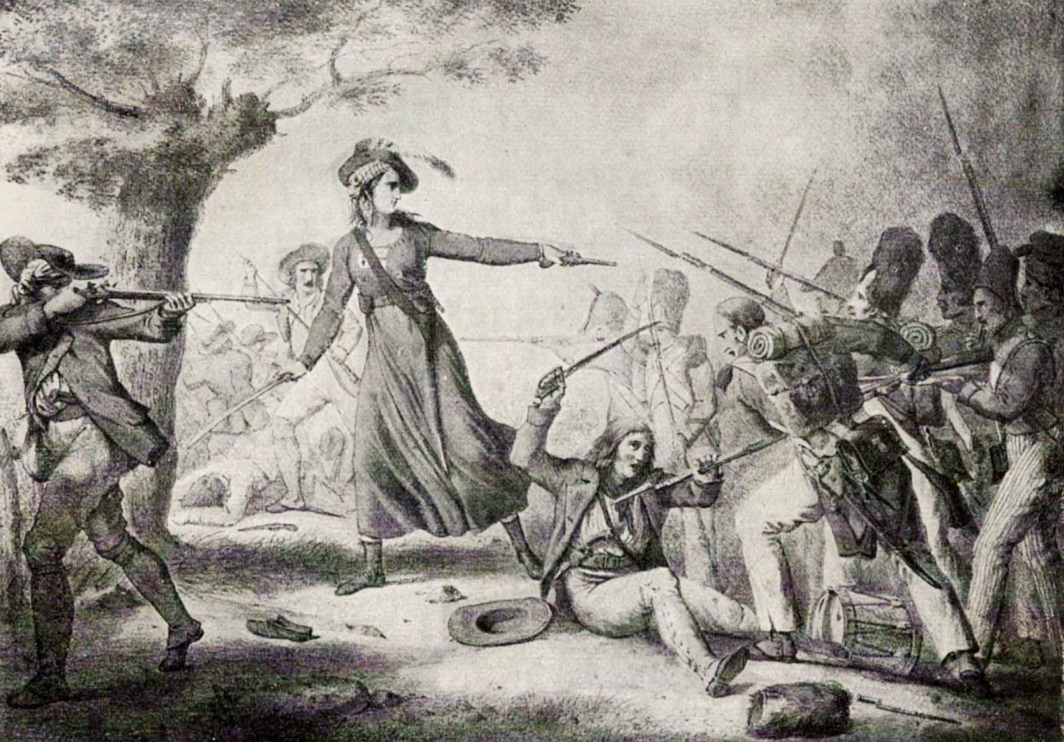
Céleste Bulkeley au combat, lithographie de Charles Motte, XIXe siècle.

Les Vendéens reprennent l'initiative. Le 1er juin, Charette s'empare d'un convoi républicain à Mormaison et 243 hommes de l'escorte sont tués. Le lendemain, les armées de Stofflet et Sapinaud se réunissent à celle de Charette à La Bésilière. Le même jour, les Vendéens reçoivent un émissaire breton, Vincent de Tinténiac, porteur de dépêches du comte d'Artois, du roi de Grande-Bretagne George III et du Home Secretary Henry Dundas. Les officiers royalistes discutent alors des moyens à mettre en œuvre pour que les Britanniques et les émigrés puissent venir les soutenir et proposent la baie de L'Aiguillon-sur-Mer comme lieu de débarquement. Le 6 juin, les Vendéens, forts de près de 10 000 hommes, attaquent la ville de Challans, défendue seulement par les 900 hommes du général Boussard. Cependant, l'assaut échoue complètement : Charette attaque le premier, mais ses hommes cèdent à la panique, à cause d'une charge de cavalerie. Stofflet parvient à couvrir la retraite, qui s'effectue en bon ordre. Cet échec ranime quelques récriminations entre les différents chefs vendéens qui se séparent à La Bésilière. Charette aurait également accusé Joly d'avoir causé la défaite,. Ce dernier se sépare de l'armée et trouve la mort quelques jours plus tard, dans des circonstances mal établies. D'après certaines versions, il aurait été assassiné sur ordre de Charette en raison de son caractère trop indépendant. Charette donne le commandement de la division des Sables à Delaunay, qui devient, d'après Lucas de La Championnière, « de plus en plus son homme de confiance »,.

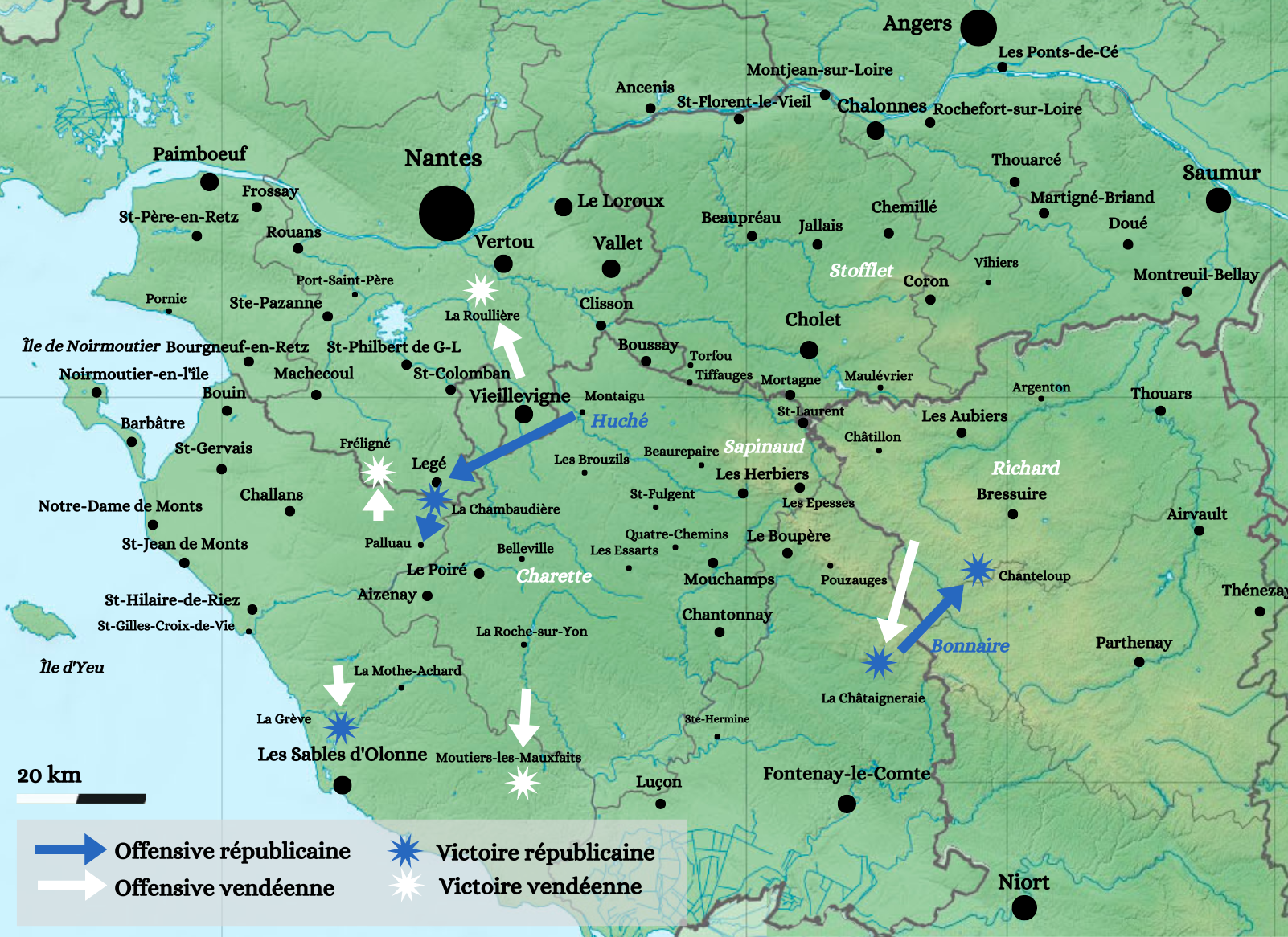
Carte des combats en Vendée, de juillet à décembre 1794.

Dans le courant du mois de juin, Charette abandonne La Bésilière pour établir son quartier-général dans le bourg de Belleville-sur-Vie, au nord de La Roche-sur-Yon. Le 16 juillet, le général Huché tente une expédition contre les Vendéens et fait mettre en marche quatre colonnes depuis Machecoul, Montaigu et Challans,,. Le lendemain, les républicains s'emparent de Legé et repoussent une contre-attaque de Charette à La Chambodière,. Le village de La Bésilière est incendié et 50 à 60 hommes et femmes qui y sont trouvés sont tués,. Charette se replie sur Belleville, et Huché se lance à sa poursuite, mais les républicains sont ralentis par les massacres et les incendies qu'ils commettent en chemin, et ils ne vont pas au-delà du bourg de Palluau. Selon le témoignage du guide de la colonne de Huché, plus de 500 personnes sont tuées « dans les champs et leurs maisons »,. Cette offensive républicaine est cependant la seule de l'été et Huché est destitué le 4 août.
Le 27 juillet, la journée du 9 Thermidor marque symboliquement la fin de la Terreur, mais ne provoque pas de bouleversements immédiats en Vendée. Pour Pierre-Suzanne Lucas de La Championnière : « Qu'on ne croie pas que la chute de Robespierre fût pour nous un évènement important. Son existence nous était à peu près inconnue ».

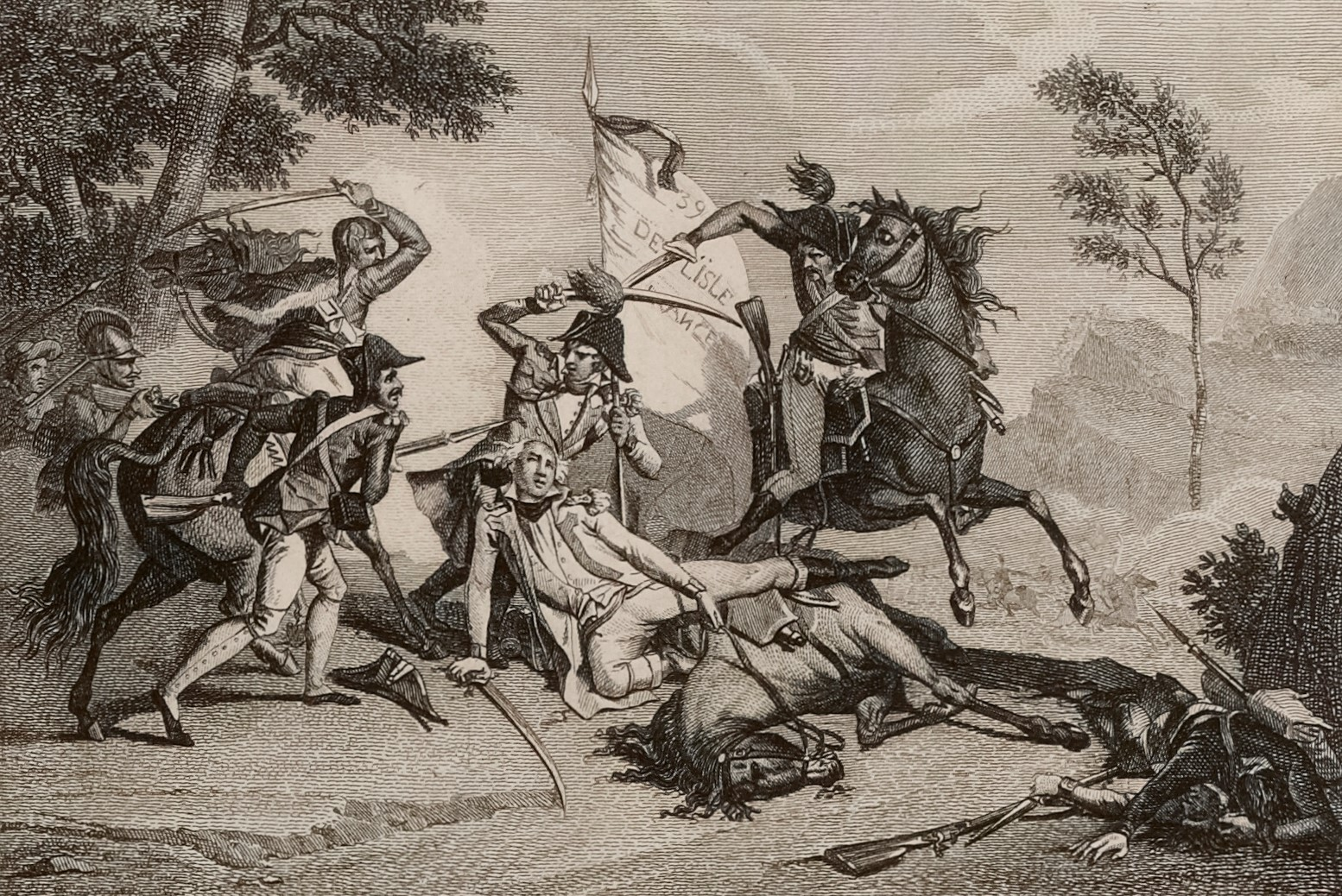
Mort du lieutenant-colonel Albert Mermet et de son fils Jean-Baptiste, 15 septembre 1794 (29 Fructidor An 2), estampe de Louis Lafitte, 1807, Musée Carnavalet, Paris.

Au cours du mois de septembre, Charette prend d'assaut plusieurs camps retranchés. Le 8, environ 300 soldats républicains trouvent la mort dans l'attaque du camp de La Roullière, au sud de Nantes,. Le 15, près de Touvois, le camp de Fréligné est détruit, et 150 à 500 républicains y sont tués. Le 24, le camp de Moutiers-les-Mauxfaits est pris à son tour. Après ces combats, Charette destitue pour incompétence Saignard de Saint-Pal de sa division du Tablier et le remplace par Le Moëlle. Il confirme également Couëtus comme général en second, mais lui retire le commandement de sa division de Saint-Philbert-de-Grand-Lieu, qu'il remet à Hyacinthe de La Robrie.
À partir de l'automne, Charette reprend à Belleville une vie d'oisiveté et de distractions, semblable à celle qu'il avait connue à Legé au printemps 1793. Lucas de La Championnière rapporte alors : « Notre existence cessait d'être malheureuse, les officiers du centre et les nôtres se faisaient de fréquentes visites et l'on se donnait souvent des rendez-vous chez les dames les plus aimables du pays. Leur fréquentation avait un peu adouci les habitudes grossières que nous avions contractées dans nos désastres. M. Charette donnait aussi parfois des dîners et des fêtes aux dames des environs ». Charette entretient alors une liaison avec Élisabeth de Montsorbier, rencontrée au Val de Morière en janvier. Quelques amazones se font également remarquer à la « cour » de Belleville, notamment Goin du Fief, Suzanne Poictevin de La Rochette et surtout Céleste Bulkeley.
Les républicains restent sur la défensive dans les derniers mois de l'année 1794 et les combats se limitent à quelques maigres escarmouches. Les 13 et 14 décembre, Charette aurait pris part à l'attaque de La Grève, au nord des Sables-d'Olonne.

### Négociations avec les républicains

#### Le traité de la Jaunaye

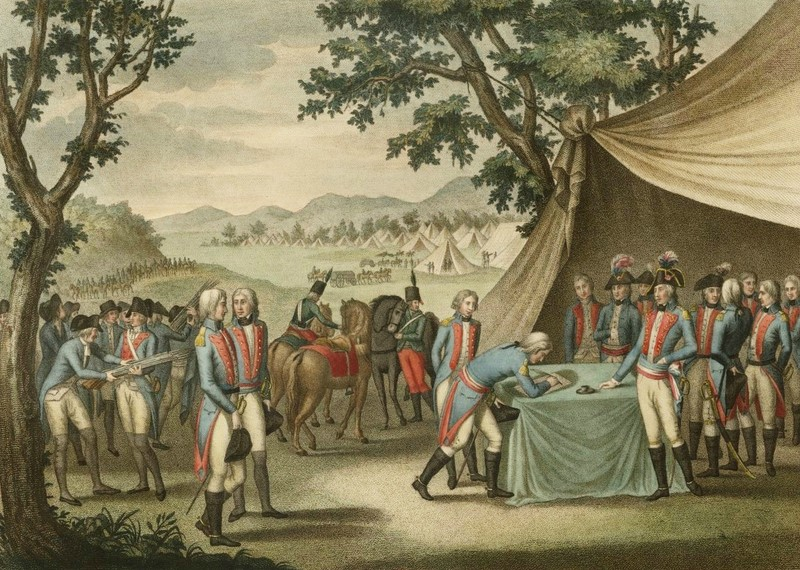
The Pacification of the Vendee, estampe imprimée à Londres en 1804.

À Paris, la Convention thermidorienne rompt totalement avec la politique de la Convention nationale pendant la Terreur, et elle décide de passer à une politique de clémence. Le 1er décembre 1794, plusieurs députés du Maine-et-Loire, des Deux-Sèvres et de la Vendée présentent un exposé, dans lequel ils dénoncent les massacres des populations civiles, et ils préconisent une amnistie préalable des insurgés et de leurs chefs,. Ces recommandations sont suivies par le Comité de salut public et le 2 décembre la Convention nationale adopte un décret promettant l'amnistie des insurgés vendéens et chouans qui auront déposé les armes d'ici un mois,,. 
Le 23 décembre 1794, deux ou trois émissaires des représentants en mission, Bureau de La Batardière, Bertrand-Geslin, et peut-être François-Pierre Blin, rencontrent Charette à Belleville,,. Charette et Sapinaud se montrent ouverts aux propositions de paix et envoient à leur tour deux émissaires, de Bruc et Béjarry, qui rencontrent les représentants en mission à Nantes entre le 28 et le 30 décembre,. Le 11 janvier 1795, un accord est trouvé pour engager des pourparlers officiels.
Le 12 février, Charette, Sapinaud et plusieurs de leurs officiers rencontrent les représentants en mission au manoir de La Jaunaye, à Saint-Sébastien, près de Nantes. Poirier de Beauvais, délégué par Stofflet, et Cormatin, le major-général de Puisaye, chef des chouans de Bretagne, sont également présents. Après plusieurs jours de discussions, un accord de paix est conclu le 17 février,.
En contrepartie de la reconnaissance de la République et de la remise de leur artillerie, les insurgés obtiennent l'amnistie, la liberté de culte, une exemption d'impôts et de conscription pour une durée de dix ans, la reconnaissance de leurs propriétés, l'organisation d'un corps de 2 000 gardes territoriaux vendéens, le remboursement des bons émis durant la rébellion, et dix-huit millions d'indemnités pour la reconstruction de la Vendée,,,. Les textes ne sont cependant pas signés par les deux parties, mais seulement par les représentants républicains.

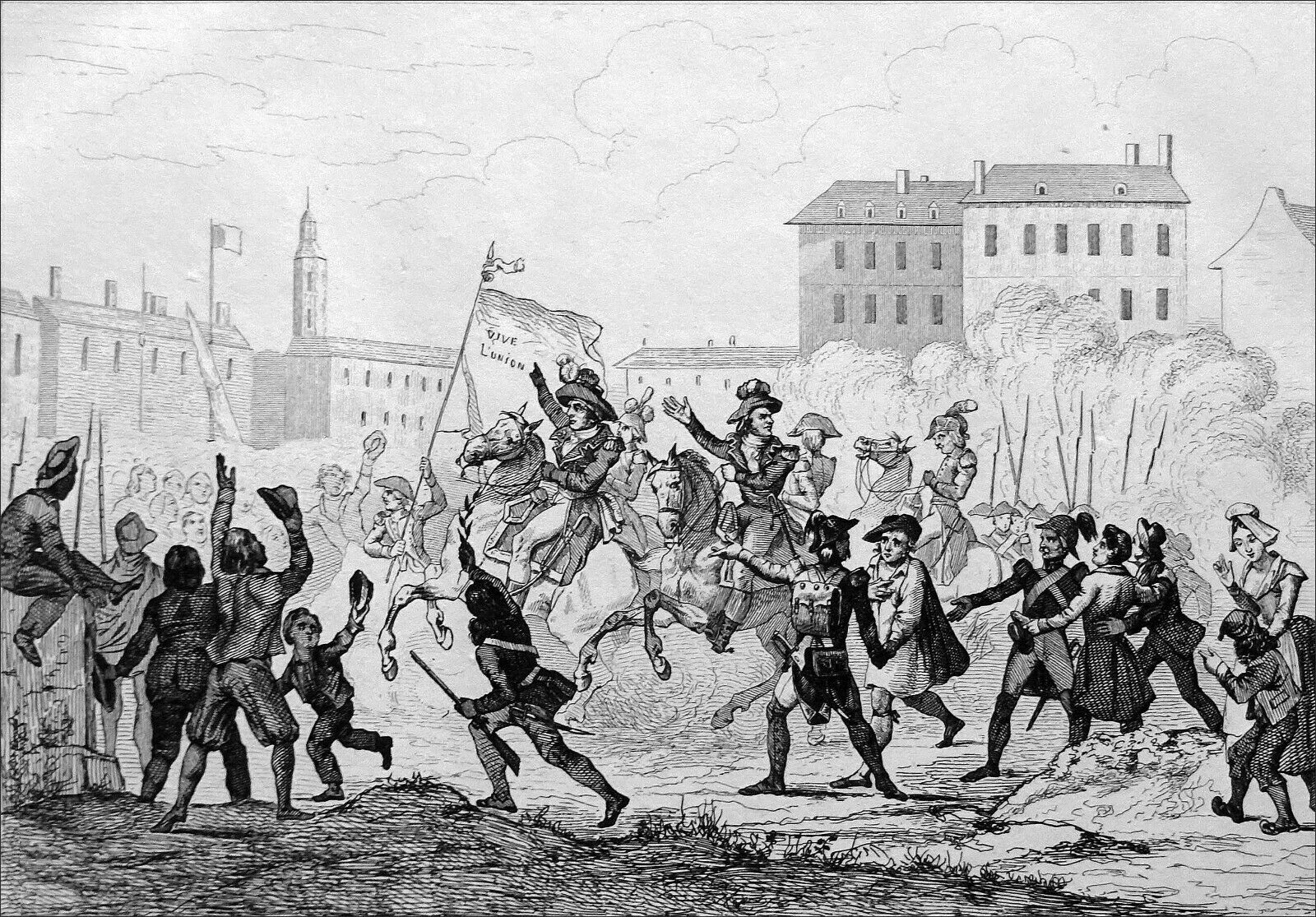
Entrée de Charette et Sapinaud à Nantes, gravure de D. Lacroix, XIXe siècle.

Rapidement, la discorde apparaît dans les rangs royalistes. Poirier de Beauvais reproche à Charette de n'avoir rien obtenu pour la libération du roi Louis XVII. Charette n'est également pas suivi par certains de ses officiers, notamment Savin, Erriau et Le Moëlle, qui se révèlent hostiles à la paix. Delaunay se montre particulièrement virulent : il accuse Charette d'être un « traître » et menace de « lui casser la tête d'un coup de pistolet ». Ce dernier s'empresse alors de retourner à Belleville pour mettre de l'ordre dans ses troupes. Savin et Le Moëlle rentrent dans le rang, mais Delaunay se réfugie chez Stofflet.
Stofflet fait quant à lui son apparition à La Jaunaye le 18 février. Les représentants lui offrent les mêmes conditions de paix qu'à Charette et Sapinaud, mais il refuse catégoriquement de reconnaître la République. Le 22 février, il rompt les négociations et regagne l'Anjou. Cependant son armée est également l'objet de dissensions, et plusieurs de ses officiers signent la paix.
Le 26 février, Charette et Sapinaud font une entrée solennelle dans Nantes par le pont de Pirmil et participent à un défilé réconciliateur aux côtés du général Canclaux et des représentants républicains,. Le cortège est accueilli sous les acclamations de la foule et des salves d'artillerie sont tirées sur les bords de la Loire. Les officiers et les représentants se réunissent ensuite pour un dîner et assistent à un spectacle de gala au théâtre Graslin. Le lendemain, Charette et ses officiers sont accueillis par la Société populaire de Nantes,. D'après le représentant Lofficial, le général vendéen « exprima en peu de mots sa sensibilité et dit qu'il ne manifestait d'autre désir que de sacrifier ses jours pour la République ». Les officiers vendéens remercient la Société populaire par une adresse, où ils évoquent « les vues sages et bienfaisantes de la Convention nationale ». Charette cependant ne s'attarde pas à Nantes et rentre à Belleville le 28 février.
Le 14 mars, les accords de La Jaunaye sont ratifiés par la Convention nationale.

#### Division du camp royaliste

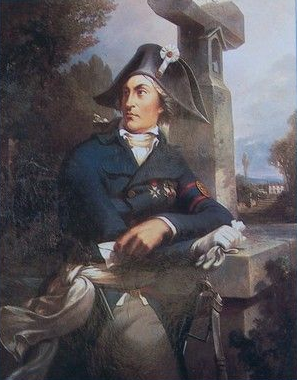
Jean-Nicolas Stofflet, huile sur toile de Thomas Drake, XIXe siècle.

Le traité de La Jaunaye provoque une fracture dans le camp royaliste. Le 4 mars, Stofflet et l'abbé Bernier publient une adresse contre les « ci-devant chefs de la Vendée devenus républicains »,. Le lendemain, Stofflet fait arrêter Prudhomme, le chef de la division du Loroux, qui est condamné à mort, et exécuté à coups de sabre pour avoir signé le traité,. Le 6 mars, les Angevins pillent le quartier-général de Sapinaud à Beaurepaire, emportant ses deux canons, 60 chevaux et la caisse militaire,. Sapinaud manque lui-même d'être capturé et doit s'enfuir à cheval.
Stofflet envisage alors d'entrer en force dans le territoire de l'armée du Centre et de l'armée du Bas-Poitou afin de remplacer Sapinaud par Delaunay et Charette par Savin. Charette mobilise ses forces, mais il n'ose pas marcher contre Stofflet,.
L'intervention des républicains empêche peut-être les armées vendéennes de s'entre-déchirer. À la mi-mars, Canclaux passe à l'offensive contre Stofflet avec 28 000 hommes. En face, l'armée d'Anjou ne peut rassembler que 3 000 combattants. Elle subit une défaite le 18 mars à bataille de Chalonnes, suivie d'une autre le 22 à la bataille de Saint-Florent-le-Vieil. Le 26 mars, Stofflet signe un cessez-le-feu à Cerizay. Le 6 avril, il rencontre Canclaux et neuf représentants en mission près de Mortagne-sur-Sèvre.
Stofflet tergiverse pendant quelques semaines et attend les résultats des négociations de la Mabilais menées avec les chouans. Finalement, il signe la paix à Saint-Florent-le-Vieil le 2 mai, aux mêmes conditions qu'à La Jaunaye,,.
Le 20 mai, Charette, Stofflet et Sapinaud se réunissent au quartier-général de l'armée du Centre pour marquer leur réconciliation. Delaunay retourne à Belleville, en espérant obtenir la clémence de Charette, mais ce dernier le fait mettre à mort,.

### La deuxième guerre de Vendée

#### Reprise de la guerre par Charette

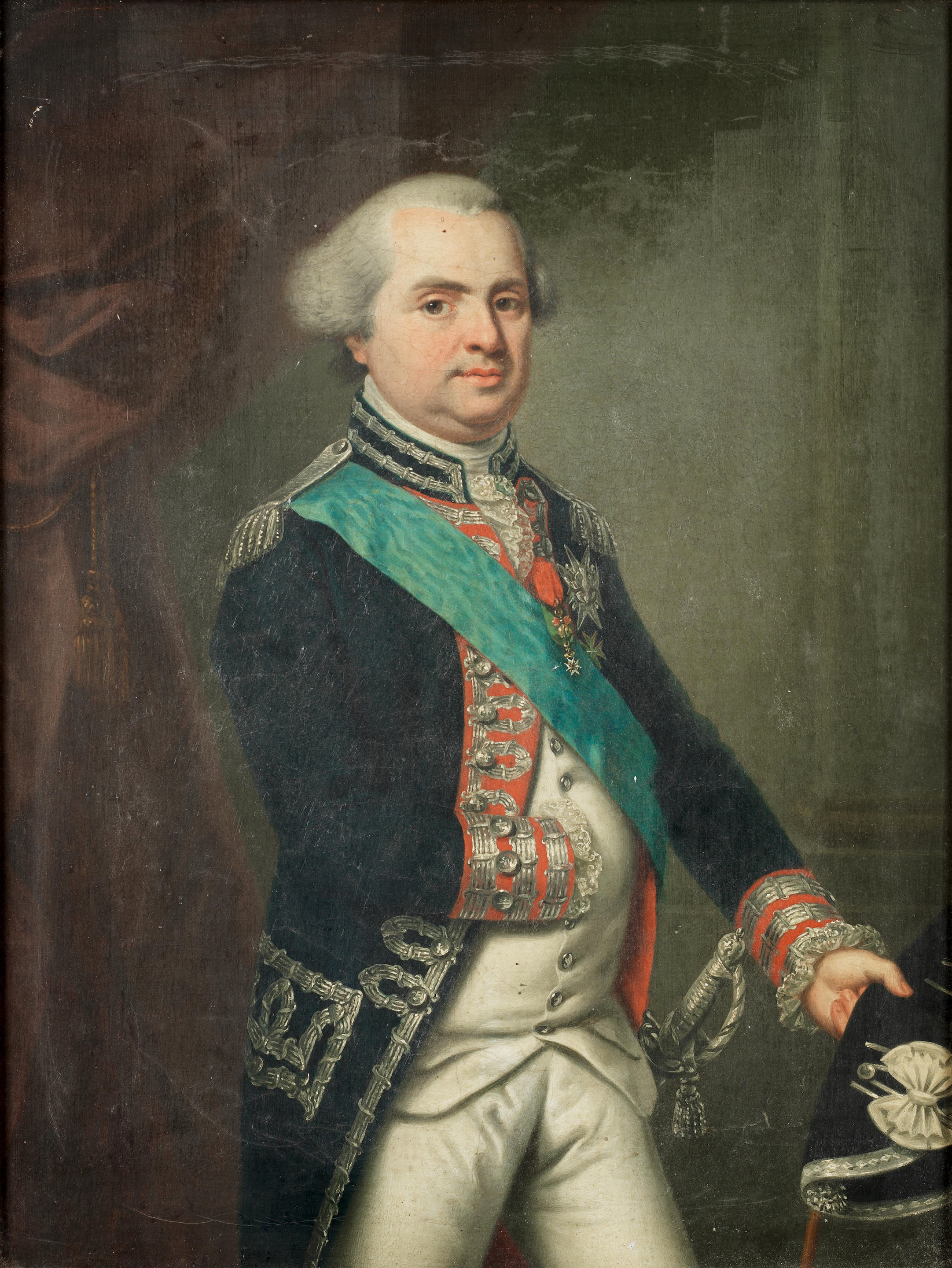
Portrait de Louis Stanislas Xavier de Bourbon, comte de Provence, école allemande, vers 1790.

La pacification ne s'avère être qu'éphémère. Entre février et juin 1795, des assassinats et différents incidents enveniment les relations entre Vendéens et républicains,. Le 26 mai, le général Canclaux vient rencontrer Charette à Belleville avec un détachement. L'entretien se déroule sans incident, mais une centaine de traînards de la colonne républicaine sont assaillis et tués pendant le trajet,.
Les traités de La Jaunaye et de Saint-Florent sont également dénoncés par un certain nombre de républicains, qui estiment que de trop larges concessions ont été accordées aux royalistes. Malgré une nouvelle réunion de conciliation à La Jaunaye le 8 juin, la méfiance l'emporte, et les deux camps se préparent à une reprise des combats. Convaincus que les généraux vendéens ne cherchent qu'à gagner du temps, les représentants en mission envisagent de lancer une vaste opération pour les faire arrêter, mais ils doivent renoncer par manque de troupes. Seul Henri Allard, le nouveau chef de la division des Sables-d'Olonne, est arrêté le 20 juin par les républicains. Charette donne alors le commandement de cette division à son frère, Louis Marin.
À partir de l'année 1795, Charette commence également à entrer en relation avec les émigrés. En janvier, il est contacté par le comte d'Hector. En avril, il reçoit un premier messager, Louis de Frotté, chargé de transmettre aux Britanniques ses demandes en armes et matériels. En mai, le marquis de Rivière, aide de camp du comte d'Artois, frère cadet de Louis XVI, arrive à Belleville. Il informe Charette de l'imminence d'un débarquement royaliste en Bretagne avec l'aide de l'Angleterre et lui demande de faire diversion, pour faciliter cette opération. Début juin, Charette est cette fois contacté par le comte de Provence, futur Louis XVIII, qui le qualifie de « second fondateur de la monarchie » et lui fait part de son souhait de venir se joindre à lui,,. Charette lui répond le 10 juin que cette lettre a « transporté son âme ».
Le 24 juin, Charette rassemble ses divisions à Belleville et il annonce à ses troupes la rupture du traité de La Jaunaye et la reprise de la guerre. Cette décision est prise par Charette, sans avoir consulté ni ses officiers, ni les généraux des autres armées vendéennes. Dans ses mémoires, Lucas de La Championnière rapporte que la reprise des hostilités est accueillie avec réserve par les Vendéens : « Sous l'influence des plaisirs que nous avions retrouvés à la ville, des jouissances dont nous étions privés depuis si longtemps, de toutes les douceurs de la paix, de nos liaisons avec plusieurs républicains qui nous firent perdre l'opinion que tous étaient des bêtes féroces, [...] nos cœurs s'étaient amollis. Notre misère passée ne nous paraissait plus supportable, nous commencions à voir que nos faibles moyens seraient bientôt épuisés par les efforts de la République, puisqu'il était vrai qu'elle avait vaincu toutes les nations coalisées, ce que nous n'avions jamais voulu croire ».
Sans aucune déclaration de guerre, les Vendéens passent à l'attaque. Le 25 juin, le camp des Essarts est pris par surprise. Le 27, un convoi tombe dans une embuscade près de Beaulieu-sous-la-Roche. Les Vendéens regagnent ensuite Belleville avec 100 à 300 prisonniers. Le 26 juin, Charette fait publier un manifeste annonçant la reprise des hostilités et dans lequel il prétend que des « articles secrets » du traité de La Jaunaye prévoyaient la libération de Louis XVII et le rétablissement de la monarchie,. La mort, le 8 juin, de l'« enfant-roi » est également connue et Charette accuse les républicains de l'avoir empoisonné,.

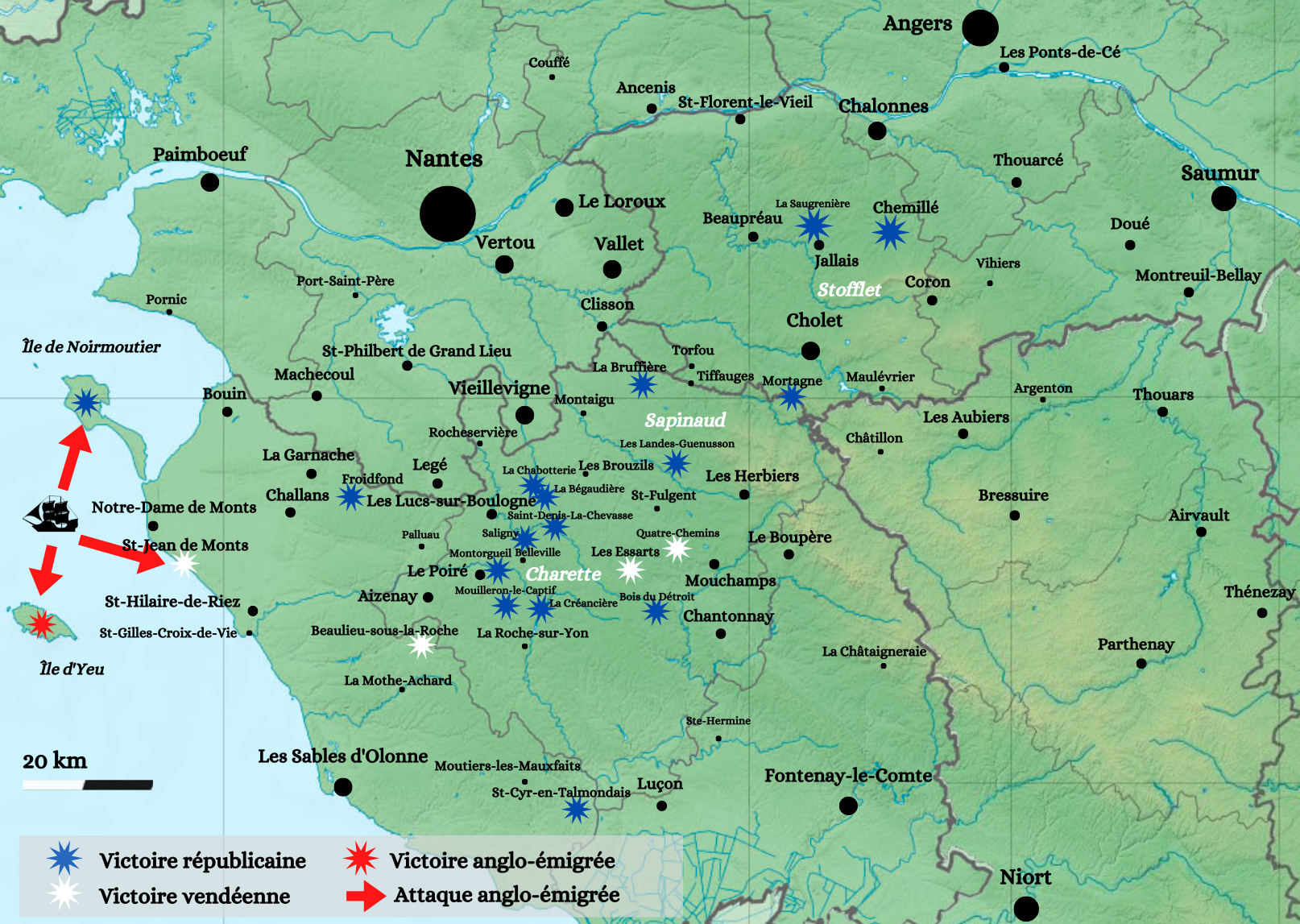
Carte de la deuxième guerre de Vendée (juin 1795-juillet 1796).

Le 25 juin, une flotte britannique arrive en vue de la baie de Quiberon en Bretagne,. Deux jours plus tard, elle fait débarquer à Carnac une armée de 3 600 émigrés, qui est accueillie par 15 000 chouans commandés par Joseph de Puisaye,,. Le 3 juillet, le fort de Penthièvre capitule et toute la presqu'île de Quiberon tombe aux mains des royalistes.
Le 23 juillet, Charette reçoit un émissaire du comte d'Artois et de William Grenville. Il se déclare capable de réunir 50 000 hommes, et même de grossir l'armée à 200 000, mais il réclame de la poudre, des armes et « surtout un Prince avec 2 000 hommes de troupes françaises ». Peu après, Charette reçoit de Vérone une lettre de Louis XVIII qui le reconnaît comme généralissime de l'Armée catholique et royale et lui confère le grade de lieutenant général,,.
Charette ordonne aussitôt la réunion de tous les chefs de division et chefs de canton pour lire la proclamation du roi Louis XVIII, et prêter serment. Il recommande par écrit à ses subordonnés la discipline la plus stricte : « Tous les soldats enrôlés et tous les jeunes gens de la première réquisition » doivent se rassembler sans délai, « tout soldat qui quittera les drapeaux sera regardé comme parjure. La première fois il sera puni, la seconde, il sera fusillé ». Il avertit également les patriotes que « chaque tête de prisonnier chouan ou vendéen serait vengée par deux têtes de prisonniers républicains ». Il promet la venue du comte d'Artois et du duc de Bourbon-Condé avec « des forces considérables » et écrit en conclusion : « La Religion, le Roi ou la mort : voilà notre devise, nous lui serons fidèles »,.
Cependant Stofflet et Sapinaud ne rompent pas le traité,. En juillet, ils envoient à Paris deux émissaires, Béjarry et Scépeaux, qui sont reçus par la Convention nationale, mais la reprise d'armes de l'armée du Bas-Poitou fait échouer les négociations,. Les émissaires adressent un courrier à Charette pour lui demander de se désavouer, mais ce dernier refuse avec véhémence.
Pendant ce temps, en Bretagne, l'expédition de Quiberon tourne au désastre. Dès le 7 juillet, le général Lazare Hoche, commandant de l'Armée des côtes de Brest, boucle la presqu'île avec 13 000 hommes. Le 21 juillet, les républicains lancent l'assaut sur Quiberon et enfoncent en quelques heures toutes les défenses des chouans et des émigrés. Les royalistes capitulent, et 748 d'entre eux sont condamnés à mort, et fusillés dans les jours qui suivent,. La nouvelle arrive à Belleville le 9 août. Furieux, Charette fait exécuter en représailles les 100 à 300 prisonniers républicains détenus dans ses prisons,.

#### Expédition du comte d'Artois

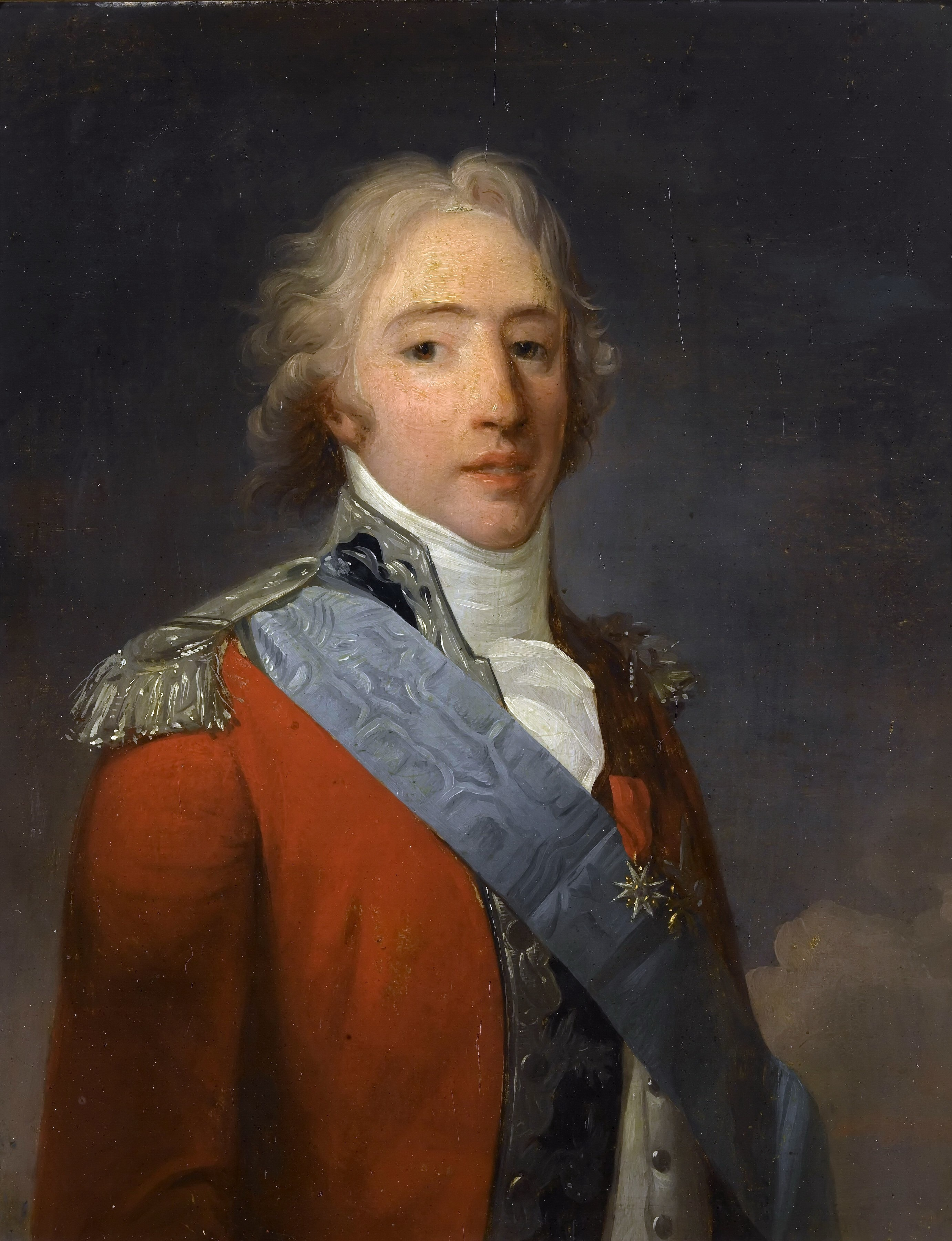
Portrait de Charles Philippe de France, comte d'Artois, huile sur toile de Henri-Pierre Danloux, vers 1796, musée de l'Histoire de France, château de Versailles.

À la suite de l'échec de l'expédition en Bretagne, les émigrés et les Britanniques se tournent vers la Vendée. Début août, une partie de l'escadre anglaise encore stationnée devant Quiberon fait voile en direction des côtes vendéennes. Prévenu par le marquis de Rivière, qui lui remet au passage son brevet de lieutenant général et le cordon de Saint-Louis, Charette envoie plusieurs milliers d'hommes sur la plage du Pège, entre Saint-Jean-de-Monts et Saint-Gilles-Croix-de-Vie.
Les Vendéens parviennent à tenir à distance les garnisons républicaines locales et du 10 au 12 août, les Britanniques débarquent de la poudre, 1 200 fusils, 3 000 sabres, 300 paires de pistolets, 700 gargousses, 250 uniformes et deux pièces d'artillerie,,. Pendant l'opération, Charette monte à bord d'une frégate anglaise et reçoit 50 000 livres en or.
Quelques nobles émigrés viennent également rallier Charette, mais les relations deviennent particulièrement détestables entre ces derniers et les insurgés vendéens. D'après Pierre-Suzanne Lucas de La Championnière, « ces Messieurs [...] se montrèrent pour la plupart fiers et dédaigneux, [...] firent bande à part et, par un orgueil aussi déplacé, ils firent fructifier les leçons des républicains qui prêchaient par toutes sortes de voies la haine et le mépris de la Noblesse. [...] On en était venu à se détester comme si on n'avait pas été du même parti ».
Le 22 août, une flotte de 123 navires sous les ordres du commodore Warren sort de Portsmouth avec à son bord 5 000 soldats britanniques commandés par le général Doyle et 800 émigrés emmenés par le comte d'Artois,,. Après une halte aux îles d'Houat et de Hœdic, elle arrive le 23 septembre en vue de l'île de Noirmoutier, où elle songe à débarquer. Charette est informé de l'expédition, mais il fait savoir que Challans, Bouin, Beauvoir-sur-Mer et Machecoul sont tenus par les républicains et qu'il ne peut lancer un assaut sur l'île depuis les terres,. Le 29 septembre, après quelques échanges d'artillerie avec la garnison de Noirmoutier, la flotte britannique renonce et se porte sur l'Île d'Yeu, plus faiblement défendue et plus éloignée des côtes, qui capitule le 30 septembre,,. L'île est aussitôt occupée par près de 6 000 soldats et le comte d'Artois y débarque le 2 octobre,.
Charette, à la tête de près de 10 000 hommes, tente alors de s'approcher du littoral en attaquant Saint-Cyr-en-Talmondais le 25 septembre,,. Cependant 200 soldats retranchés dans l'église et quelques renforts venus de Luçon suffisent à le repousser, en lui infligeant de lourdes pertes,.
Le chef de division Louis Guérin, ami proche de Charette et l'un de ses meilleurs officiers, figure parmi les morts,,. D'après Lucas de La Championnière, sa perte est vivement regrettée : « Pour le courage, et je puis dire pour le talent, il était alors le premier de l'armée. [...] Si ses dispositions naturelles eussent été secondé par l'éducation, il eût été le Général en chef. [...] M. Charette tout le temps du convoi funèbre fut renfermé seul dans une chambre. Le soir, lorsqu'il fut temps de partir, il en sortit, les yeux extrêmement rouges et l'air vraiment affligé ; c'est le seul officier que je l'aie vu pleurer dans ces derniers temps de la guerre de la Vendée ».
De son côté, le général républicain Grouchy sort le 29 septembre de Sainte-Hermine avec 4 000 hommes et entre le lendemain dans Belleville sans rencontrer de résistance.
Le 3 octobre, la flotte britannique fait une nouvelle tentative sur Noirmoutier, mais sans plus de succès. La garnison de l'île a entretemps été renforcée, passant de 1 000 à plus de 6 000 hommes, et les Anglais commencent à manquer d'eau. Le 8 octobre, l'expédition est abandonnée, et le gros de la flotte reprend la route de la Grande-Bretagne, ne laissant derrière elle que 13 navires à L'Île-d'Yeu.
Le 16 octobre, les Anglais font un petit débarquement à Saint-Jean-de-Monts pour prendre contact avec Charette, mais le comte d'Artois renonce à venir le joindre,. Ce dernier quitte l'Île d'Yeu le 18 novembre pour regagner la Grande-Bretagne,,. Le 17 décembre, les dernières troupes anglaises et émigrées évacuent l'île. Le projet de débarquement du comte d'Artois en Vendée se solde ainisi par un échec complet, qui affecte lourdement le moral des combattants vendéens.

#### Effondrement des armées vendéennes et victoire des républicains

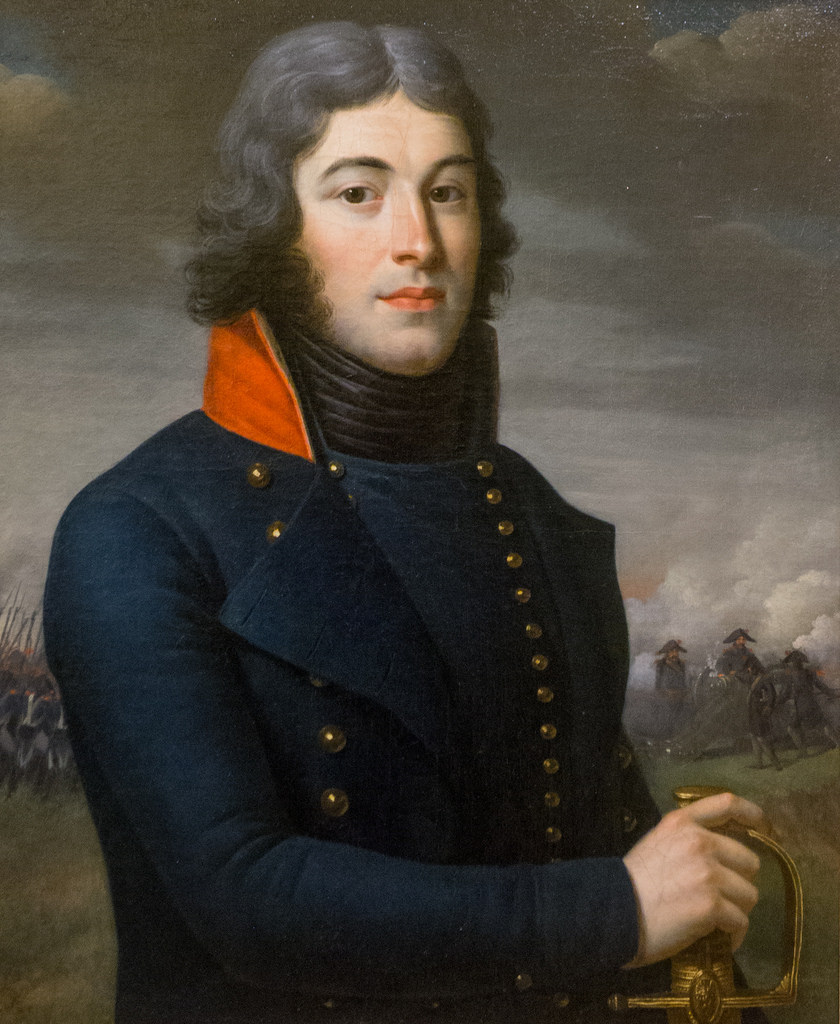
Portrait de Lazare Hoche, huile sur toile de Jean-Louis Laneuville, vers 1801, musée de la Révolution française, Vizille.

Le 29 août 1795, le Comité de salut public nomme Lazare Hoche à la tête de l'Armée de l'Ouest, en remplacement du général Canclaux, qui a cédé son commandement pour cause de maladie. Auréolé par sa victoire à Quiberon, Hoche reçoit le 14 septembre les pleins pouvoirs du Comité de salut public, qui interdit toute intervention des représentants en mission présents sur place,,. Le 26 décembre, le Directoire lui donne le commandement de l'Armée de l'Ouest, de l'Armée des côtes de Brest et de l'Armée des côtes de Cherbourg qui fusionnent pour former l'Armée des côtes de l'Océan,. La signature du Traité de Bâle avec l'Espagne lui permet également de recevoir des renforts de l'Armée des Pyrénées,. Le 28 décembre, le Directoire proclame l'état de siège dans toutes les grandes communes des départements insurgés. Hoche adopte une politique pragmatique,. Il dissocie les chefs insurgés, qui doivent être capturés, des simples combattants et des paysans qui restent libres, s'ils remettent leurs armes et se soumettent. Si des communautés résistent, leurs cheptels sont confisqués et ne sont restitués qu'en échange de la remise des armes. Il s'emploie à rétablir la discipline et à réprimer les pillages,, il empêche parfois le retour des réfugiés patriotes dans les zones pacifiées et se concilie les prêtres réfractaires qui ne sont plus poursuivis et qui peuvent célébrer librement le culte. En quelques mois, cette politique porte ses fruits. Épuisés par un conflit dévastateur, les habitants de la Vendée, tout comme les combattants et les officiers insurgés, inclinent désormais très majoritairement à la paix,. À partir d'octobre, des cantons entiers remettent leurs armes et font leur soumission à la République,.
Le 4 août, le clergé réfractaire vendéen tient un synode au Poiré à l'initiative du vicaire général Jean Brumauld de Beauregard, envoyé par Marie-Charles-Isidore de Mercy, évêque de Luçon,,. Les décisions arrêtées marquent une volonté d'apaisement et une recherche de composition avec la République,,. Le clergé réfractaire vendéen commence alors à se démarquer de l'insurrection et à œuvrer en faveur de la pacification,,,.

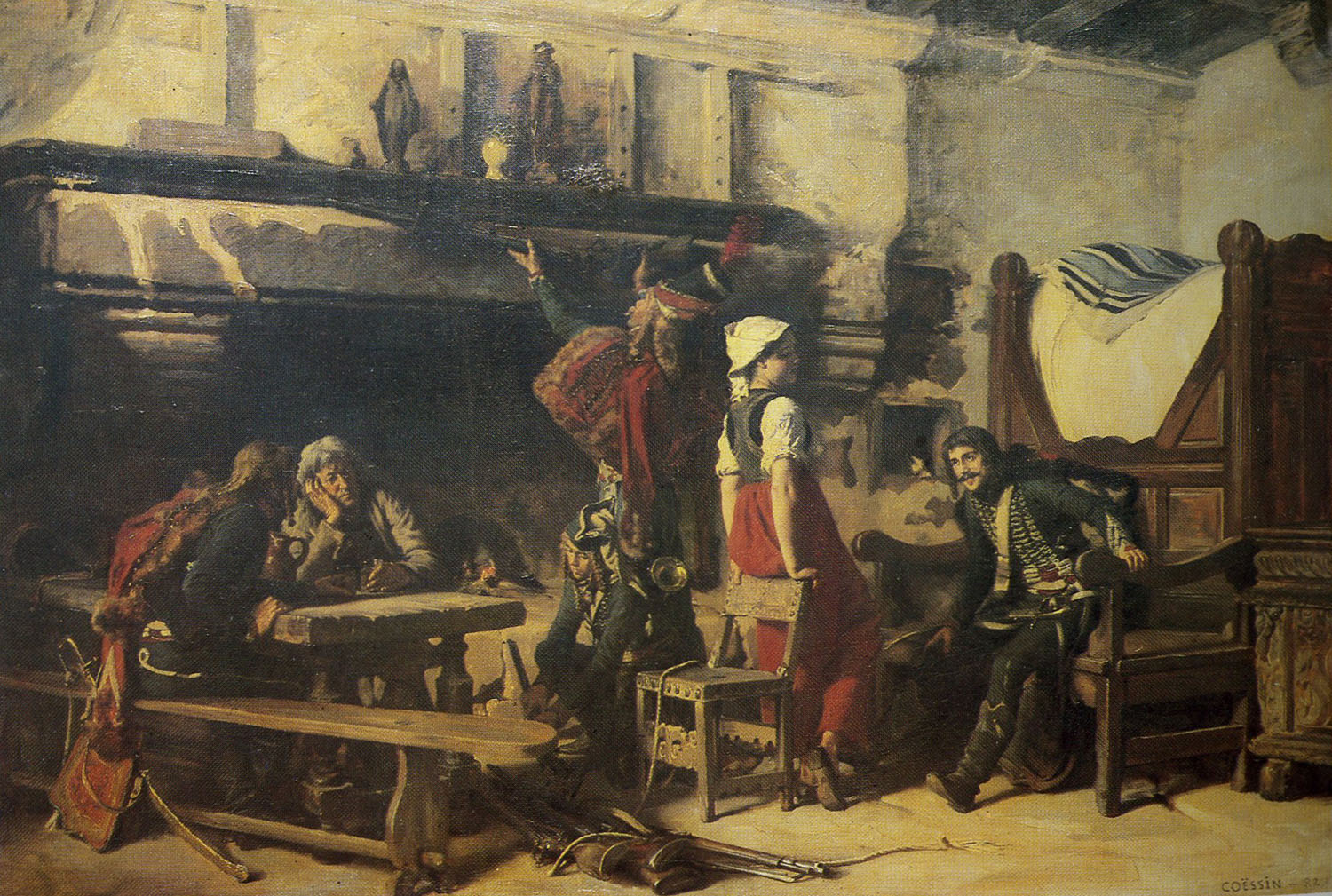
Scène de pacification de la Vendée en 1795, huile sur toile de Charles-Alexandre Coëssin de la Fosse, 1882, musée Massey, Tarbes.

Après avoir protégé les côtes des Britanniques, Hoche met ses troupes en mouvement contre Charette,. Les républicains occupent Saint-Philbert-de-Grand-Lieu le 10 octobre, puis Le Loroux-Bottereau et Clisson le 11, Les Herbiers le 24, puis Pouzauges et Chantonnay le 27. Hoche prévoit initialement de former trois colonnes de 6 000 hommes, commandés par lui-même, Grouchy et Canuel,. Cependant il change de stratégie en constatant la faiblesse des rassemblements vendéens et décide de former six colonnes mobiles, fortes de 600 à 2 500 hommes et commandées principalement par Travot, Delaage, Watrin, Mermet et Valentin,. Ces colonnes mobiles, relevées tous les quinze jours, ont pour instruction de parcourir en permanence le territoire insurgé. Pour gagner en mobilité, elles n'emportent avec elles aucune pièce d'artillerie et opèrent de manière à s'assister mutuellement, avec des ordres de marche précis.
Face aux importantes forces républicaines, les troupes vendéennes restent constamment en mouvement et tentent généralement d'éviter le combat. Vers la mi-novembre, plusieurs officiers vendéens rédigent un mémoire qu'ils remettent à Charette, pour lui suggérer de cesser les hostilités, mais celui-ci refuse en qualifiant cette démarche de « lâche » et de « déshonorante »,. Il jette le document au feu et prend particulièrement à partie Prudent de La Robrie : « Vous perdez, lui dit-il, dans ce seul jour, la gloire que vous avez acquise par trois ans de travaux »,. D'après Lucas de La Championnière, Charette « devint soupçonneux ; ses correspondances devenues faciles avec les villes lui dénonçaient journellement des conspirateurs. […] De ce moment la discorde ne cessa plus d'habiter parmi nous ; l'espionnage prit le voile de l'amitié ; la terreur régna dans le parti Vendéen comme autrefois dans la République »,.
Le 27 novembre, Delaage bat Charette à Saint-Denis-la-Chevasse. Le 5 décembre, le général vendéen prend d'assaut le camp des Quatre-Chemins à L'Oie, mais la contre-attaque de Watrin le met en fuite, quelques heures plus tard. Le lendemain, les Vendéens ratent une embuscade au bois du Détroit et abandonnent tout le butin pris aux Quatre-Chemins.
À cette période, Charette perd plusieurs de ses principaux officiers. Prudent de La Robrie est tué au combat dans les landes de Béjarry vers fin novembre. Pajot meurt le 24 décembre lors d'une escarmouche à Montorgueil, près du Poiré. Couëtus est capturé, alors qu'il s'apprêtait à faire sa soumission aux autorités républicaines et il est exécuté le 4 janvier 1796 à Challans,
Charette reste en contact avec les émigrés jusqu'à la fin de l'année. Le 18 novembre, il écrit au marquis de Rivière « le cœur navré de douleur de l'éloignement d'un prince dont l'espoir de sa possession faisait toute notre félicité ». Quelques jours plus tard, il s'inquiète d'apprendre que le titre de généralissime ne lui est pas reconnu par le comte d'Artois, qui le place à égalité avec Stofflet, Puisaye et Scépeaux. Le 28 décembre, il écrit au roi pour lui demander une clarification.

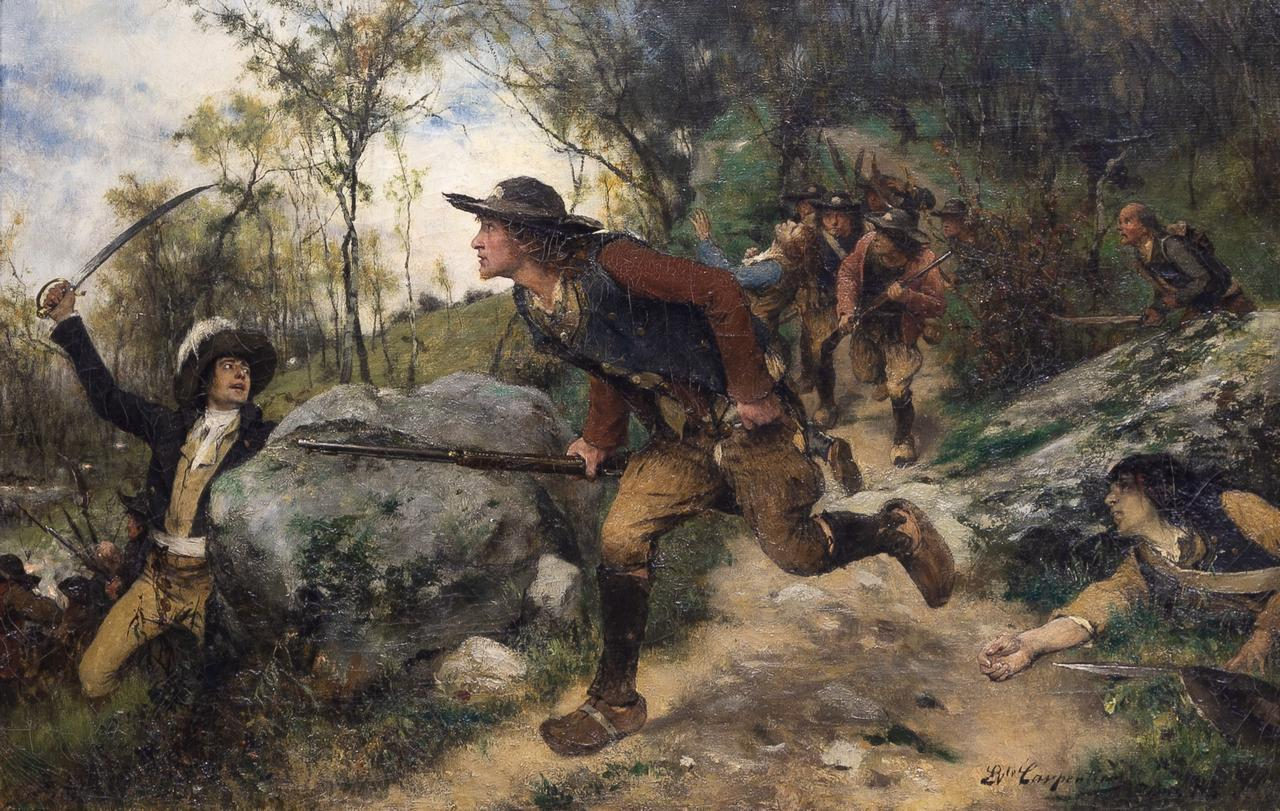
En Vendée - 1795, huile sur toile d'Évariste Carpentier, XIXe siècle.

Au début de l'année 1796, Charette tente une expédition en direction de l'Anjou, afin de pousser Stofflet à le rejoindre dans la guerre, mais il est surpris à La Bruffière et à Tiffauges les 3 et 4 janvier et ses troupes sont complètement mises en déroute.
Cette débandade achève de démoraliser les Vendéens : Charette est abandonné par la plupart de ses hommes et ne peut plus rassembler que quelques centaines de combattants,,. Traqué par les colonnes mobiles républicaines, il demeure constamment en mouvement dans les environs de Belleville, Saligny, Dompierre et Le Poiré. Le 15 janvier, l'adjudant-général Travot lui inflige une nouvelle défaite à La Créancière, près de Dompierre.
Dans l'Anjou et le Haut-Poitou, l'effondrement des insurgés est encore plus rapide. Sapinaud reprend les hostilités le 3 octobre 1795, mais, abandonné par ses troupes, il trouve refuge chez Stofflet en décembre. Ce dernier reste longtemps dans l'expectative avant de reprendre les armes, sans illusion, le 26 janvier 1796, sur ordre du comte d'Artois,. Dès le 29 janvier, il est contraint de trouver refuge dans la forêt de Maulévrier,,. Sapinaud dépose les armes et démissionne de son commandement, mais Stofflet refuse de faire sa soumission et est capturé dans la nuit du 23 au 24 février, près de La Poitevinière,. Condamné à mort, il est fusillé à Angers le 25 février,,.
À la mi-février, avec l'accord de Hoche et par l'intermédiaire de l'abbé Guesdon, des tractations sont menées avec Charette pour lui proposer de quitter la France,. Mais le 20 février, celui-ci fait connaître son refus : « Vaincre ou mourir pour mon Dieu ou pour mon Roi, voilà ma devise irréfragable »,. L'abbé Guesdon condamne cette décision, affirmant dans une lettre à Hoche avoir été « trompé indignement par l'hypocrisie de Charette ». Quelques jours plus tard, il est assassiné par des soldats vendéens,.
Le 21 février, Travot attaque Charette à La Bégaudière, entre Saint-Sulpice-le-Verdon et Saint-Denis-la-Chevasse, et le met en fuite. Louis Marin Charette, frère du général, et Charette de La Colinière, son cousin, sont tous deux tués dans cette action. Travot se lance à la poursuite des Vendéens et les retrouve à Froidfond le 27 février, où il leur inflige une nouvelle déroute. Dans les semaines qui suivent, Travot continue de traquer inlassablement le général vendéen dans la région. Pendant ce temps, les principaux officiers de Charette, comme Hyacinthe de La Robrie, Lecouvreur, Pierre Rezeau et Lucas de La Championnière, font leur soumission à la République. D'autres, comme Le Moëlle et Dabbaye, sont tués.

#### Capture de Charette

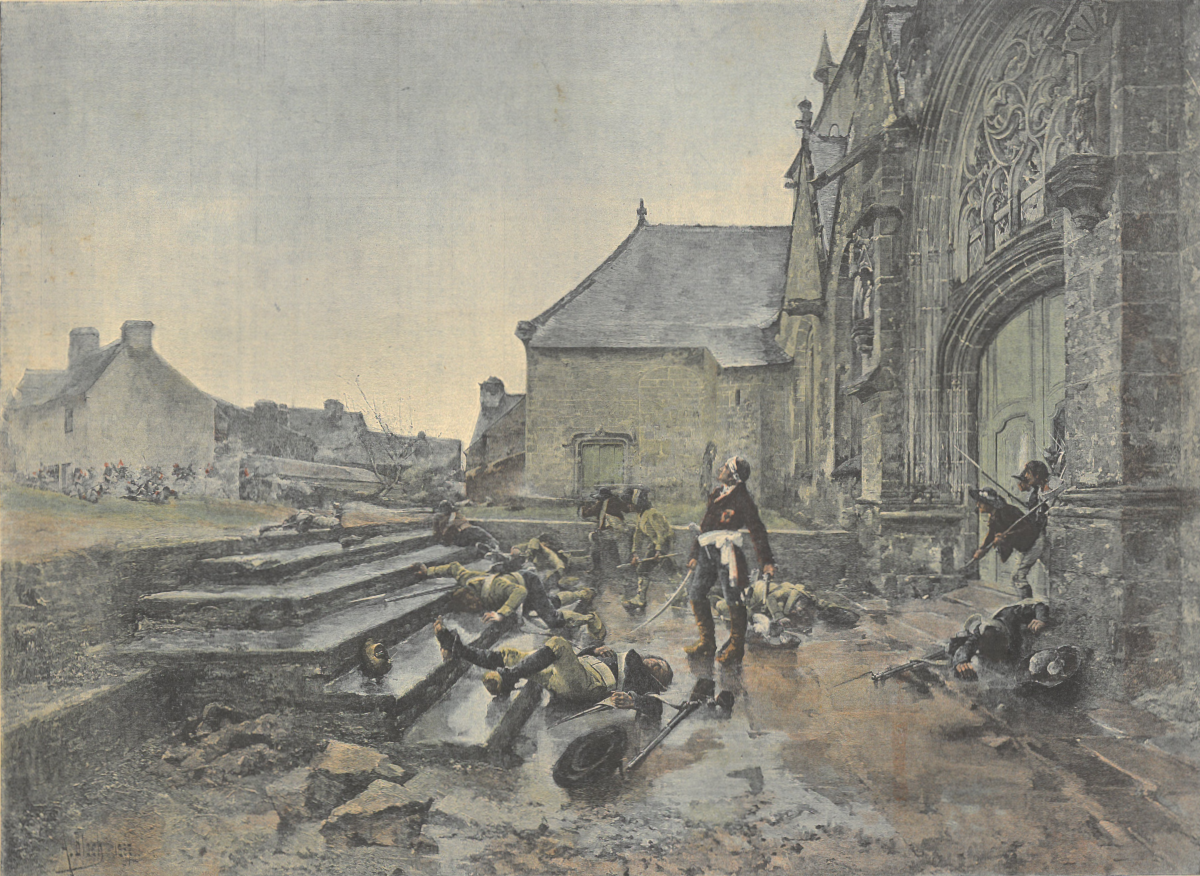
Le combat de La Guyonnière, d'après l'huile sur toile d'Alexandre Bloch, 1887.
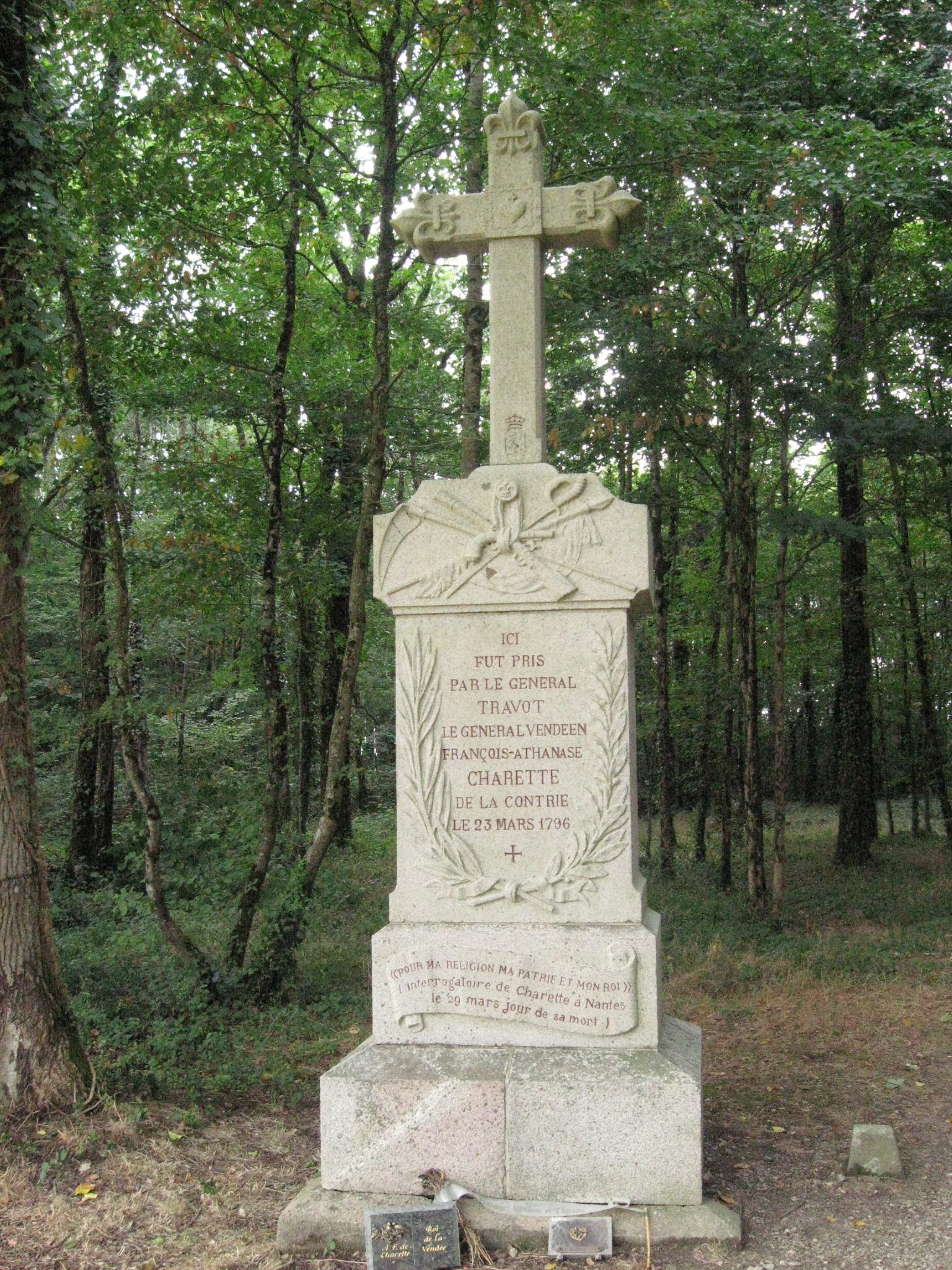
Vue en 2010 de la Croix de Charette, à La Chabotterie, à l'emplacement de la capture du général vendéen. Érigée en 1911[265],[266].
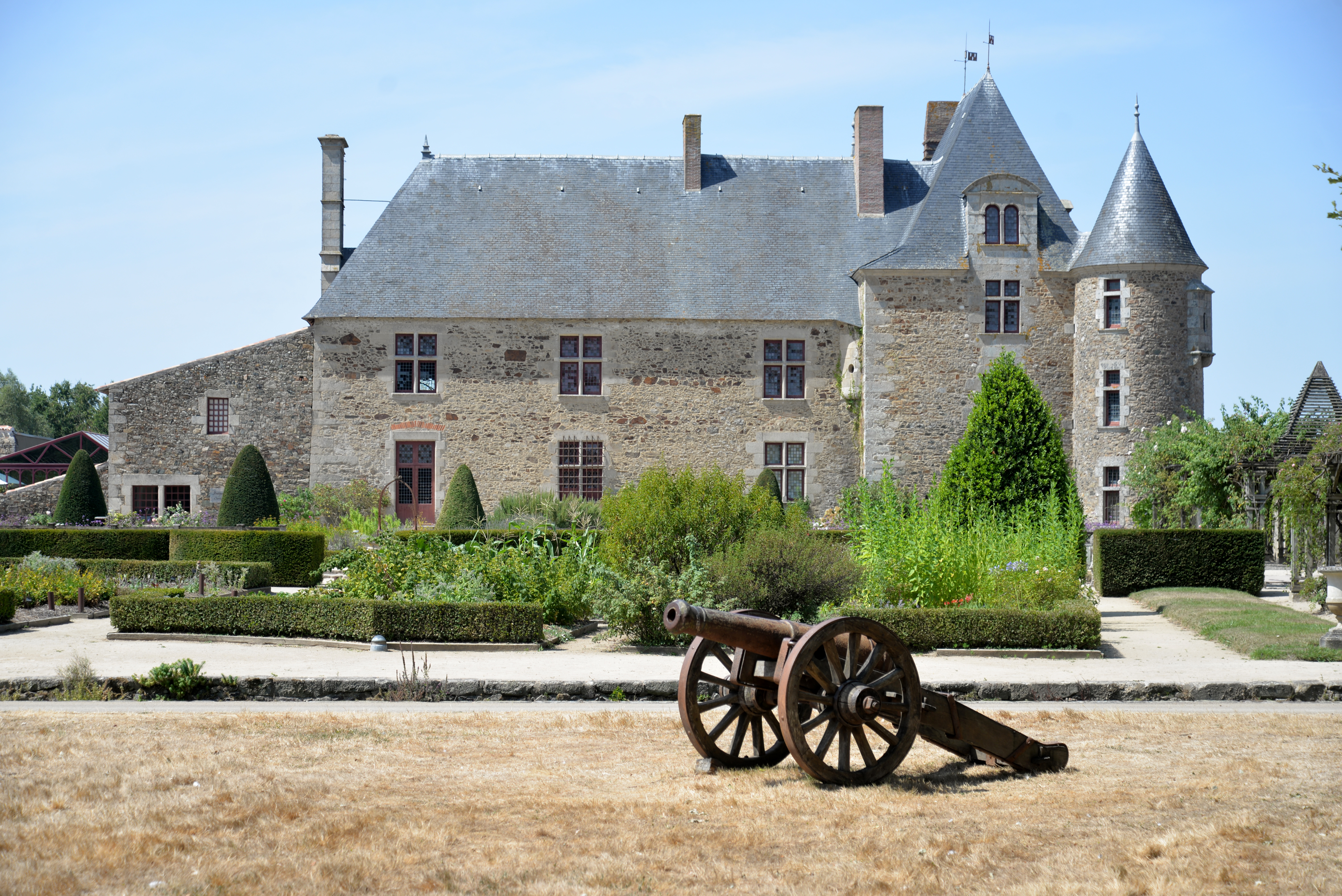
Vue en 2022 du logis de la Chabotterie.
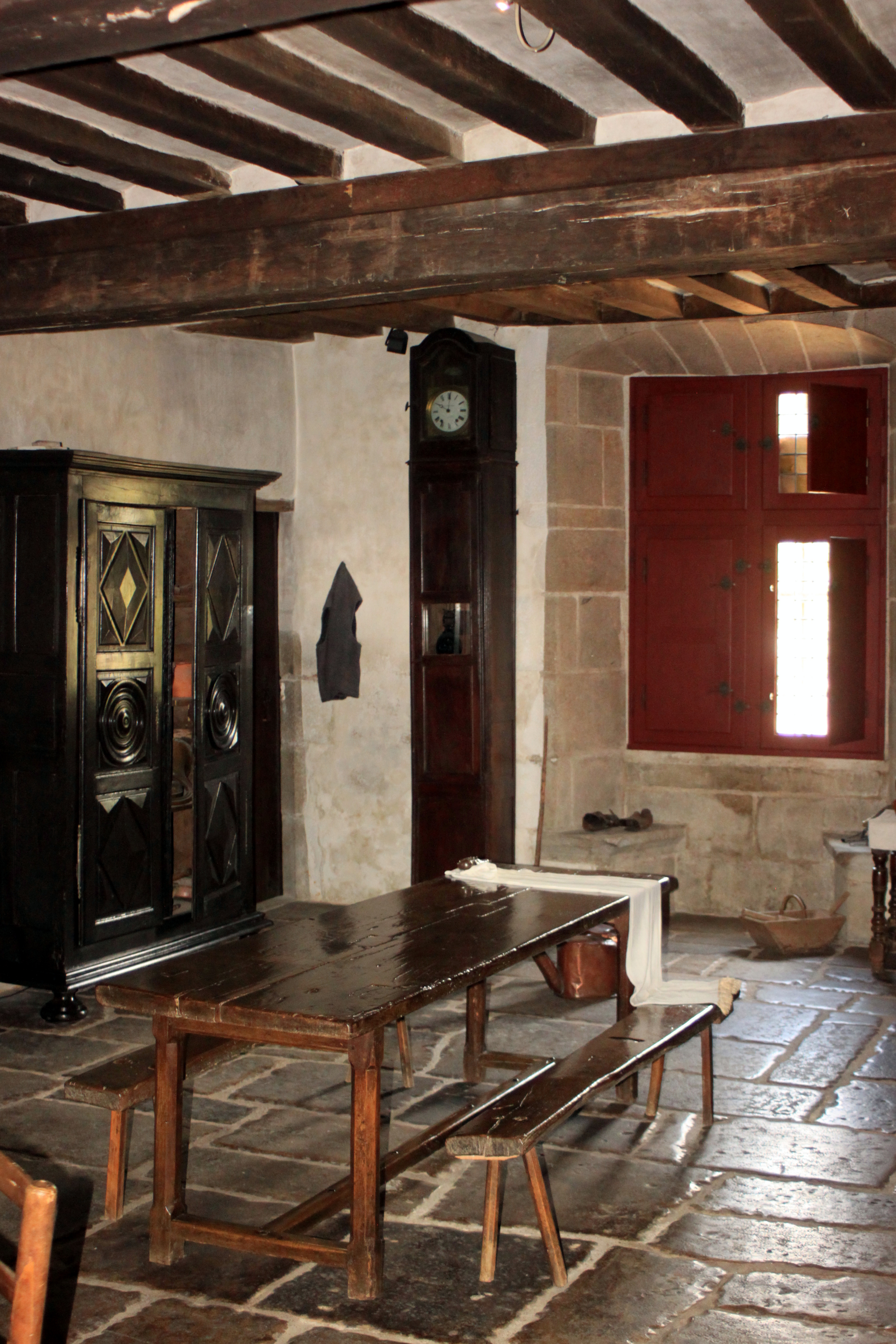
Vue en 2014 de la cuisine du logis de la Chabotterie.

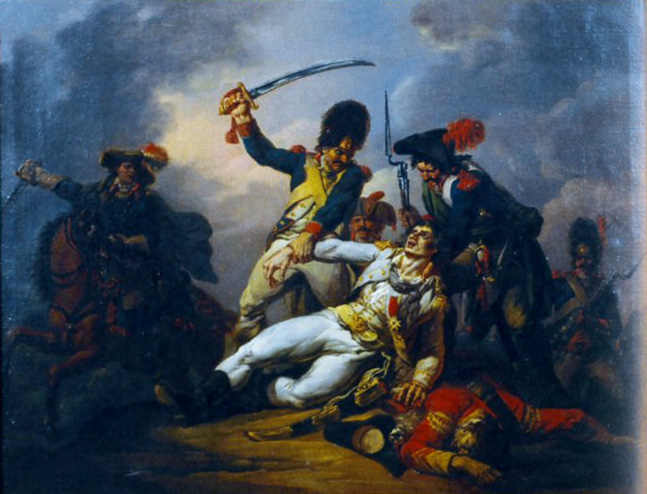
La capture du général Charette, huile sur toile de Louis Joseph Watteau, 1796, historial de la Vendée, Les Lucs-sur-Boulogne.

Le 23 mars à l'aube, Charette, encore suivi par seulement une cinquantaine d'hommes, est surpris par une colonne de grenadiers au nord des Lucs-sur-Boulogne,. Les Vendéens traversent alors la Boulogne et s'enfuient par des chemins creux en direction de l'est.
Mais, à 9 heures, la colonne de l'adjudant-général Valentin tombe à son tour sur les insurgés près de la métairie de La Guyonnière,. Dix hommes de Charette sont tués, dont l'Allemand Pfeiffer, son garde-du-corps. Ce dernier aurait saisi le chapeau de son général pour le mettre sur sa tête, et attirer ainsi le feu sur lui,. Pendant trois heures, les Vendéens continuent de faire retraite en direction de l'est, tout en tiraillant,. Charette se porte vers le nord-est, en direction de la Morinière, afin de gagner le bois de l'Essart. Il pense alors avoir semé ses poursuivants.
La colonne de l'adjudant-général Travot fait à ce moment son apparition à l'est, par la route de Chauché. À midi, elle engage le combat et les Vendéens courent se réfugier à l'intérieur du bois de la Chabotterie, au sud-est de Saint-Sulpice-le-Verdon,. Charette est légèrement blessé à la tête, à l'épaule et à la main gauche,. Il a trois doigts coupés et le pouce cassé.
Charette n'a plus que deux hommes avec lui, lorsqu'il est poursuivi à vue par Travot, à la tête de trois chasseurs de la Vendée et de quelques chasseurs des montagnes. Épuisé par ses blessures, le général vendéen est bientôt rejoint, ceinturé, puis jeté à terre. Un cri de joie se propage alors parmi les soldats républicains : « Charette est pris ! ».

### Mort

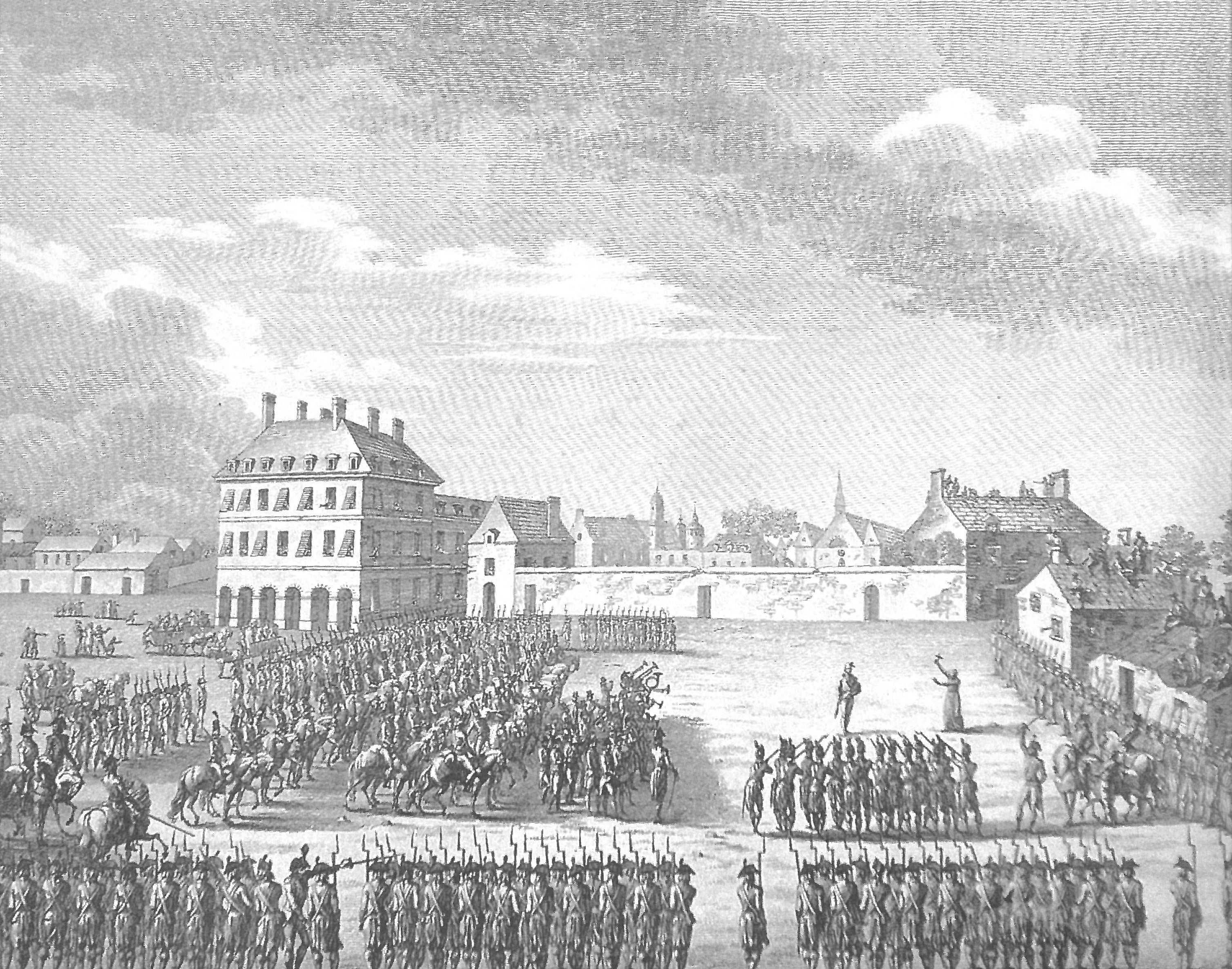
Exécution de Charette, gravure de Jean Duplessis-Bertaux, fin XVIIIe ou début XIXe.
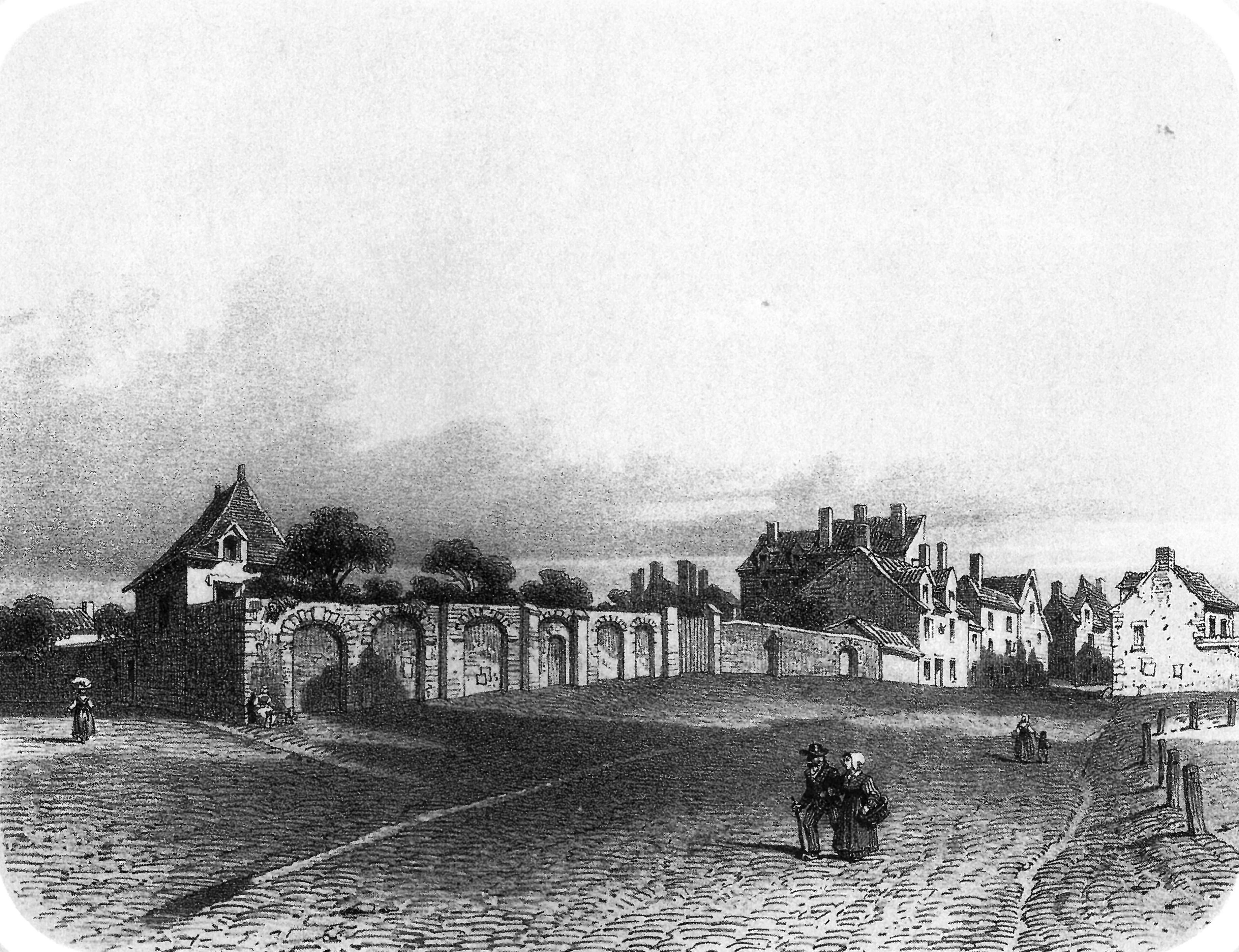
Place Viarmes à Nantes, dessin de Thomas Drake et lithographie d'Henri Daniaud, 1860.
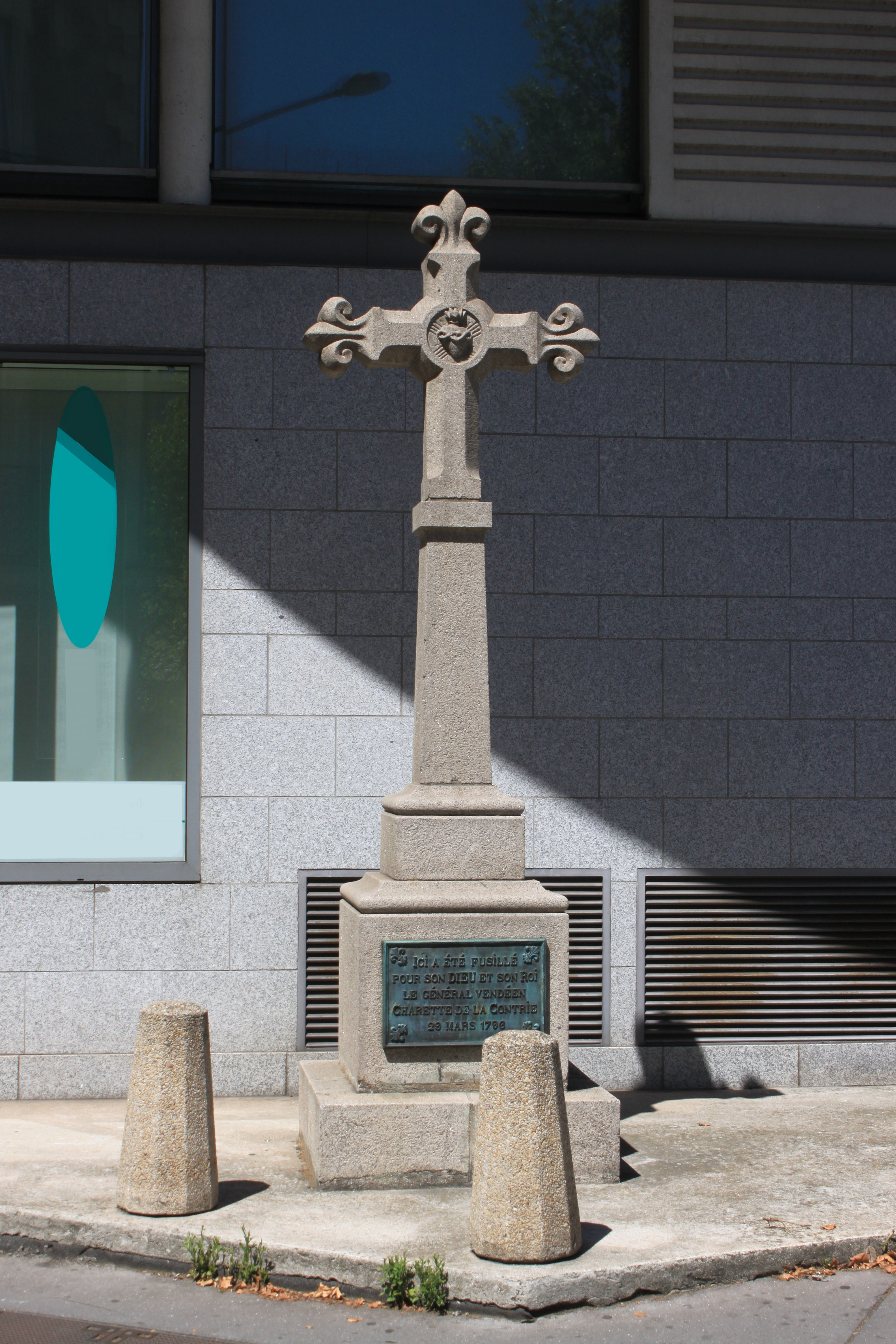
Vue en 2012 de la croix de Charette, place Viarme, érigée le 28 mars 1896[272].
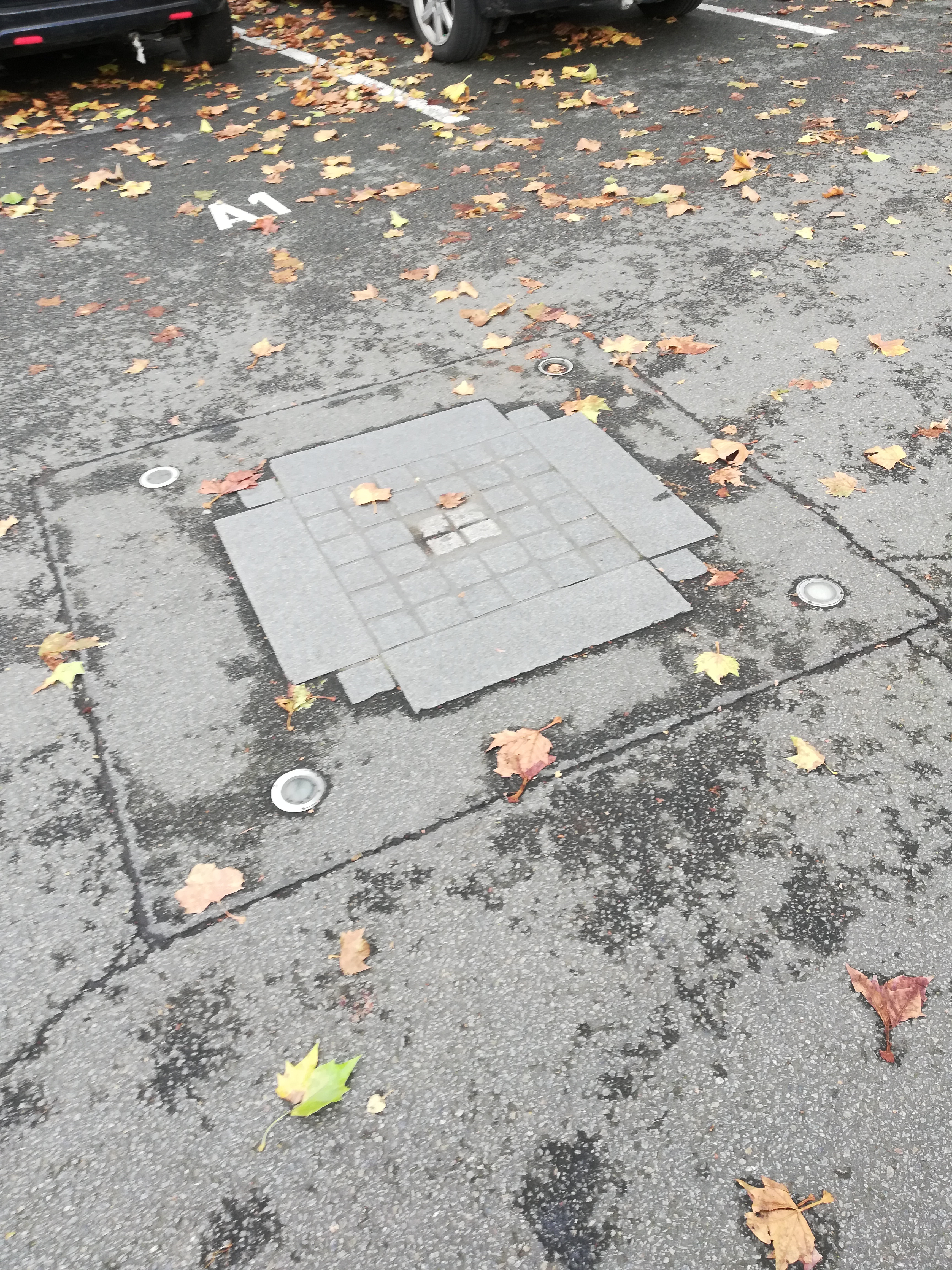
Pavé marquant le lieu exact de l'exécution de Charette sur l'actuel parking de la place Viarme.
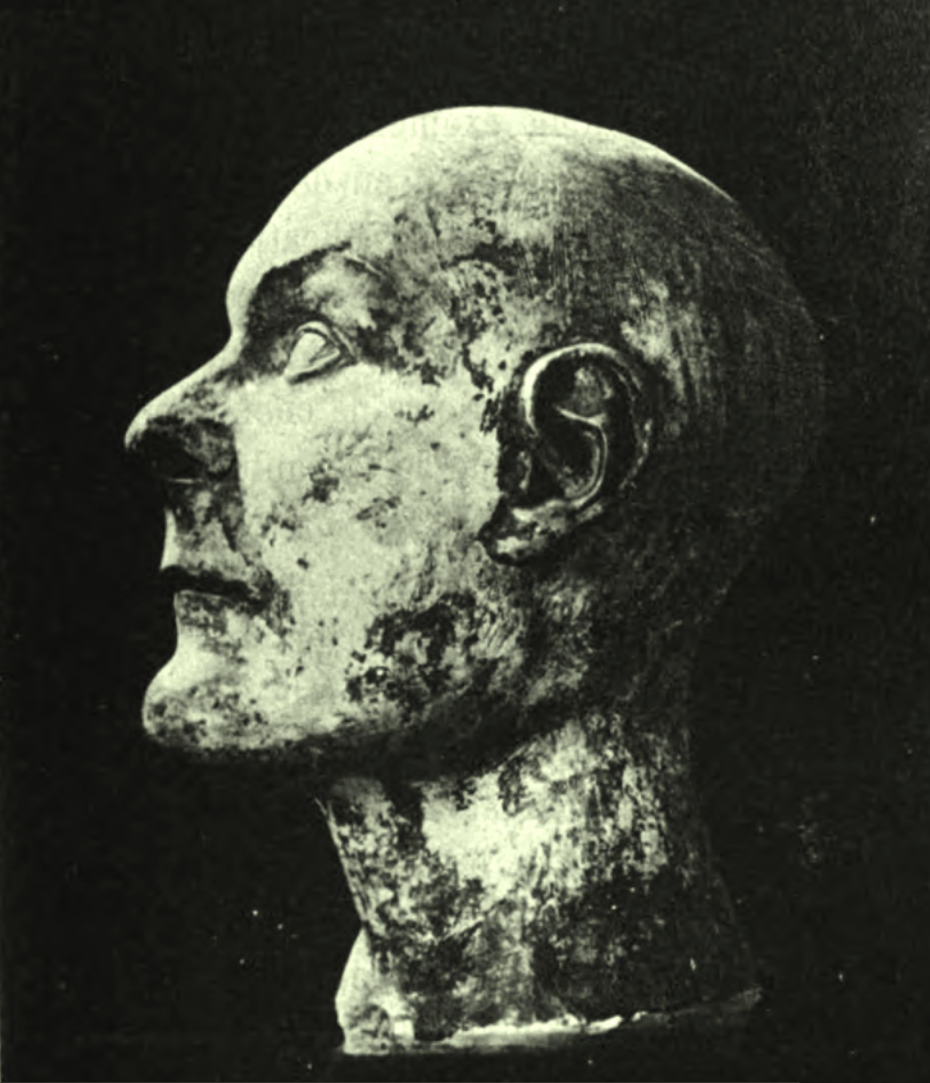
Masque mortuaire de Charette, premier moulage, exécuté par Cazanne le 29 mars 1796, collections du musée Dobrée, Nantes.
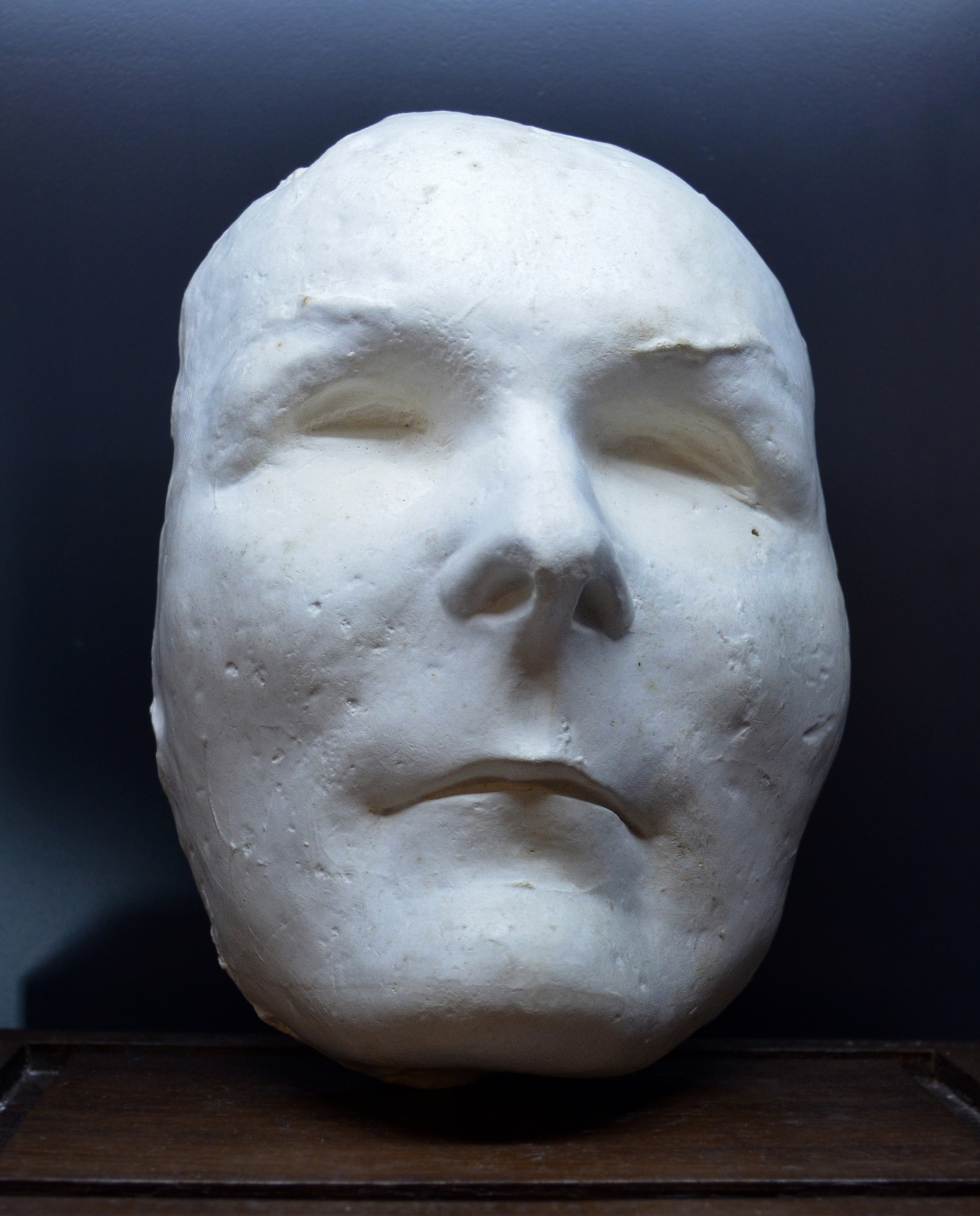
Masque mortuaire de Charette, second moulage, exécuté par Cazanne le 31 mars 1796, Historial de la Vendée, Les Lucs-sur-Boulogne.

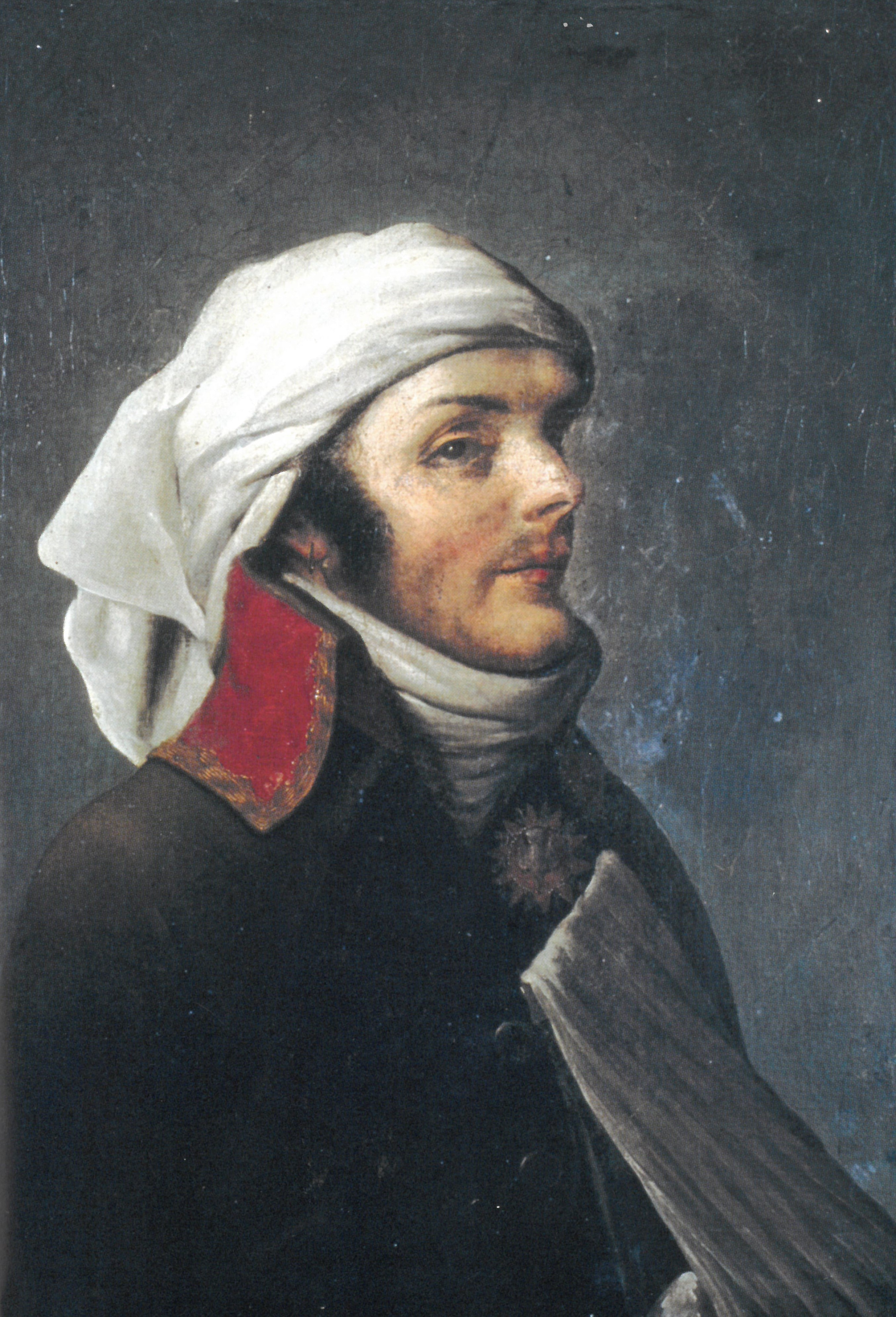
Portrait du général Charette avant son exécution, huile sur toile de Louis Crucy, 1796, collection particulière.

Charette est transporté non loin de là au château de La Chabotterie, où ses blessures sont pansées dans la cuisine du logis,. Il échange avec Travot des propos courtois. En fin de journée, il est conduit au Poiré-sur-Vie pour y passer la nuit. Le lendemain, il est envoyé à Angers. Le prisonnier est reçu avec égards par les officiers républicains et il dîne à leur table, après que ses blessures ont été soignées par le docteur Lachèze,. Le général Hédouville remet également à Travot son brevet de général de brigade.
Charette s'embarque sur une chaloupe canonnière et quitte Angers par la Loire le 26 mars, à 9 heures du matin, accompagné des généraux Grigny, Travot et Valentin,. Il est débarqué à Nantes à 11 heures du soir et enfermé dans la prison du Bouffay à 1 heure du matin,.
À 9 heures, il est conduit chez le général Dutilh, commandant de la place, qui procède à son interrogatoire. Dutilh décide ensuite de le faire promener à travers les rues de la ville. Pendant cette procession, inspirée des triomphes romains, Charette est précédé par 50 tambours et 50 musiciens, entouré par des gendarmes, puis suivi par 50 cavaliers, 50 grenadiers, 50 artilleurs et des officiers d'état-major,. Le cortège parcourt la place du Bouffay, la rue de l'Hermitage, la place Graslin et la place du Pilori, puis il regagne le Bouffay,. Ramené en prison, Charette est autorisé à recevoir la visite de sa sœur, Marie-Anne, et de sa cousine, Mme Charette de Thiersant,. Il passe ensuite un second interrogatoire mené par le capitaine Perrin, du 4e bataillon de volontaires de l'Hérault,.

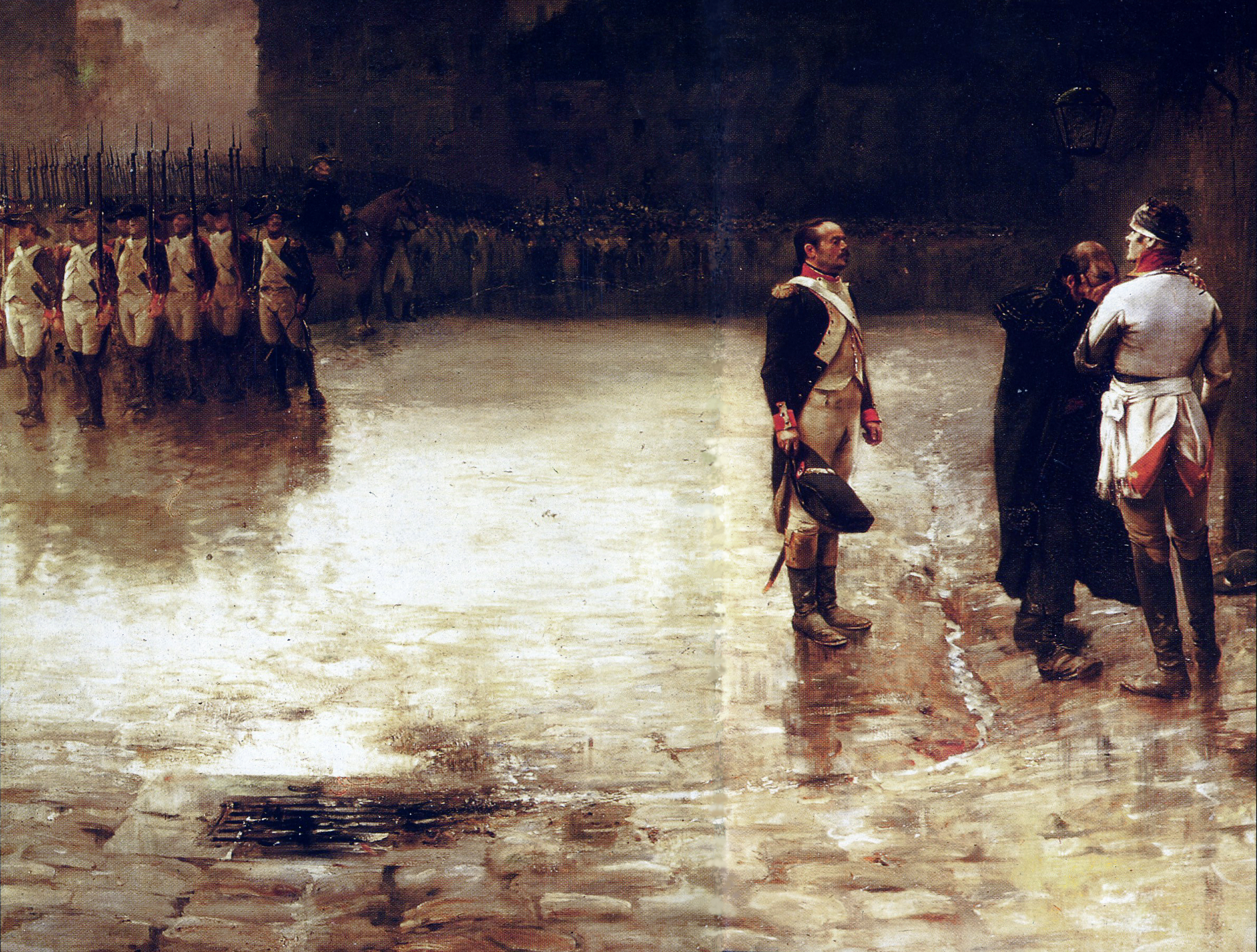
Mort du général Charette, huile sur toile de Julien Le Blant, 1883, collection particulière.

Le 29 mars, à 9 heures du matin, il passe en jugement devant un conseil militaire, présidé par Jacques Gautier, le commandant du 4e bataillon de volontaires de l'Hérault,. Il est défendu par l'avocat Mathieu-Guillaume-Thérèse Villenave et subit un troisième interrogatoire public,. Il accueille sa condamnation à mort dans un calme imperturbable. Il réclame un prêtre réfractaire, mais sa demande ne pouvant être satisfaite, il accepte la confession de l'abbé Guibert, prêtre constitutionnel de Sainte-Croix de Nantes,,.
À quatre heures de l'après-midi, Charette est conduit sur la place Viarme, alors nommée place des Agriculteurs. Cinq mille soldats et douze généraux l'y attendent. Dix-huit hommes forment le peloton d'exécution,. Charette retire son bras blessé de son écharpe et refuse de se mettre à genou ou de se faire bander les yeux,. Il est fusillé à cinq heures et quatorze minutes de l'après-midi,.
Le corps de Charette est jeté dans une fosse commune, creusée en 1793 sur le « chemin de Rennes », où avaient déjà été déposés les corps de milliers de personnes, exécutées ou mortes de maladie,,.
Deux plâtriers, Cazanne et Martin, obtiennent des fossoyeurs la permission d'effectuer un moulage de son visage. Alertée, la police fait exhumer le cadavre le 31 mars, afin de s'assurer qu'il n'ait pas été enlevé, et oblige les deux plâtriers à réaliser un second moulage en présence de trois commissaires.
En 1981, deux siècles plus tard, une partie de la fosse commune est mise à jour à la suite de la démolition d'un immeuble à Nantes,. Les ossements sont déposés dans un cimetière de la ville.
La mort de Charette marque symboliquement la fin de la guerre de Vendée, même si quelques groupes d'insoumis subsistent encore pendant quelques semaines. Le 13 juillet 1796, le général Hoche annonce que « les troubles de l'Ouest sont terminés ».

## Descriptions physiques et représentations dans les arts

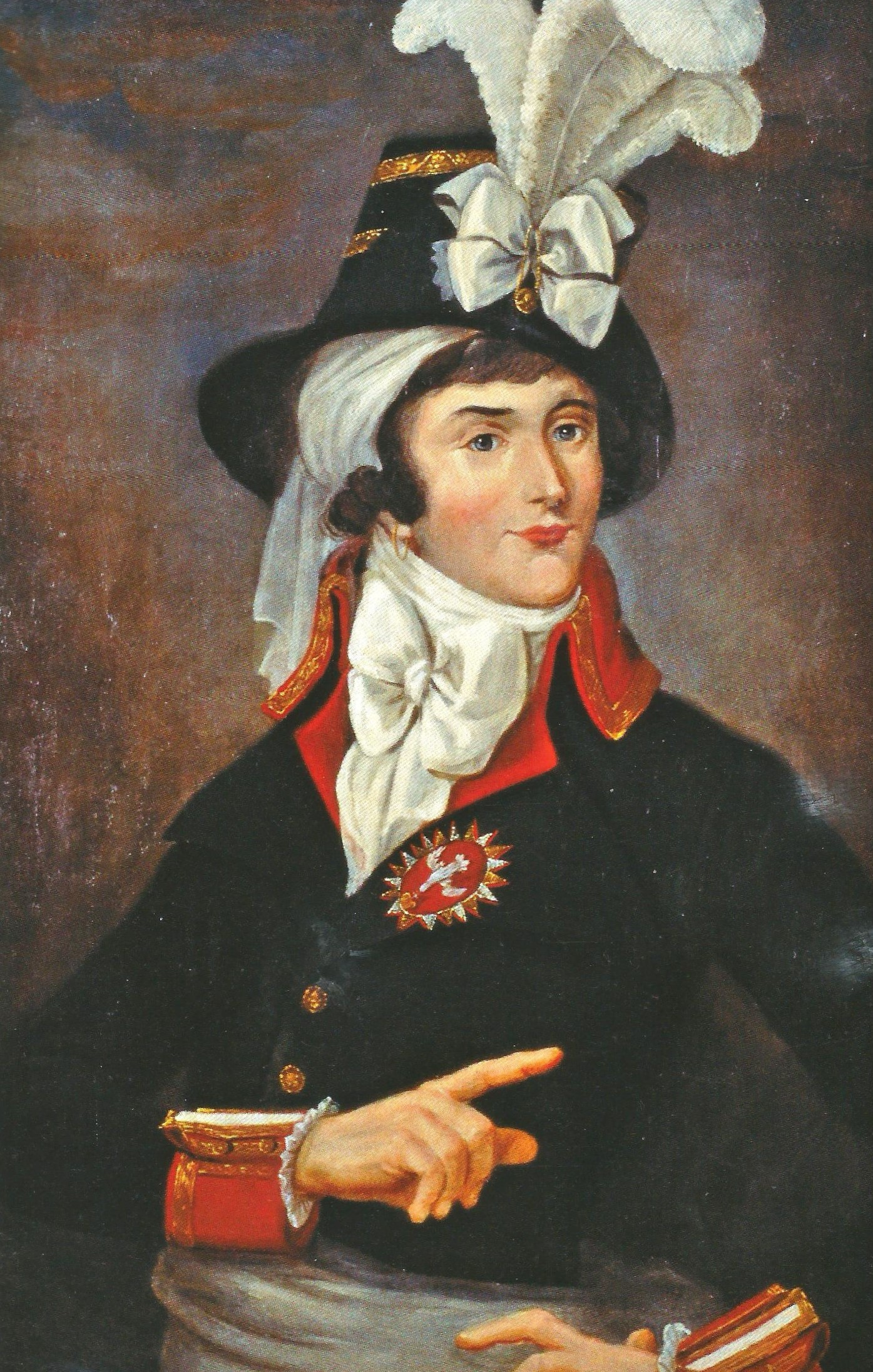
Portrait réalisé en février 1795 et offert par Charette à Mme Gasnier-Chambon[289],[25].
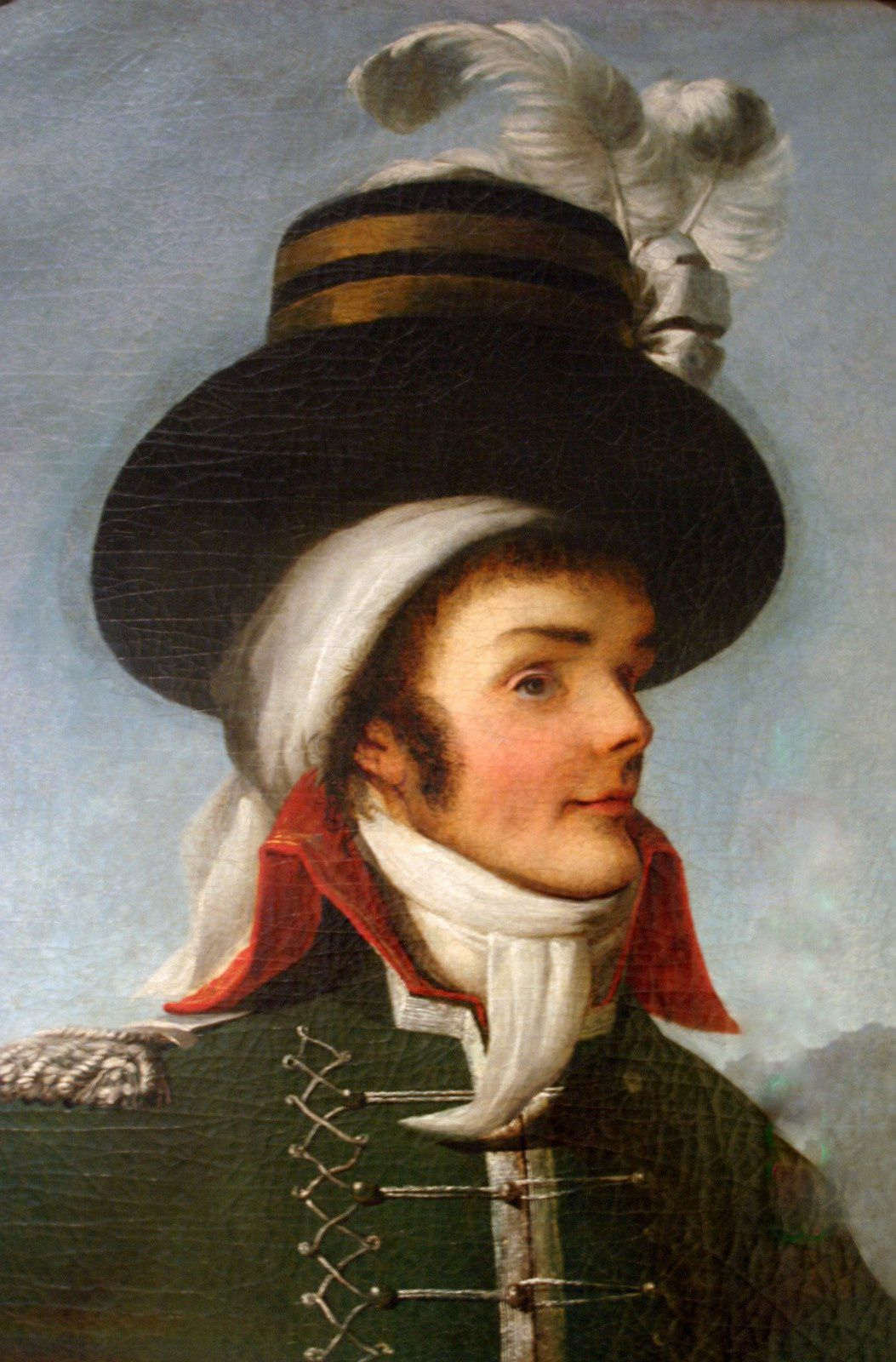
Portrait de François Athanase Charette de La Contrie, huile sur toile anonyme, XIXe siècle, mairie de Saint-Lumine-de-Coutais. Longtemps considérée comme authentique, l'œuvre est apocryphe[290].
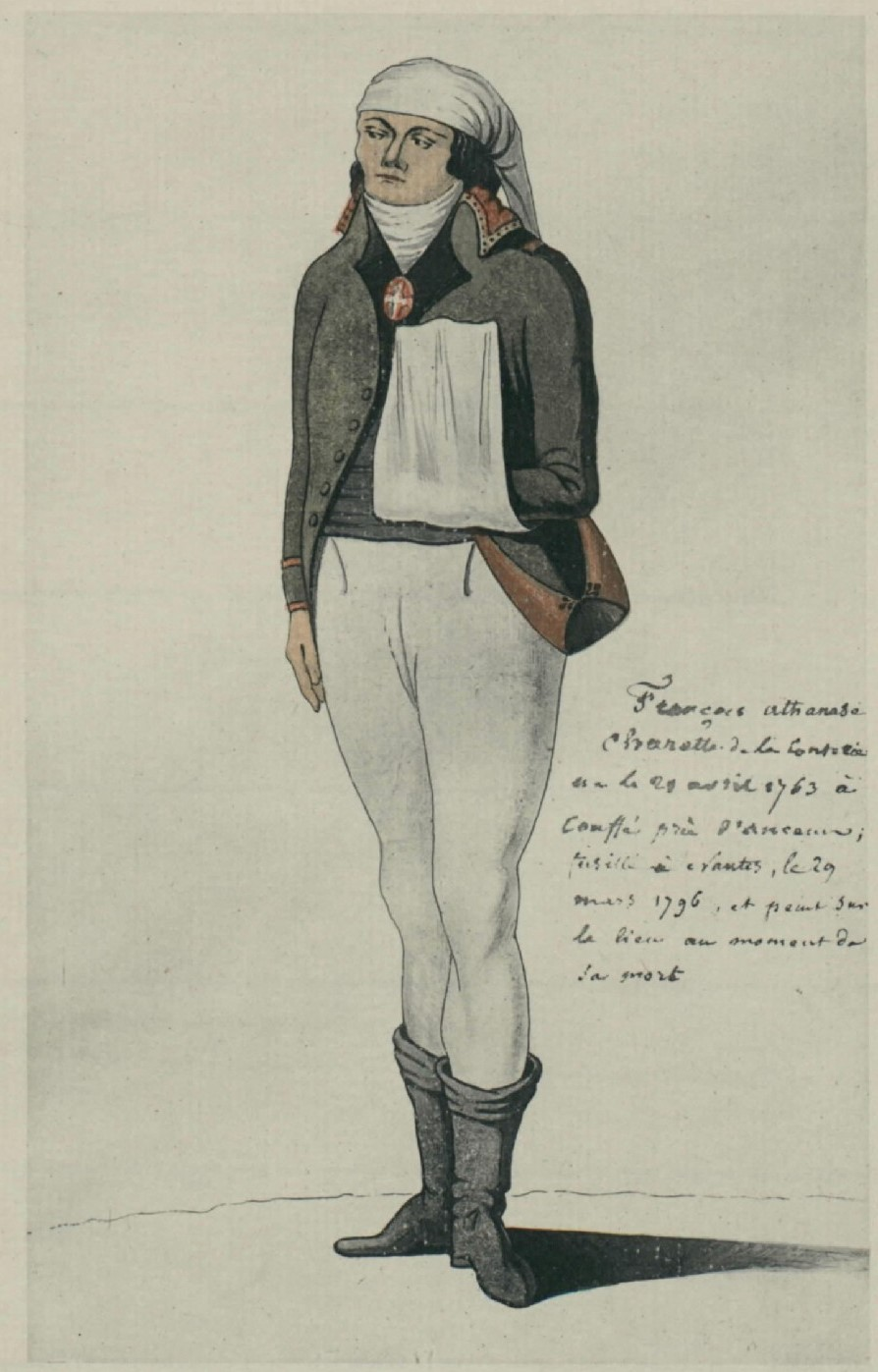
Charette avant son exécution, dessin présumé de Léauté, 1796[271].
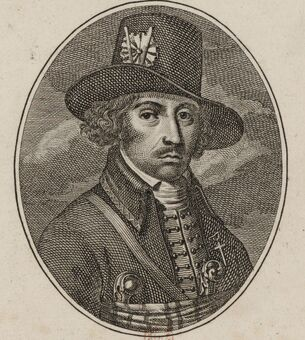
Gravure réalisée par François Bonneville, entre 1796 et 1799.
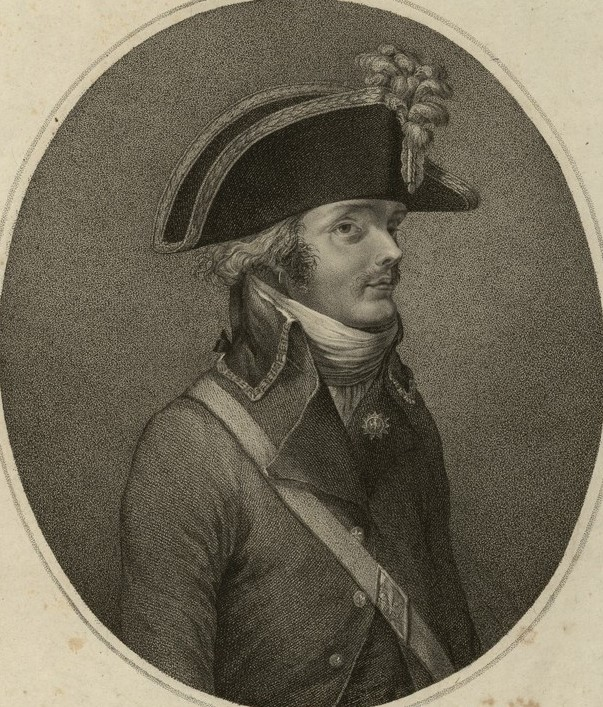
Gravure anonyme, entre 1796 et 1799.
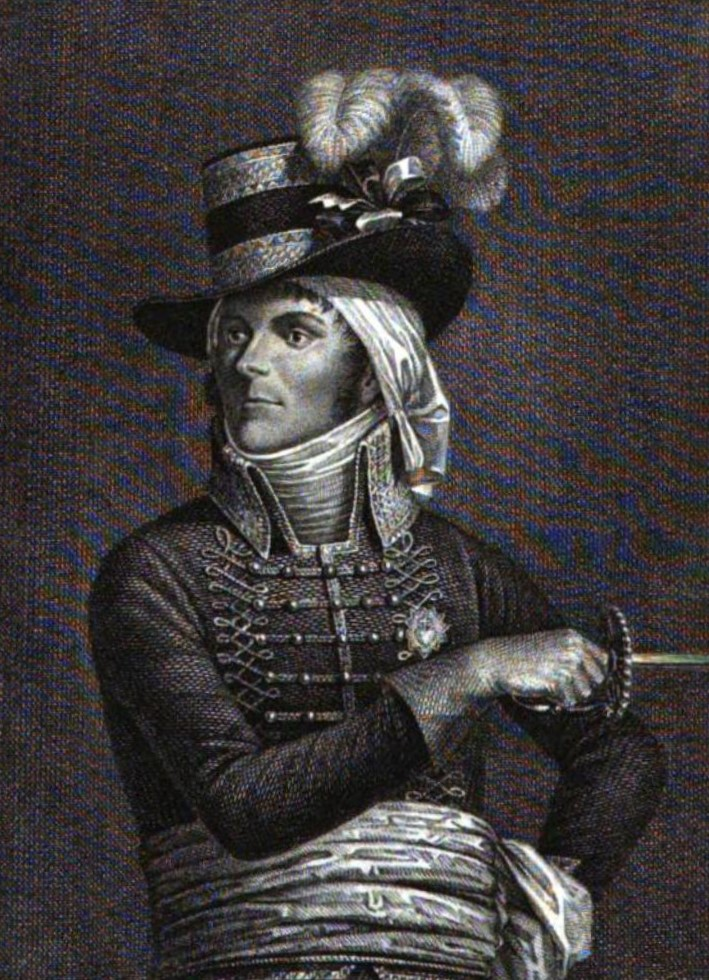
Gravure publiée en 1809, dans la biographie rédigée par Le Bouvier-Desmortiers.

Peu de témoins ayant approché Charette ont pris la peine d'en laisser une description manuscrite. Le Bouvier-Desmortiers donne une description détaillée, mais enjolivée, du général vendéen :

« Charette était d'une taille avantageuse ; il avait le corps mince, dessiné avec grâce ; le visage ovale, le nez bien pris et un peu retroussé, la bouche plate, le menton en avant. Ses yeux, petits, enfoncés et pleins de feu, lançaient à volonté un regard si pénétrant qu'on avait peine à le soutenir quand il vous fixait avec attention. Un port distingué ; sans orgueil, une démarche leste, la tête haute, un air doux et riant annonçaient la noblesse de son caractère et son goût dominant pour le plaisir. »

En mars 1796, l'adjudant-général François-Guillaume d'Halancourt, donne la description suivante de Charette après sa capture :

« Cinq pieds cinq pouces, une taille assez bien prise, nerveuse et leste; le teint basané, la barbe, les sourcils et les cheveux noirs; les yeux moyens, mais vifs et quelquefois durs; le nez large et court; la bouche grande, le menton carré et avancé : voilà son portrait. L'ensemble de sa figure, en général, est plat; sa manière de parler est douce, et ressemble à celle de ces messieurs a cadenettes, et à parole suprême; mais cela est naturel chez lui, et nullement l'effet de l'affectation. »

Charette est d'une taille de cinq pieds cinq pouces, soit environ un mètre soixante-quinze, ce qui est assez grand pour l'époque. D'après un portrait rapide dressé par Jauzion, secrétaire puis aide-de-camp du général Hoche, il a les yeux bruns, les cheveux châtains et la barbe noire. Élisabeth Guillet, une marchande de sardine détenue puis relâchée à Belleville en juin 1795, décrit quant à elle Charette comme un homme « assez grand et blond ». Plusieurs portraits représentent cependant Charette avec les cheveux noirs. Il s'ensuit une certaine confusion dans les descriptions laissées par les historiens. Ainsi, René Bittard des Portes, Michel de Saint Pierre, Émile Boutin et Françoise Kermina présentent Charette comme ayant les cheveux blonds et les yeux bleus. En revanche, Roger Grand et Lionel Dumarcet considèrent que l'étude des portraits à l'aquarelle ou à l'huile permet d'affirmer qu'il a les cheveux noirs et légèrement bouclés.
En 1816, Louis XVIII passe commande d'une série de portraits représentant les principaux généraux vendéens, dont Charette, qui sont destinés à la salle des gardes du roi du château de Saint-Cloud. Réalisé par Paulin Guérin, le portrait de Charette est achevé en 1819.

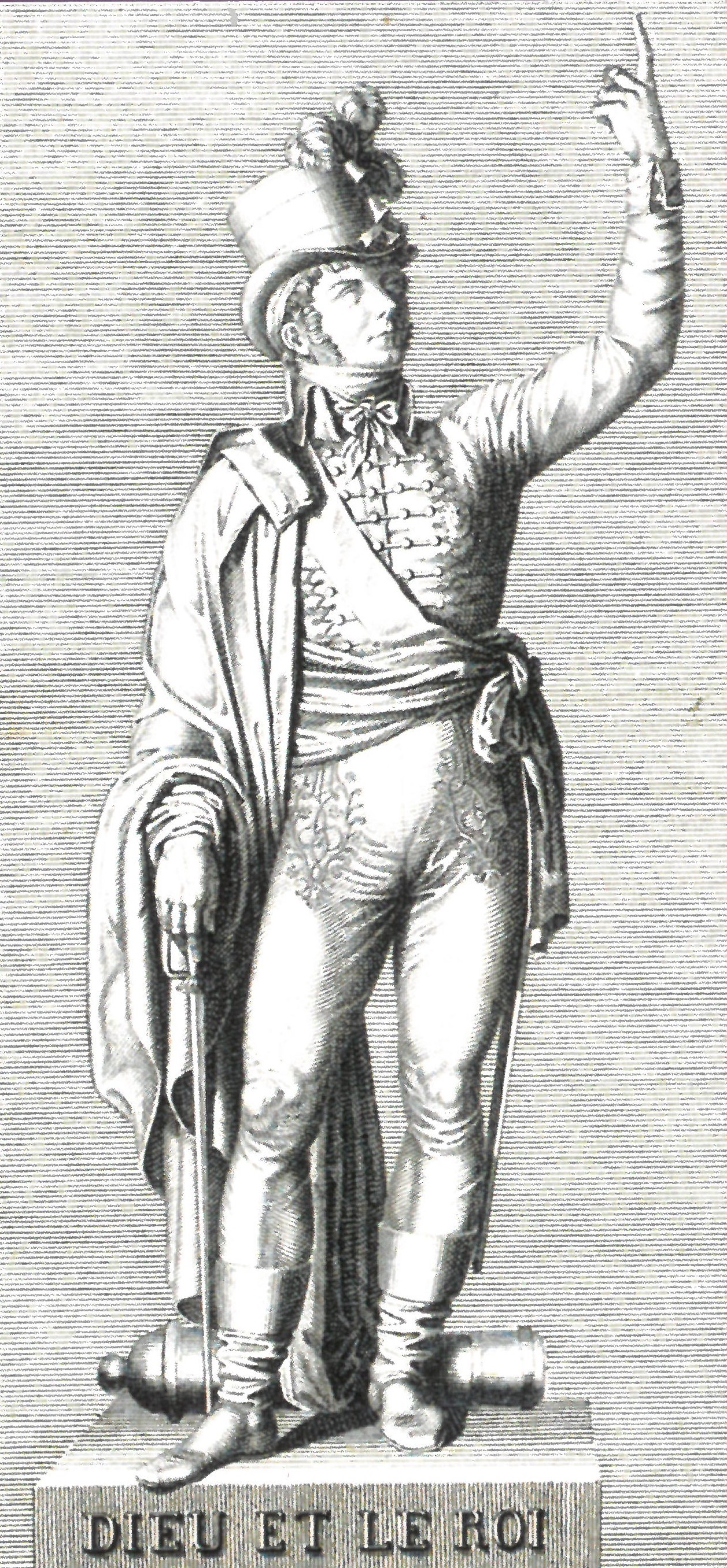
Gravure de Samuel Cholet représentant la statue de Charette sculptée par Dominique Molknecht, érigée à Legé en 1826 et détruite en 1832.
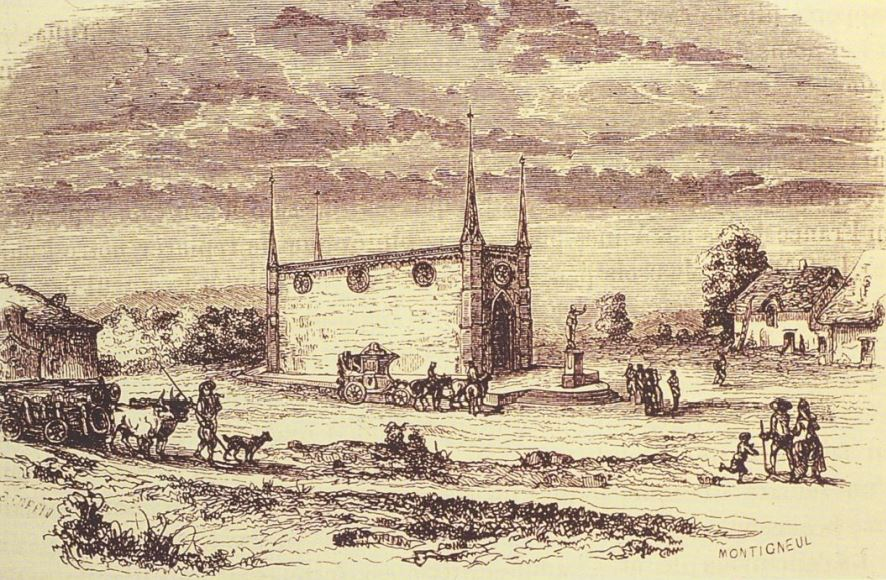
La chapelle Notre-Dame de Pitié et la statue de Charette, dessin de Montigneul, vers 1830.
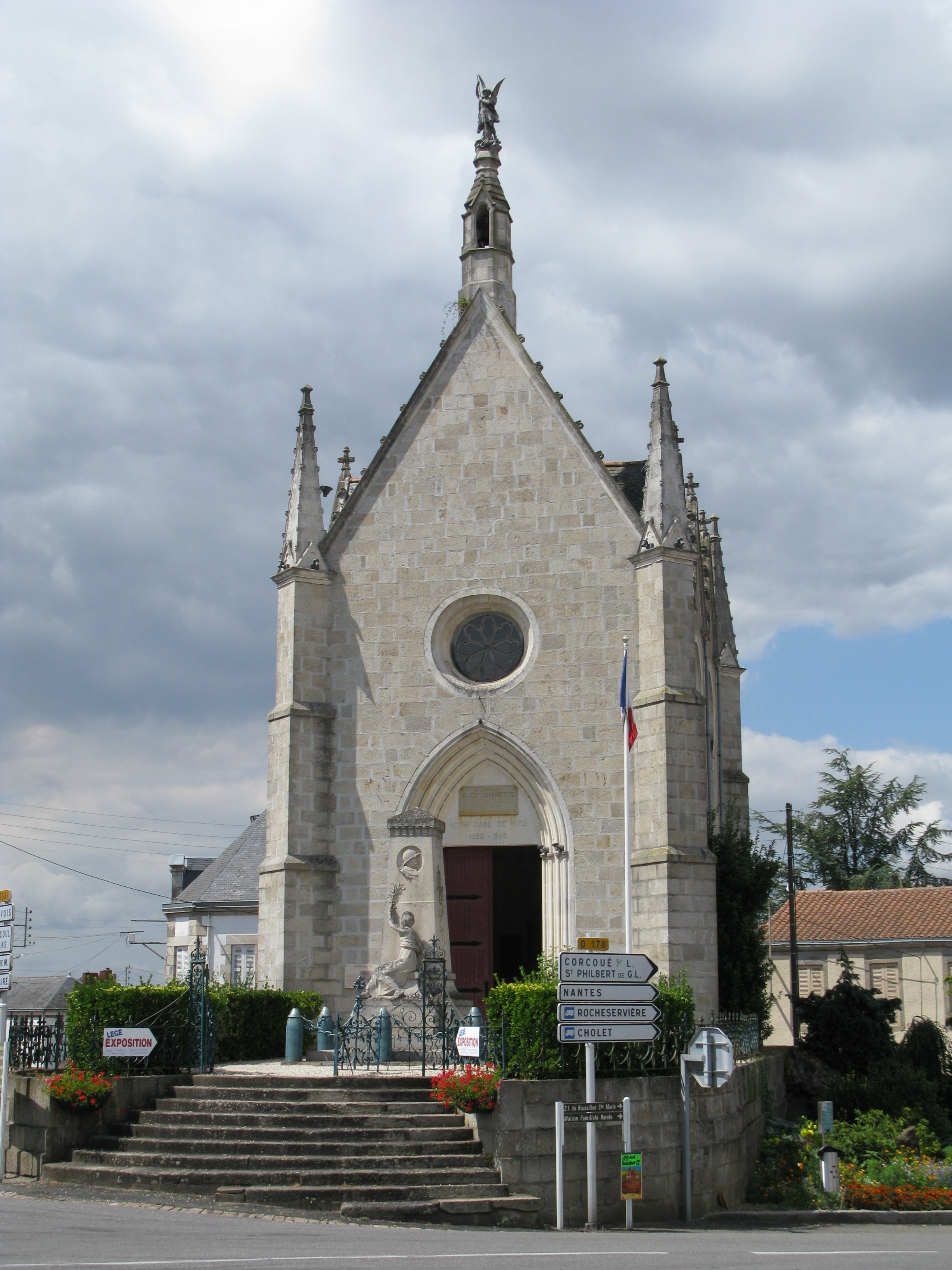
Vue en 2010 de la chapelle Notre-Dame de Pitié, à Legé.
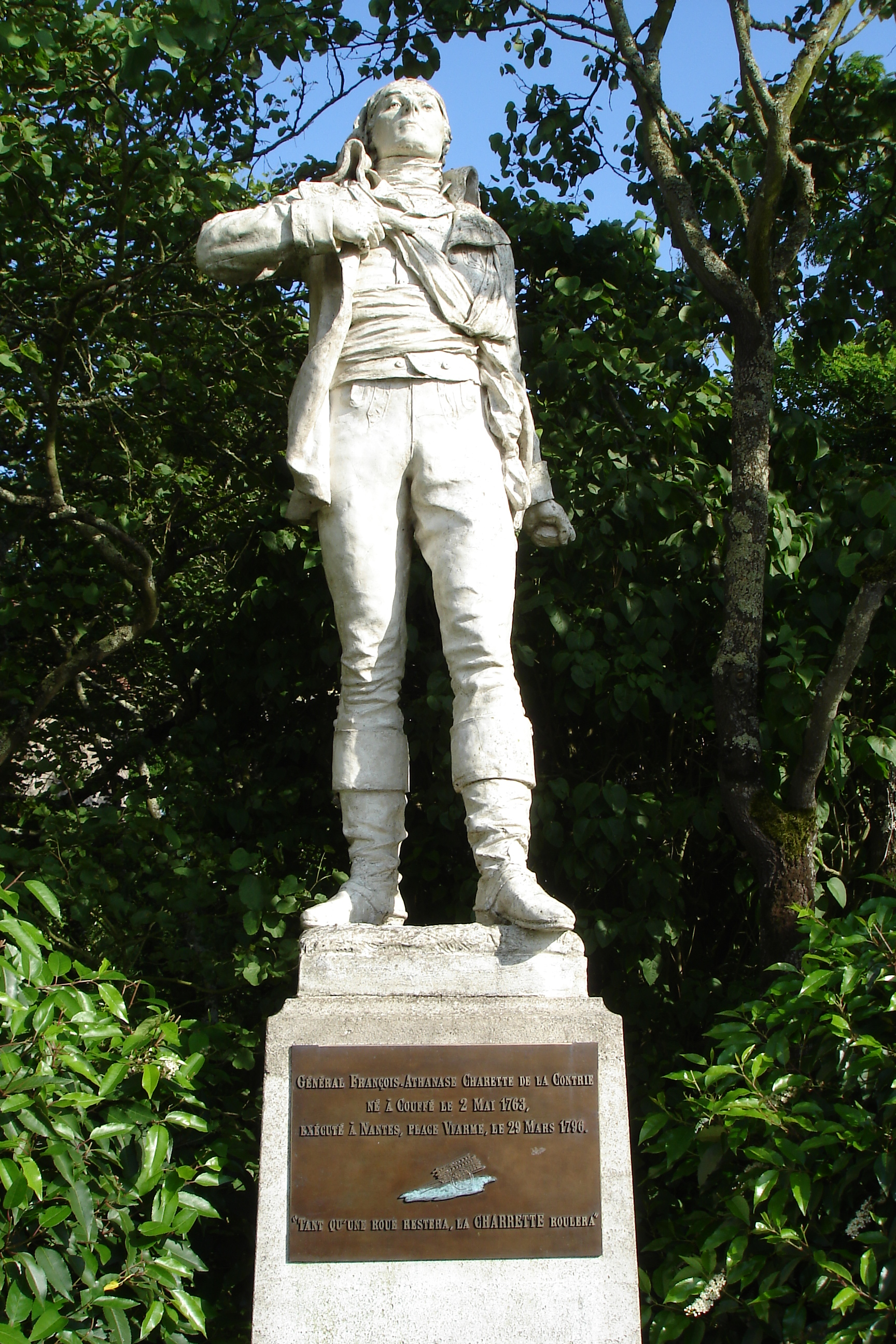
Statue réalisée par Émile Gaucher, érigée à Couffé en 1896.

En 1825 et 1826, sous la Restauration, une chapelle, appelée Notre-Dame de Pitié, est construite à Legé, pour être dédiée à la mémoire de Charette. Les 3 et 4 septembre 1826, une statue du général vendéen, réalisée par Dominique Molknecht, dont le père a pris part à la rébellion du Tyrol, est inaugurée devant la chapelle, en présence de deux évêques, de quatre-vingt prêtres, du général Sapinaud, de 3 000 à 4 000 vétérans vendéens et 10 000 spectateurs,,,. Le 6 juin 1832, pendant l'insurrection de la duchesse de Berry, la chapelle est saccagée et la statue est détruite par des soldats du 36e régiment d'infanterie,. En 1896, une autre statue, réalisée par le sculpteur Émile Gaucher et représentant Charette au moment de son exécution, est inaugurée à Couffé, devant l'entrée du manoir de La Contrie.

## Historiographie

### Jugements des contemporains

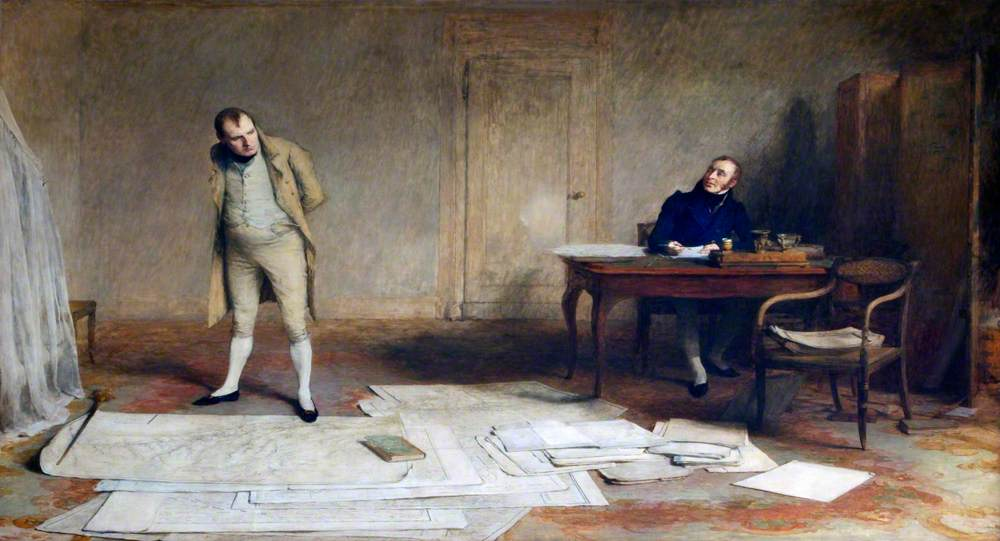
St Helena, 1816: Napoleon Dictating to Count Las Cases the Account of His Campaigns, huile sur toile de William Quiller Orchardson, 1892, Lady Lever Art Gallery, Liverpool.

Cité par Emmanuel de Las Cases, dans Le Mémorial de Sainte-Hélène, Napoléon Ier laisse un jugement particulièrement élogieux à l'égard du général vendéen :

« J'ai lu une histoire de la Vendée, si les détails, les portraits sont exacts Charette est le seul grand caractère, le véritable héros de cet épisode marquant de notre révolution, lequel, s'il présente de grands malheurs, n'immole pas du moins notre gloire. On s'y égorge, mais on ne s'y dégrade point, on y reçoit des secours de l'étranger, mais on n'a pas la honte d'être sous sa bannière et d'en recevoir un salaire journalier pour n'être que l'exécuteur de ses volontés. Oui, Charette me laisse l'impression d'un grand caractère, je lui vois faire des choses d'une énergie, d'une audace peu communes, il laisse percer du génie,,. »

Emmanuel de Las Cases apporte également à Napoléon sa propre impression, bien moins flatteuse : « Je lui disais alors avoir beaucoup connu Charette dans mon enfance ; nous avions été gardes de la marine ensemble à Brest ; nous y avions partagé longtemps la même chambre, mangé à la même table, et il avait fort surpris par ses exploits et sa brillante carrière tous ceux de nous qui avions été liés avec lui. Nous avions jugé Charette assez commun, de peu d'instruction, volontiers atrabilaire et surtout extrêmement indolent. Pas un de nous qui ne l'eût condamné à demeurer dans la foule des insignifiants »,. Un autre marin, Charles Henri de La Pasture passe plus de huit mois en mer avec Charette sur La Belette, il le crédite de « peu de moyens naturels, paraissant très ami de la tranquillité [...] A la bravoure près, jamais on n'annonça moins de dispositions à devenir chef de parti et d'un parti aussi redoutable : mais il était sans doute conduit par quelqu'homme de talents supérieurs qui dirigeaient ses opérations ; par lui-même, il n'était capable que de bien se battre et d'être très attaché à ses amis ». Louis Henry de Viella croise également Charette sur La Belette et selon lui, il « avait un sang-froid que rien n'altérait, mais dans le cours de la vie, ses camarades n'avaient point remarqué les qualités qui se réunissaient si rarement pour faire un chef de parti et qu'il a montré depuis. Je le connaissais beaucoup sans être lié avec lui ; je trouvais dans toute son attitude quelque chose de raide qui annonçait du caractère et dans son sourire une intention sardonique ». Le chef vendéen Pierre-Suzanne Lucas de La Championnière écrit également dans ses mémoires : « Ceux qui l'ont connu avant la Révolution disaient que c'était un très mince officier ; je n'ai point de peine à le croire, car il manquait de l'éducation même ordinaire, parlait peu correctement et écrivait encore plus mal »,.
Côté républicain, Kléber, dans ses mémoires rédigées en 1794, présente Charette comme commandant « toujours un corps détaché, il pouvait être considéré comme le partisan de l'armée ; mais, peu estimé des autres chefs, il communiquait rarement avec eux ». Lazare Hoche ne cache quant à lui pas son mépris pour le général vendéen : . Dans un compte-rendu gouvernement rédigé le 10 novembre 1795, il écrit : « Cet ennemi, l'espoir des contre-révolutionnaires qu'il a trompé, le cheval de bataille des émigrés qu'il déteste et qu'il n'accueillera jamais, fut-il puissant, a un pouvoir absolu sur tout le païs où il commande. Les lois draconniennes qu'il a données aux contrées qu'il occupe l'ont en quelque sorte fait déifier par une multitude ignorante que son seul nom fait trembler. Son caractère est féroce et singulièrement défiant. Son ambition est de gouverner le païs féodalement. Il n'a point d'amis, pour être un chef de parti vraiment redoutable il lui faudrait la loyauté de Bonchamps, les talents de d'Elbée et la témérité de Stofflet, il n'a ni l'un, ni l'autre »,.

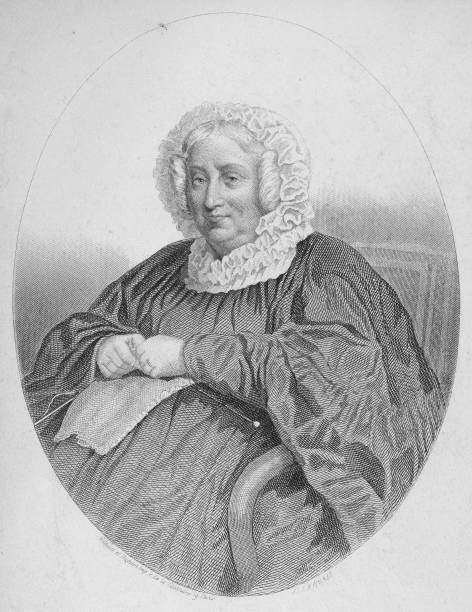
Victoire de Donnissan, marquise de La Rochejaquelein, gravure de Gervais, vers 1850-1860.

Côté vendéen, les jugements d'autres d'officiers royalistes ne sont guère élogieux. Lors de son interrogatoire à Noirmoutier, le généralissime Maurice d'Elbée n'accorde pas à Charette de grands talents militaires et le considère juste comme un « excellent voltigeur ». Bertrand Poirier de Beauvais accuse également Charette d'être responsable de plusieurs défaites. Dans ses mémoires, la marquise Victoire de Donnissan de La Rochejaquelein, veuve du général Lescure, présente Charette plus comme un chef de bande que comme le général d'une armée catholique et royale et l'accuse à demi-mot d'ingratitude pour avoir abandonné la Grande Armée face aux Mayençais :

« Charette [...] avait un mélange de qualités et de défauts qui le rendaient éminemment propre à la situation, et en faisait un vrai chef de guerre civile. Il n'avait peut-être pas une de ces âmes pures et chevaleresques dont la mémoire pénètre à la fois d'attendrissement et d'admiration ; mais l'imagination est subjuguée en songeant à ces caractères, tout composés de force, sur lesquels aucun sentiment ne peut avoir de prise, qui vont à leur but sans que rien les arrête ; qu'une sorte d'insouciance soldatesque rend inaccessibles à l'abattement, aussi insensibles à leurs propres souffrances qu'à celles d'autrui. M. de Charette était d'une fermeté d'âme inaltérable. Au plus fort de la détresse, quand tout semblait perdu sans ressource, on le voyait, le sourire sur les lèvres, relever le courage de ceux qui l'entouraient, les mener au combat, les pousser sur l'ennemi et les maintenir devant lui jusqu'à la dernière extrémité,. »

Marin Boutillier de Saint-André, fils de l'avocat-général du Conseil supérieur de la Vendée, brosse un portrait particulièrement défavorable :

« M. de Charette commandait d'autres peuples. Quoique séparé seulement par quelques lieues de notre pays, on eût dit d'autres hommes et presque des sauvages, en comparaison des soldats de l'Anjou et du Haut-Poitou. Ces derniers, gais, francs, généreux, se battaient avec adresse et générosité, mais usaient de la victoire avec modération et traitaient leurs prisonniers humainement ; les bas Poitevins sombres, vindicatifs, cruels, braves, mais sans impétuosité, tenaces entêtés, défiants, abusaient souvent de la victoire en immolant leurs ennemis. En peignant les soldats de Charette j'ai tracé le portrait de leur général. D'une bravoure à toute épreuve, excellent chef de parti, connaissant parfaitement le genre de guerre qu'il avait entrepris, usant prudemment de ses ressources, fertile en ruses et détours, fier, intrépide, inexorable, ne sachant ni plier son caractère aux circonstances, ni suivre les conseils de ses alliés, qu'il regardait comme de dangereux rivaux, plein d'ambition, d'orgueil et de jalousie, il avait su se rendre peut-être le plus terrible ennemi de la République. Mais la cruauté, qui faisait le fond de son caractère, le rendait presque aussi redoutable à ses amis qu'à ses ennemis, et ce défaut a toujours nui dans mon esprit à l'estime que son courage et ses talents militaires auraient dû lui concilier,. »

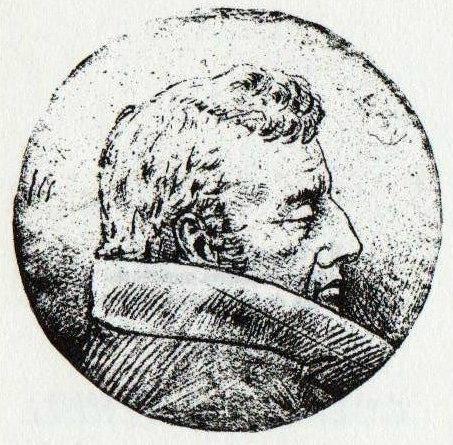
Portrait de Pierre-Suzanne Lucas de La Championnière réalisé par son fils en 1828.

Charles-Joseph Auvynet, secrétaire de Charette lors de conférences de la Jaunaye, le considère comme « présompteux » et « défiant », mais « déployant dans les derniers instants de sa vie, comme dans le cours de ses revers, une constance, une fermeté et une patience à toute épreuve ; et sans doute il mériterait de s'asseoir à côté des preux chevaliers qui ont anobli nos annales ; si une arrogante fatuité dans la prospérité, une légèreté et une insouciance qui lui firent manquer de belles occasions, et surtout un penchant à la vengeance et à la cruauté n'avaient terni d'aussi belle qualités ».
Pierre-Suzanne Lucas de La Championnière, le seul compagnon d'armes de Charette à avoir écrit ses mémoires — rédigées entre 1796 et 1798, — apporte une vision nuancée : « On a dit de M. Charette beaucoup de bien et beaucoup de mal ; ses partisans et ses ennemis ont également outré dans leurs rapports. On ne peut pas avancer qu'il fut un grand homme, mais il serait injuste de nier que dans sa disposition il montra quelques qualités remarquables »,,. Il dépeint Charette comme un chef familier avec ses hommes, « le front calme, l'air toujours serein ». Il ne lui reconnait pas des talents militaires supérieurs, surtout dans les premiers temps de la guerre,, mais indique qu'il parvint à imposer une autorité « à laquelle chacun était tellement soumis que le plus entêté n'osait jamais répliquer ». Il relativise également les accusations d'exactions : « Je ne sais pas s'il a existé beaucoup de héros militaires auxquels on ne puisse faire quelques reproches de cette nature ». Il met en avant les bons traitements faits aux prisonniers dans les premiers mois de la guerre et justifie les représailles en raison des massacres commis par les républicains. Cependant, il estime que « ce qu'on ne peut lui pardonner, [...] ce sont les assassinats qu'il souffrit et souvent même qu'il ordonna », pendant la paix de 1795, « sur la personne des républicains qui s'étaient fiés à sa loyauté ». Il conclut que « parmi les généraux qui acquirent le plus de gloire dans la Vendée, si M. Charette ne fut pas le premier, s'il eut moins de talents militaires que M. d'Elbée, une armée moins intrépide que celle de M. de Bonchamps, s'il fut moins recommandable par son humanité et sa justice que M. de Lescure, on ne saurait du moins lui refuser [...] un attachement sans bornes à la maison de Bourbon, que l'or de l'Angleterre n'eut jamais besoin d'activer et que l'abandon même des princes ne détruisit pas ».

### Historiens «blancs» et historiens «bleus» auXIXesiècle

Portrait de Urbain-René-Thomas Le Bouvier-Desmortiers, gravure de Forestier, 1813.

En 1806, Alphonse de Beauchamp, un commis d'administration rallié à l'Empire, publie une Histoire de la guerre de Vendée et des Chouans, qui constitue le premier ouvrage entièrement consacré à l'histoire de la guerre de Vendée. Au cours des deux années précédentes, il a recueilli notamment les souvenirs de Bodereau, ancien officier de Charette, et est entré en relation avec Lucas de La Championnière. 
En 1806, Beauchamp fait également publier les Mémoires pour servir à l'histoire de la guerre de la Vendée. Rédigé anonymement par le comte de XXX, cet ouvrage, imprimé sur ordre de la police, est attribué au comte de Vauban, un maréchal de camp qui a participé à l'expédition de Quiberon dans les rangs des émigrés et qui est alors détenu dans la prison du Temple. Selon l'historien Jean-Clément Martin : « Le livre est une charge contre les royalistes : toute l'histoire de la Vendée est résumée par Quiberon, il stigmatise l'ambition de Charette, ses dissensions avec Stofflet et les disputes entre chefs chouans ; il cite notamment une lettre de Charette se plaignant à Louis XVIII de « la lâcheté » du comte d'Artois, qui a « tout perdu ». La leçon que donne l'ouvrage ne pouvait que satisfaire Napoléon désireux de ruiner le parti royaliste ».
En 1809, en réponse à Beauchamp, Urbain-René-Thomas Le Bouvier-Desmortiers publie sa Réfutation des calomnies publiées contre le général Charette: commandant en chef les armées catholiques et royales dans la Vendée,. Issu d'une famille de la bourgeoisie angevine, maître aux comptes et grand propriétaire terrien, Le Bouvier-Desmortiers est le premier biographe de Charette. Favorable à la Révolution en 1789, il se rallie au camp vendéen en 1793 et dirige les moulins à poudre de Mortagne. En 1809, son premier ouvrage est rapidement censuré par la police de Fouché et Le Bouvier-Desmortiers passe trois jours en prison. Entre 1818, sous la Restauration, il publie sa Vie du général Charette, qui connait plusieurs rééditions jusqu'en 1832. Il s'en prend également violemment à la marquise La Rochejaquelein, dont les Mémoires, assure-t-il, « sont le cloaque de tous les libelles vomis contre ce général par les écrivains révolutionnaires qu'elle a copiés mot pour mot, et auxquels elle en a rajoutés de sa façon qui les rendent plus atroces ».

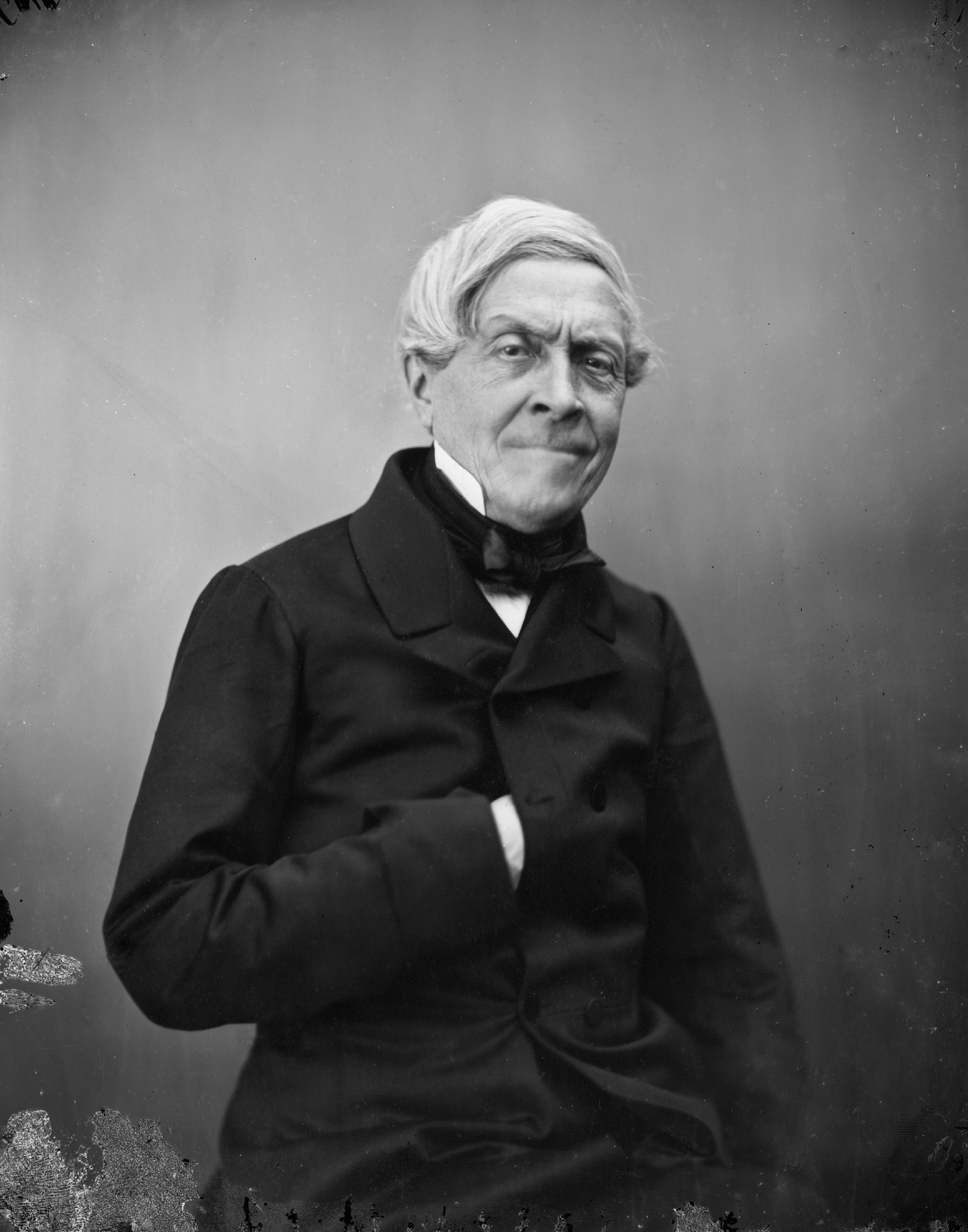
Portrait de Jules Michelet, photographie de Nadar, vers 1855-1856.

Pendant tout le XIXe siècle, deux historiographies s'opposent à propos de la guerre de Vendée : d'un côté l'historiographie « blanche », royaliste, conservatrice et catholique, avec des auteurs comme Berthre de Bourniseaux, Chateaubriand, Crétineau-Joly, Muret, Veuillot, Lacretelle, Pitre-Chevalier, Poujoulat, l'abbé Deniau et l'abbé Uzureau ; de l'autre, l'historiographie « bleue », républicaine et patriote, libérale ou socialiste, avec Savary, Michelet, Thiers, Cabet, Blanc, Quinet, Larousse, Combes, Chassin, Aulard ou Jaurès. Si certains généraux vendéens emportent le respect des deux camps, comme Bonchamps ou d'Elbée, il n'est est pas de même pour Charette, qui, selon les mots de l'historien Alain Gérard « suscite tout à la fois le blâme et l'admiration, l'exécration et l'idolâtrie »,. L'historiographie « blanche » reprend en grande partie l'hagiographie de Le Bouvier-Desmortiers. Dans les années 1820, Adolphe Thiers, alors libéral, dresse un portrait louangeur de Charette. Vers 1850, Louis Blanc voit en Charette un mélange de héros et de bandit. Louis Combes juge également le général vendéen « infiniment propre à devenir un chef de bandits bien plutôt qu'un chef de parti ». Pierre Larousse le décrit comme « insouciant et féroce […] sans scrupule et sans conviction sérieuse […] perdu de mœurs […] une lubricité dont il y a peu d'exemples ». Dans son Histoire de la Révolution française, rédigée dans les années 1860, Jules Michelet compare Charette à un boucanier ou à un flibustier, tandis que les soldats de son armée sont assimilés aux Hurons,. Il dépeint le général vendéen en bandit et en libertin, qui « changeait de femmes toutes les nuits »,,. En observant le masque mortuaire de Charette, Michelet écrit : « J'ai été frappé de stupéfaction. […] Il y a une bestialité furieuse, qui est de l'espèce féline […] une laideur vigoureuse, scélérate et militaire, à troubler toutes les femmes. […] On sent là une race à part, fort heureusement éteinte, comme plusieurs races sauvages »,,.

### Franc-maçonnerie et religion
Certains historiens ont fait état d'une initiation de Charette à la franc-maçonnerie. Jean-Joël Brégeon et Gérard Guicheteau désignent notamment Charette comme franc-maçon. D'après Émile Boutin, il est élevé au grade de chevalier Kadosh. Daniel Ligou rapporte également que Charette a été initié, « mais on ne sait où », tout comme un certain nombre d'officiers vendéens, de chouans et de prêtres réfractaires.
Après sa victoire à la deuxième bataille de Pornic, en mars 1793, Charette s'adresse aux membres du comité de Machecoul en les qualifiant de « Frères et amis ». Il rend alors compte de sa victoire « avec le concours de l'Être suprême », faisant ainsi référence à ce culte déiste qui se développe pendant la Révolution. Cependant pour l'historien Lionel Dumarcet, ces allusions ne paraissent pas déterminantes et l'évocation du brevet de « chevalier Kadosh de Charette » concerne vraisemblablement Gabriel Charette de Boisfoucaud. Lionel Dumarcet conclut que « l'absence de documents précis incite donc à penser que Charette ne fut pas franc-maçon ».
Dans ses mémoires, Pierre-Suzanne Lucas de La Championnière indique que Charette ne fait pas état d'une grande piété : « Les officiers de Belleville, loin d'être conduits par des principes de religion, n'y conformaient guère leur conduite. Le Roi était leur seule divinité, et la mort un sacrifice que, dans les circonstances présentes, on lui devait ainsi qu'à l'État. [...] Les paysans ne partagèrent point de pareilles opinions ; pieux par habitude, ils pratiquaient avec plaisir les exercices de la religion et se plaignirent quelquefois de l'impiété de ceux qui avaient l'indiscrétion de raisonner devant eux. [...] M. Charette, en homme sage, n'agitait jamais la dispute de religion et n'y prenait point part ; il assistait toujours à la messe militaire que notre aumônier célébrait le dimanche : il s'y tenait avec décence, et le paysan le voyait encore avec plus de respect ».

### Charette et la guerre

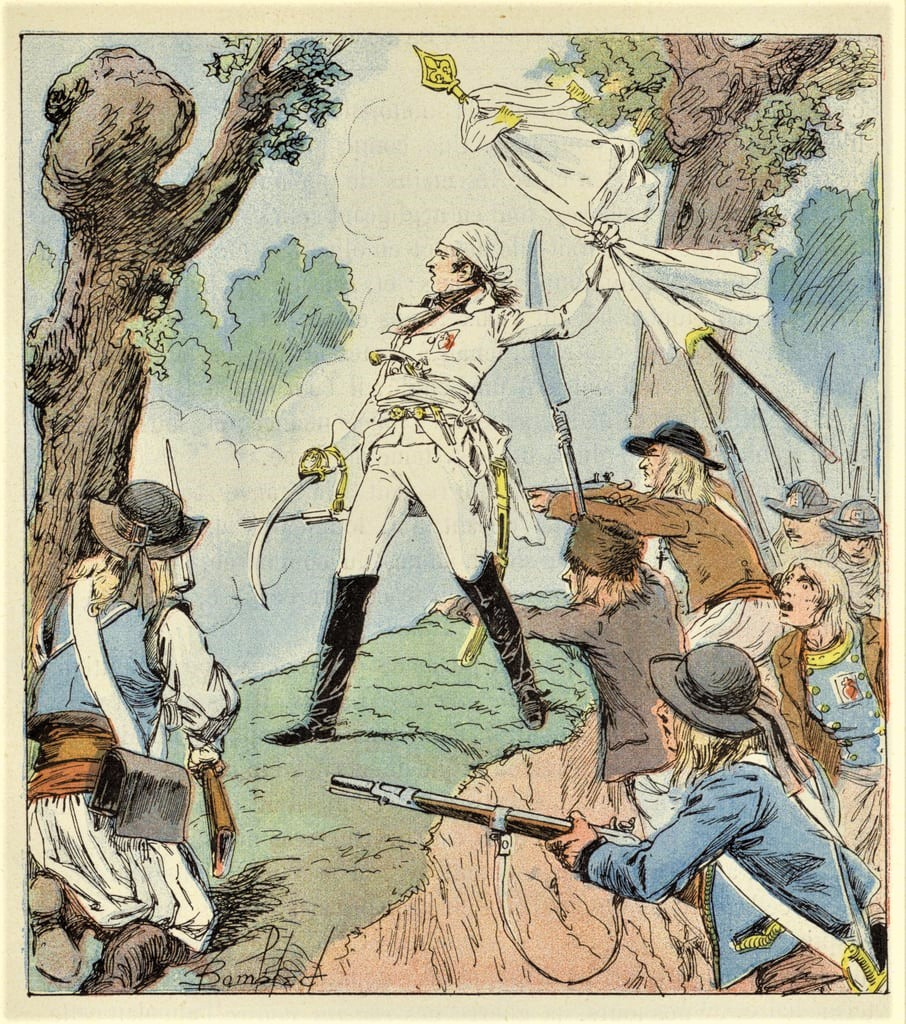
Charette au combat, illustration de Louis Bombled, 1895.

La conduite de la guerre menée par Charette fait l'objet de controverses. En 1912, l'historien Émile Gabory estime que « Charette a été jugé diversement. On l'a traîné aux gémonies ou monté au pinacle. La vérité n'est ni aussi laide ni aussi brillante. Charette fut un grand chef, mais un grand chef imparfait ». En 1952, Gérard Walter le considère comme « un des plus habiles, le plus habile, peut-être, des chefs vendéens ».
Dans les années 1990 et 2000, l'historien Jean-Clément Martin présente Charette comme un « grand tacticien », un « dandy, maître es guérillas »,, mis au premier plan par « son panache » et « son habileté dans les combats ».
Cependant en 1997, l'historien Lionel Dumarcet remet en question les capacités militaires de Charette : « Sauf en quelques exceptions [...], Charette a mené une guerre classique faite d'attaques frontales, de "sièges" de villes et de batailles rangées. Il n'a quasiment jamais utilisé la tactique du harcèlement qui est l'essence même de la guérilla, rarement essayé de détruire définitivement l'adversaire et peu pratiqué la technique de l'embuscade. [...] Charette a été très souvent battu malgré une supériorité numérique évidente. La médiocrité des troupes républicaines, mal formées, mal équipées, à la discipline délétère, expliquent en partie les succès du chef vendéen ». Lionel Dumarcet considère le personnage comme « atrabilaire, impulsif et violent [...], peu doué pour la diplomatie [...], ambitieux, fasciné par les honneurs, prompt à la surenchère », bien que « la fin de son existence le montre enfin admirable dans l'adversité, d'une grande bravoure et sachant mourir dignement ».
En 1995, l'historien Jean-Pierre Bois juge quant à lui que si Charette « ne paraît pas maîtriser les règles de la grande guerre », sa réputation militaire « n'est pas pour autant usurpée. [...] Charette est celui des chefs vendéens qui a soutenu le plus longtemps la guerre contre les républicains. [...] Il faut alors admettre que la vraie gloire militaire de Charette est d'avoir maintenu en guerre un pays qui ne paraît pas destiné à soutenir de grandes opérations, en adaptant à sa nature et à ses combattants les pratiques de la petite guerre, celle qui refuse les batailles, et qui devient ici une guerre en soi, non le complément d'une autre guerre. Sous une autre forme, Charette, par sa ténacité, par la vivacité avec laquelle il opère ponctuellement, toujours prêt à décrocher, par la durée qu'il donne à la guerre en la rendant ainsi épuisante pour ses ennemis, simplement avec les effectifs qui se donnent à lui en un lieu et en un temps donnés n'est-il pas celui qui a su, pour la première fois, transformer une révolte sans ordre en guérilla invincible ? »,. Pour Jean-Pierre Bois, c'est politiquement et non pas militairement que Hoche finit par venir à bout du général vendéen : « Dans les derniers mois de sa vie, malgré l'obstination de quelques fidèles, Charette n'est plus un général. Il n'est plus qu'un fugitif traqué. Général, il était insaisissable. Fugitif, il est rapidement pris »,.